# Völkerwanderung

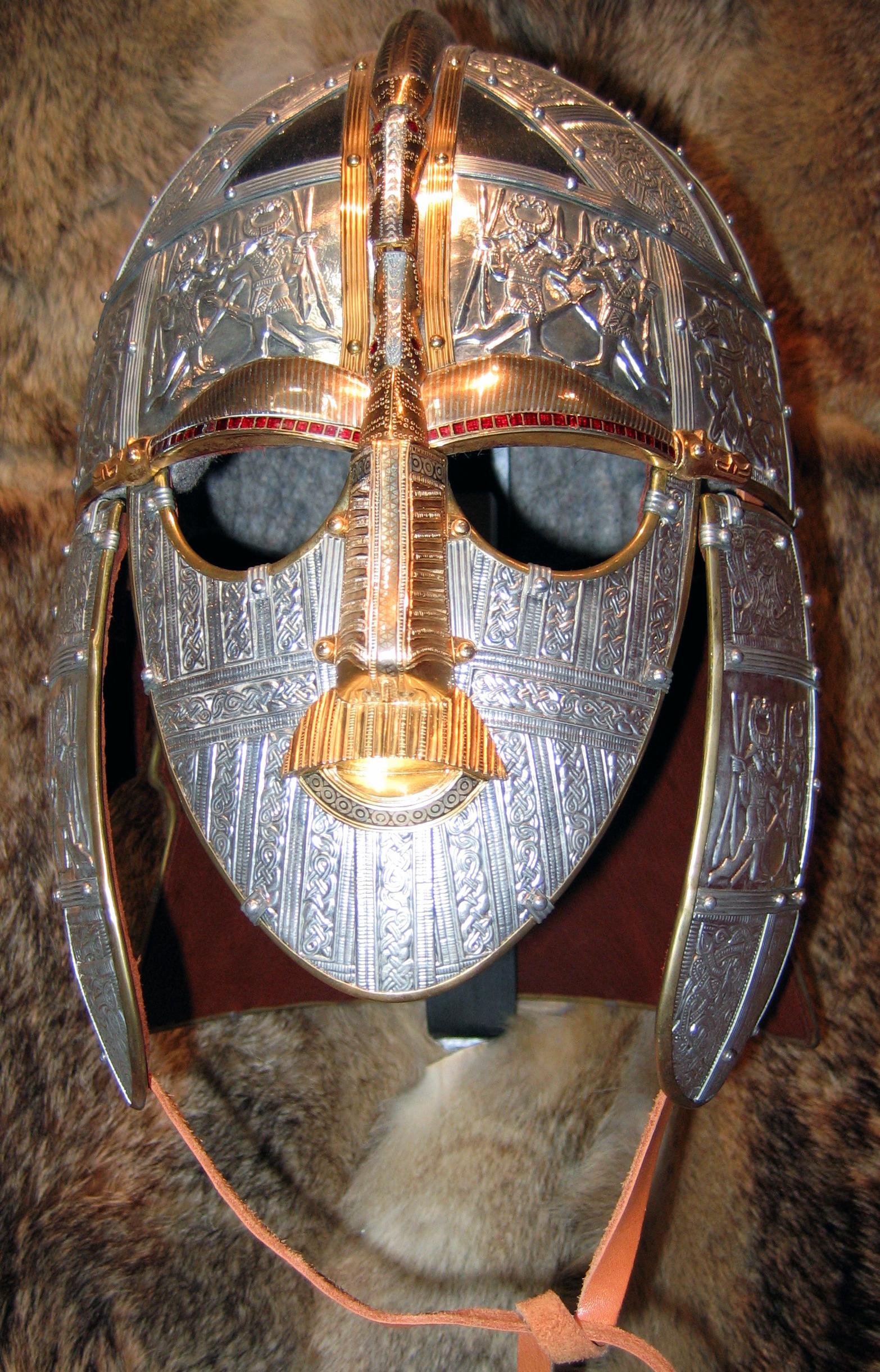
Rekonstruktion eines im Grab von Sutton Hoo gefundenen Prunkhelmes (7. Jahrhundert)

In der historischen Forschung wird als sogenannte Völkerwanderung im engeren Sinne die Migration vor allem germanischer Gruppen in Mittel- und Südeuropa im Zeitraum vom Einbruch der Hunnen nach Europa circa 375/376 bis zum Einfall der Langobarden in Italien 568 bezeichnet. Die Völkerwanderungszeit fällt in die Spätantike und bildet für die Geschichte des nördlichen Mittelmeerraums sowie West- und Mitteleuropas ein Bindeglied zwischen der klassischen Antike und dem europäischen Frühmittelalter, da man sie beiden Epochen zurechnen kann.
Die spätantike Völkerwanderung stellt allerdings keinen einheitlichen, in sich abgeschlossenen Vorgang dar. Vielmehr spielten bei den Migrationen der zumeist heterogen zusammengesetzten Gruppen aus dem außerrömischen Barbaricum unterschiedliche Faktoren eine Rolle, wobei in der neueren historischen und archäologischen Forschung viele Aspekte der Völkerwanderung äußerst unterschiedlich bewertet werden. Zentral für die Diskussion sind dabei die Fragen, ob der Zerfall des Weströmischen Reiches Folge oder vielmehr Ursache der „Völkerwanderungen“ war und ob damals tatsächlich „Völker“ umherzogen oder vielmehr Kriegerverbände auf der Suche nach Beute und Versorgung (annona) waren. In der modernen Forschung wird der Begriff „Völkerwanderung“ zunehmend kritisch gebraucht, da nach heutiger Einschätzung das Bild von „wandernden Völkern“ nicht haltbar ist und vielen Gelehrten mittlerweile als widerlegt gilt bzw. die Vorstellung einer Völkerwanderung grundsätzlich als „Forschungsmythos“ verworfen wird.
Statt fester Völker, die von einer „Urheimat“ aus aufbrachen und sich nach einer „Wanderung“ woanders neu ansiedelten, handelte es sich dem aktuellen Forschungsstand zufolge vielmehr um heterogene Gruppen, deren Zusammensetzung fließend war (vgl. Ethnogenese) und deren Migration (aus jeweils unterschiedlichen Gründen) einen Prozess mit offenem Ausgang darstellte. Manche dieser Verbände versuchten am Reichtum des römischen Imperiums als Vertragspartner zu partizipieren (womit der römische Staat kampffähige Truppen erhielt), andere griffen zu diesem Zweck zu militärischen Mitteln und errichteten neue Herrschaftsräume auf dem Boden des Westreiches. Dies war allerdings kein von Beginn an geplanter Prozess, so entwickelten sich die meisten der neuen Herrschaftsgebiete erst im Verlauf der Auflösung des Westreichs (beschleunigt von internen römischen Machtkämpfen und begünstigt durch äußere Faktoren wie der Bedrohung durch das Hunnenreich unter Attila). Damit handelte es sich in erster Linie um eine Herrschaftsübernahme, wobei die neuen Herren oft bestrebt waren, die vorhandenen römischen Strukturen zu nutzen und die einheimische römische Elite nicht selten kooperierte (wie im Fall der Franken, Burgunden und der Ostgoten). Allerdings konnten die überlegenen römischen Verwaltungsstrukturen im weiteren Verlauf des Frühmittelalters letztlich nicht bewahrt werden. Zu den Bewegungen der Kriegerverbände trat überdies die individuelle Migration von Kleingruppen und Einzelpersonen hinzu, da die Spätantike insgesamt von hoher Mobilität geprägt war.
Hauptsächlich, aber nicht ausschließlich betroffen von den Vorgängen war die Westhälfte des seit 395 de facto geteilten Römischen Reiches. Seit 382 wurden immer öfter vertragliche Regelungen (foedera) zwischen der römischen Reichsregierung und Gruppen wie den Westgoten getroffen, die eine Ansiedlung dieser Krieger auf römischem Territorium zur Folge hatten. In den internen Konflikten, die Westrom seit 395 plagten, wurden solche Kampfverbände immer öfter eingesetzt. Auch die Franken wurden auf römischem Boden angesiedelt und übernahmen als Foederaten unter anderem Aufgaben des Grenzschutzes im Nordosten Galliens. Nach dem Rheinübergang von 406 und dem Eindringen der Vandalen und Sueben in das Westreich zeichnete sich in Gallien erstmals ein möglicher Zusammenbruch der römischen Verwaltungsordnung in Europa ab.
Westrom versank in langen Bürgerkriegen, deren Verlauf die Bewegungen der Kriegerverbände zumindest teilweise bedingte, da sie an den Kämpfen prominent beteiligt waren. Gleichzeitig verfiel die Autorität der kaiserlichen weströmischen Regierung in Ravenna zusehends, und immer mehr politische Macht ging auf – römische und germanische – Militärs über, die die heutige Forschung oft als warlords bezeichnet. Im Westen traten nun die im Vergleich zur römischen Bevölkerung verschwindend geringen germanischen Gruppen an Stelle des römischen Staates. Auf dem Boden des zerfallenen westlichen Imperiums entstanden so im 5. und 6. Jahrhundert germanisch-romanische Nachfolgereiche, die die Kultur Europas im Mittelalter entscheidend prägen sollten.
Im Zusammenhang mit diesem Prozess kam es 476/80 zum Ende des weströmischen Kaisertums, während das Oströmische Reich das 5. Jahrhundert weitgehend intakt überstand.

## Allgemeiner Überblick

### Der Begriff „Völkerwanderung“
Der Begriff „Völkerwanderung“ taucht im Deutschen zuerst am Ende des 18. Jahrhunderts auf. Das Deutsche Wörterbuch verzeichnet dazu die Abhandlung Geschichte der Deutschen von Michael Ignaz Schmidt aus dem Jahr 1778, in der von der „sogenannten Völkerwanderung“ die Rede ist. Als feste Epochenbezeichnung benutzt ihn 1790/1792 Friedrich Schiller in seinem Aufsatz „Ueber Völkerwanderung, Kreuzzüge und Mittelalter“, er fand dann im 19. Jahrhundert recht schnell allgemeine Verbreitung. Problematisch ist, dass der Terminus Völkerwanderung einerseits eine Epochenbezeichnung ist, andererseits aber ebenfalls bestimmte Entwicklungen kennzeichnet, die sich in dieser Zeit vollzogen haben sollen. Im Kern geht die Begriffsbildung auf den Humanisten Wolfgang Lazius zurück, der 1557 sein Werk De gentium aliquot migrationibus veröffentlichte.
Außerhalb des deutschen Sprachraums wird bis heute hingegen eher der kriegerische Aspekt dieser Epoche, verbunden mit dem „Einfall der Barbaren“, hervorgehoben (barbarian invasions – nun verstärkt aber auch migration period –, invasion(s) barbare(s), invasioni barbariche).
Für die vom aufkommenden Nationalismus des 18. und 19. Jahrhunderts geprägte ältere Forschung schien es lange Zeit selbstverständlich zu sein, dass es sich bei den spätantiken Migrationsbewegungen um die Wanderungen von Völkern auf der Suche nach einer neuen Heimat gehandelt habe. Diese seien gewaltsam in das Römische Reich eingedrungen, um dort Siedlungsraum zu erobern. Diese Sichtweise hat sich als sehr resistent gegenüber anderen Lesarten erwiesen und ist daher abseits der Fachwissenschaft bis heute weit verbreitet. Nach heute vorherrschender Einschätzung der meisten Historiker und Archäologen ist die Theorie von „wandernden Völkern“ allerdings wissenschaftlich nicht haltbar.
Entscheidend ist dabei auch, wie der Begriff „Volk“ definiert wird. Es kam zwar in dieser Zeit zu Zügen von verschiedenen mehr oder weniger großen Gruppen; diese waren aber in der Regel heterogen zusammengesetzt und werden von vielen Historikern inzwischen eher als ethnisch gemischte Söldnerheere mit Tross angesehen, die in der Regel von den Römern selbst ins Reich gerufen wurden, um gegen innere und äußere Feinde eingesetzt zu werden. Zudem kam es in der Spätantike, wie zu allen Zeiten, zur unorganisierten Migration von Individuen und Kleingruppen. Von einem einheitlichen Prozess der „Wanderung“ ganzer „Völker“ kann daher nicht die Rede sein; diese immer noch populäre Vorstellung gilt den meisten Experten inzwischen vielmehr als „Mythos“, der auf den Nationalismus des 19. Jahrhunderts zurückgeht. Insofern ist der Begriff „Völkerwanderung“ und das damit lange Zeit verbundene Geschichtsbild hochproblematisch.
Ebenso besteht kein zwingender Grund, die Völkerwanderungszeit als radikalen Einschnitt zu verstehen, da das Ende der Antike ein wesentlich vielschichtigerer Prozess war. Dabei war die sogenannte Völkerwanderung nur ein Teilaspekt, zumal viele Elemente der antiken Kultur (bisweilen in anderer Form) noch nach dem 6. Jahrhundert fortbestanden.

### Identitätsbildung

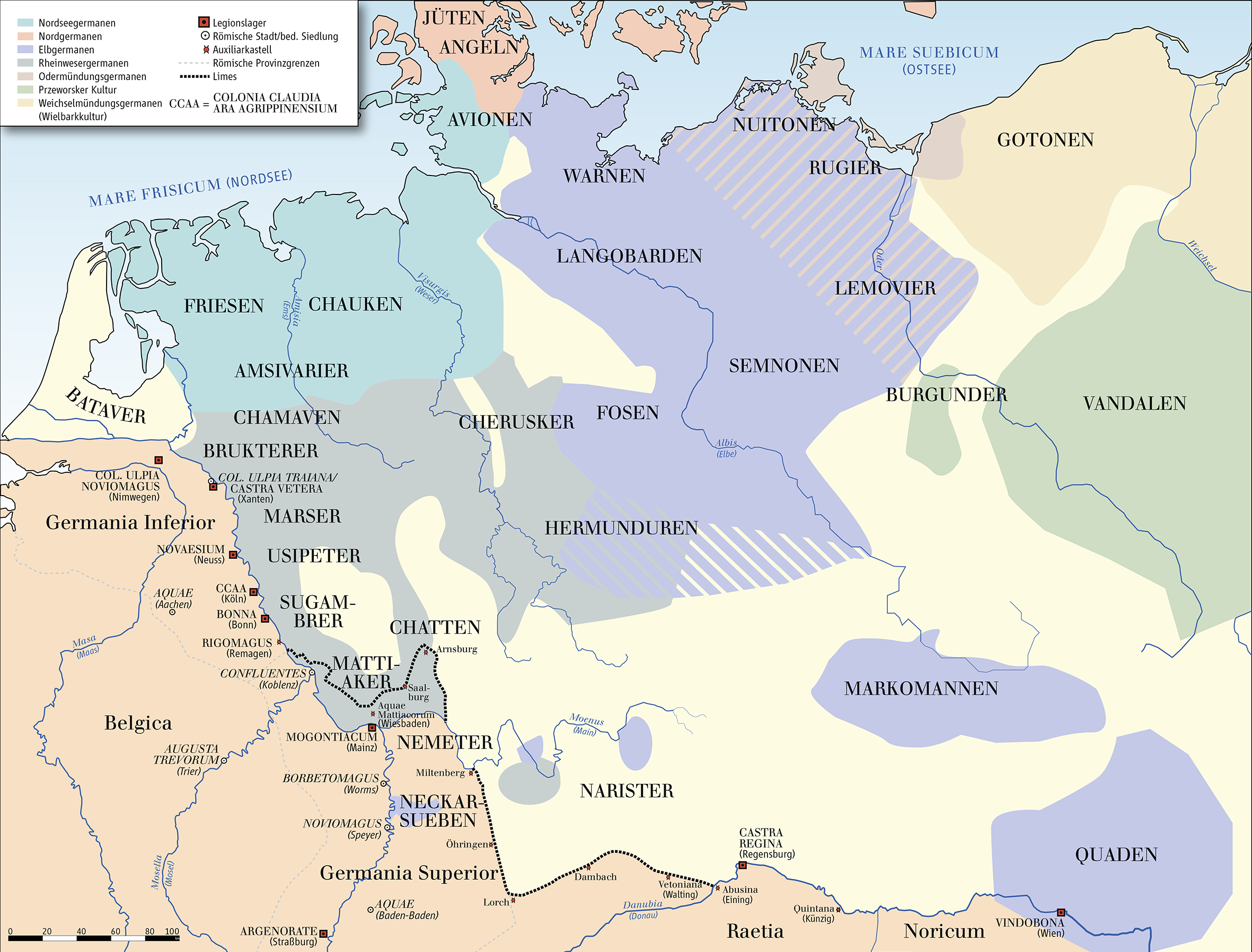
Karte der germanischen Stämme zwischen 50 und 100

Die germanischen „Stämme“ (gentes, nationes) der Völkerwanderungszeit stellten nach heute dominierender Forschungsmeinung keine konstanten Einheiten oder Abstammungsgemeinschaften dar, auch wenn die römischen Quellen dies teils suggerieren. Vielmehr schlossen sich beispielsweise gotischen Verbänden auch Rugier oder Heruler an; einzelne Individuen und ganze Gruppen konnten ihre Zugehörigkeit wiederholt wechseln (allerdings nicht nach Belieben). Die moderne Forschung hat nachgewiesen, dass Gleichartigkeiten der Sprache, der Kleidung oder der Waffen allein für eine ethnische Zuordnung kaum aussagekräftig sind. Auch die in den letzten Jahren immer öfter angewandte Methode, die Migrationen durch DNA-Analysen nachvollziehbar zu machen, ist aus diesem Grund kritisiert worden, da sie weniger objektiv sei, als ihre Vertreter annähmen, und die Bedeutung der Gene für die ethnische Identität überschätze.
DNA-Analysen etwa von Skeletten aus Gräberfeldern helfen bei der Erforschung, weisen ihrerseits aber ebenfalls Probleme auf, da Grabfunde nicht immer eindeutige Zuordnungen erlauben und genetische Befunde an sich wiederum nichts über die kulturelle Identität aussagen. Das zu untersuchende Material und die entsprechende Methodik können zudem zu unterschiedlichen Ergebnissen führen. Insofern ist die Kooperation zwischen Paläogenetikern, Archäologen und Historikern wichtig, um die verschiedenen Ergebnisse in einen gesamtheitlichen Kontext einbetten zu können.
Wichtig in der Forschung ist in diesem Zusammenhang der komplexe Vorgang der Identitätsbildung (siehe auch Ethnogenese). Die Entstehung von ethnischen Identitäten (Ethnizität) in der Spätantike bzw. dem beginnenden Frühmittelalter wird heute nicht mehr als biologische Kategorie verstanden. Identitäten entstehen vielmehr in einem wechselhaften sozialen Prozess, bei dem mehrere Faktoren eine Rolle spielen. In der Völkerwanderungszeit konnten sich verschiedene Gruppen unter einem neuen Anführer (siehe Heerkönig) zusammenschließen, wobei es in der Regel ausreichte, dem Verband loyal zu dienen. Allerdings ist der einflussreiche Ansatz der „Wiener Schule“ um Herwig Wolfram und Walter Pohl mittlerweile teils in die Kritik geraten. Wolfram, Pohl und ihre Schüler verwenden den Ethnogenese-Begriff in ihren jüngeren Arbeiten selbst nur noch sporadisch, sondern betonen den Identitätsbegriff, der in der neueren Forschung zu Spätantike und Frühmittelalter verstärkt eine Rolle spielt.
So hat die Forschungsdiskussion der letzten Jahrzehnte ergeben, dass die Bezeichnung „Völkerwanderung“ nach vorherrschender Ansicht der meisten Fachleute insofern irreführend ist, als in der Spätantike keine „Völker“, sondern oft nur von einem Tross begleitete Kriegerverbände migrierten, zu Beginn oft ohne genaues Ziel, die zudem ethnisch zumeist heterogen zusammengesetzt waren: Die alte, bereits auf die Antike zurückgehende Vorstellung, eine ethnisch einheitliche Gruppe sei aus ihrer „Urheimat“ aufgebrochen, auf der Wanderung ein homogener Verband geblieben und habe sich am Ende ihrer Wanderung anderswo neu angesiedelt, gilt als überholte und widerlegte Theorie. 

„Heute hat die Wissenschaft Vorstellungen dieser Art aufgegeben (wenngleich sie aktuell im politischen Diskurs wieder an Raum gewinnen). Völker gelten mittlerweile als soziale Gebilde, die im Verlauf der Zeit vielfältigen Veränderungen unterlagen und sich nicht mehr als kohärente Einheiten durch die Jahrhunderte verfolgen lassen.“

Die moderne Forschung hat vielmehr aufgezeigt, dass die Identität einer gens in der Regel am Ende dieses Prozesses eine andere war als am Anfang. In diesem Sinne ist im Folgenden unter den Bezeichnungen für diverse gentes immer ein eher locker aufgebauter Verband von Kriegern mit familiären Anhang zu verstehen, dessen Zusammensetzung fluktuieren konnte. Diese Gruppen weisen ein hohes Maß an Instabilität und Heterogenität auf, wobei Zuwanderungs- und Abspaltungsprozesse erkennbar sind.
Eine spätantike gens war eher eine Rechtsgemeinschaft, die in Größe und ethnischer Zusammensetzung stark variierte. Ein verbindendes Element sah die Forschung der frühen Nachkriegszeit in einem Traditionskern (Reinhard Wenskus) begründet, der etwa durch die Führungsgruppe eines Verbandes repräsentiert wurde. Einen Zusammenhalt stifteten ansonsten wohl beispielsweise die Stammeslegenden (siehe Origo gentis), die die Herkunft der jeweiligen gens oft topisch auf mythische Gründer und eine angebliche skandinavische Heimat zurückführten. Allerdings werden diese Überlieferungen von der modernen Forschung – anders als früher – meistens mit großer Skepsis betrachtet. Spätantike und frühmittelalterliche Autoren bedienten sich wiederum ethnographischer Bilder, Muster und Stereotype, um die ursprünglich von außerhalb des römisch-griechischen Kulturraums stammenden gentes zu beschreiben und in einen ethnographischen Ordnungsrahmen einzuordnen. Andere Forscher betonen, dass es sich bei vielen gentes zumindest anfangs um Foederaten in römischen Diensten gehandelt habe, also um Söldnerheere, die erst im Laufe der Jahre eine gemeinsame Identität angenommen hätten und insbesondere in den schier endlosen Bürgerkriegen eingesetzt worden seien, die Westrom im 5. Jahrhundert plagten. Diese inneren Konflikte seien es auch gewesen, die durch die Vernachlässigung der limites Plünderungen der römischen Grenzprovinzen erst ermöglicht hätten.

### Der Untergang Westroms

#### Transformationsprozess
Welche Rolle die Entwicklungen der Völkerwanderungszeit bei der Auflösung des Weströmischen Reiches spielten, ein in der Forschung immer wieder diskutiertes Problem, ist nicht pauschal zu beantworten. Uneinigkeit besteht in der Forschung vor allem darüber, ob die Migrationen die Ursache oder vielmehr die Folge der Desintegration des Imperiums waren. Sicher ist, dass Rom im späten 4. und im 5. Jahrhundert nicht mehr in der Lage war, seine Grenzen so effizient wie früher zu verteidigen. Die Errichtung der germanischen Königreiche (regna) auf dem Boden des westlichen Imperiums im 5. und 6. Jahrhundert lässt sich allerdings nicht mehr so einfach erklären, wie es früher oft angenommen wurde, und war oft ein schleichender Prozess. Die populäre Vorstellung, germanische Stämme seien gewaltsam in das Imperium eingedrungen, um dort als Eroberer eigene Reiche zu errichten, wird heute von den meisten Experten entweder als unzulässige Vereinfachung oder als schlichtweg falsch betrachtet.
Die Beurteilung des französischen Althistorikers André Piganiol, der nach dem Zweiten Weltkrieg in seinem Werk L’Empire chrétien (veröffentlicht 1947) noch pauschal erklärte, die römische Zivilisation sei von den Germanen regelrecht ermordet worden, ist angesichts der neueren Forschung nicht mehr haltbar. In der älteren Forschung, besonders in der ersten Hälfte des 20. Jahrhunderts, zogen viele Historiker aus dem romanischen und angelsächsischen Raum derartige Formulierungen nicht zuletzt aufgrund der damaligen militärischen Auseinandersetzungen mit dem modernen deutschen Nationalstaat, in dem man den direkten Nachfolger der Germanen sah, heran. Umgekehrt beriefen sich viele deutsch-nationale Historiker, insbesondere in der Zeit des Nationalsozialismus, auf das angebliche „germanische Erbe“ der Völkerwanderungszeit und behaupteten, in der Spätantike sei das Römische Reich in Dekadenz verfallen und daher von vitalen, kraftvollen Menschen aus Nordeuropa überrannt und beerbt worden.
Die Forschung hat seit den 1970er Jahren stärker den Aspekt betont, dass die Spätantike (und damit auch die Völkerwanderungszeit) einen Transformationsprozess durchmachte, an dem auch die „Barbaren“ ihren Anteil hatten. Zwar vertritt heute kaum noch ein Experte die (in der Öffentlichkeit indessen weiterhin sehr populäre) Ansicht, das Römische Reich sei von angreifenden Germanen erobert worden. Allerdings war der Transformationsprozess mit Gewalt und einem erheblichen materiellen Niedergang verbunden, was in jüngerer Zeit von einem Teil der Forschung wieder stärker hervorgehoben wird. In diesem Zusammenhang werden einige der nach Land, Wohlstand und Anerkennung suchenden migrierenden, in der Regel heterogen zusammengesetzten Kriegergruppen (zu denen oft auch der familiäre Anhang gehörte) teils auch als „Gewaltgemeinschaften“ bezeichnet, so beispielsweise die Goten in der zweiten Hälfte des 5. Jahrhunderts, deren Ziel aber weiterhin Teilhabe an dem Reichtum der römischen Welt war. Im Westen wäre überdies zu klären, wie viel Substanz der klassisch-antiken Kultur im 5. und 6. Jahrhundert noch vorhanden war, zumal sich auf dem europäischen Festland oft eine germanisch-romanische Symbiose vollzog.

#### Die Hunnen als Auslöser?
Der Untergang Westroms wurde nach Ansicht einiger Forscher vor allem durch die Hunnen in Gang gesetzt, deren Auftreten im 4. Jahrhundert viele Menschen gezwungen habe, ihre Heimat zu verlassen und in das Imperium Romanum einzuwandern, das diesem Druck letztlich nicht gewachsen gewesen sei. Das Oströmische Reich, das eigentlich das erste Ziel der hunnischen und gotischen Angriffe war, konnte die Völkerwanderungszeit im Gegensatz zum Westreich nach ihrer Ansicht insbesondere deshalb intakt überstehen, da es den Angreifern nicht gelang, von Europa aus zu den reichen kleinasiatischen und orientalischen Provinzen überzusetzen – dies war vor allem den quasi uneinnehmbaren Mauern von Konstantinopel zu verdanken.

#### Bürgerkriege als Ursache?
Diese stärker an traditionellen Vorstellungen orientierte Position wird allerdings von vielen Gelehrten, wie insbesondere Guy Halsall, vehement bezweifelt, die die Rolle der Hunnen anders bewerten und Attila eher mit anderen spätantiken warlords wie Geiserich vergleichen. Sie bestreiten nicht, dass es einschneidende kriegerische Ereignisse und Zerstörungen gab, sehen die Züge der meist germanischen Kriegergruppen jedoch nicht als Ursache, sondern als Folge der Schwäche des Westreiches. Das sei nicht äußeren Angreifern, sondern primär inneren Konflikten erlegen, in die die foederati verwickelt wurden.
Dabei handelte es sich um reichsfremde („barbarische“, in der Regel germanische) Kriegergruppen, die Verträge mit der (west)römischen Regierung abgeschlossen hatten. Sie erhielten im Austausch für militärische Dienste Versorgungsleistungen (annona militaris; zunächst Nahrungsmittel, dann Geld und später eventuell Land). Der römische Staat erhielt so dringend benötigte militärische Kräfte, während die foederati mit ihrem Anhang über eine gesicherte Lebensgrundlage verfügten. Davon profitierten beide Seiten, wobei Rom grundsätzlich zur Integration fremder Gruppen durchaus in der Lage war. Erst infolge des schrittweisen Zusammenbruchs der weströmischen Regierung im Rahmen von Bürgerkriegen hätten die Anführer dieser Verbände dann das entstandene Machtvakuum gefüllt und ihre eigenen regna gegründet. Da die Bewegungen der Verbände vorwiegend im Kontext innerrömischer Konflikte erfolgt seien, sei es nur folgerichtig, dass es nach dem definitiven Ende Westroms um die Mitte des 6. Jahrhunderts zu keinen weiteren derartigen Wanderungen mehr gekommen sei.

#### Militärische Aspekte
Die römische Politik, in den Kämpfen im 5. Jahrhundert oftmals Kriegergruppen gegeneinander auszuspielen (wie die Westgoten in Hispanien gegen die Vandalen oder später die Ostgoten in Italien gegen Odoaker), hatte nur mäßigen Erfolg, denn der jeweilige Sieger befand sich anschließend wieder in einer besseren Verhandlungsposition gegenüber der römischen Regierung. Eine entscheidende Rolle bei der Auflösung Westroms spielten dabei weniger die Barbaren im regulären römischen Heer (die durchaus integriert waren) als vielmehr die germanischen foederati: Mit dem Verlust reicher Provinzen (vor allem Nordafrika) verlor Westrom die finanzielle Basis, um eigene Truppen zu unterhalten, was zu weiteren Niederlagen und zur vermehrten Anwerbung von (billigen) foederati führte, die dann nicht zuletzt in römischen Bürgerkriegen eingesetzt wurden. Diese Krieger ließen sich von der immer schwächer werdenden Reichsregierung zuletzt immer schlechter kontrollieren, ersetzten schließlich weitgehend die regulären weströmischen Truppen und errichteten nach dem Kollaps des Kaisertums dann faktisch unabhängige Reiche. Sie akzeptierten allerdings mindestens bis in das 6. Jahrhundert formal die Oberhoheit des (ost-)römischen Kaisers, um so ihrer Herrschaft zusätzlich Legitimation zu verschaffen. Die höchst verlustreichen Gotenkriege Kaiser Justinians verdeutlichten noch einmal, dass man um 550 tatsächlich noch mit kaiserlichen Interventionen im Westen zu rechnen hatte, machten aber zugleich auch die Grenzen der militärischen Ressourcen Ostroms deutlich.

### Die germanisch-romanischenRegna

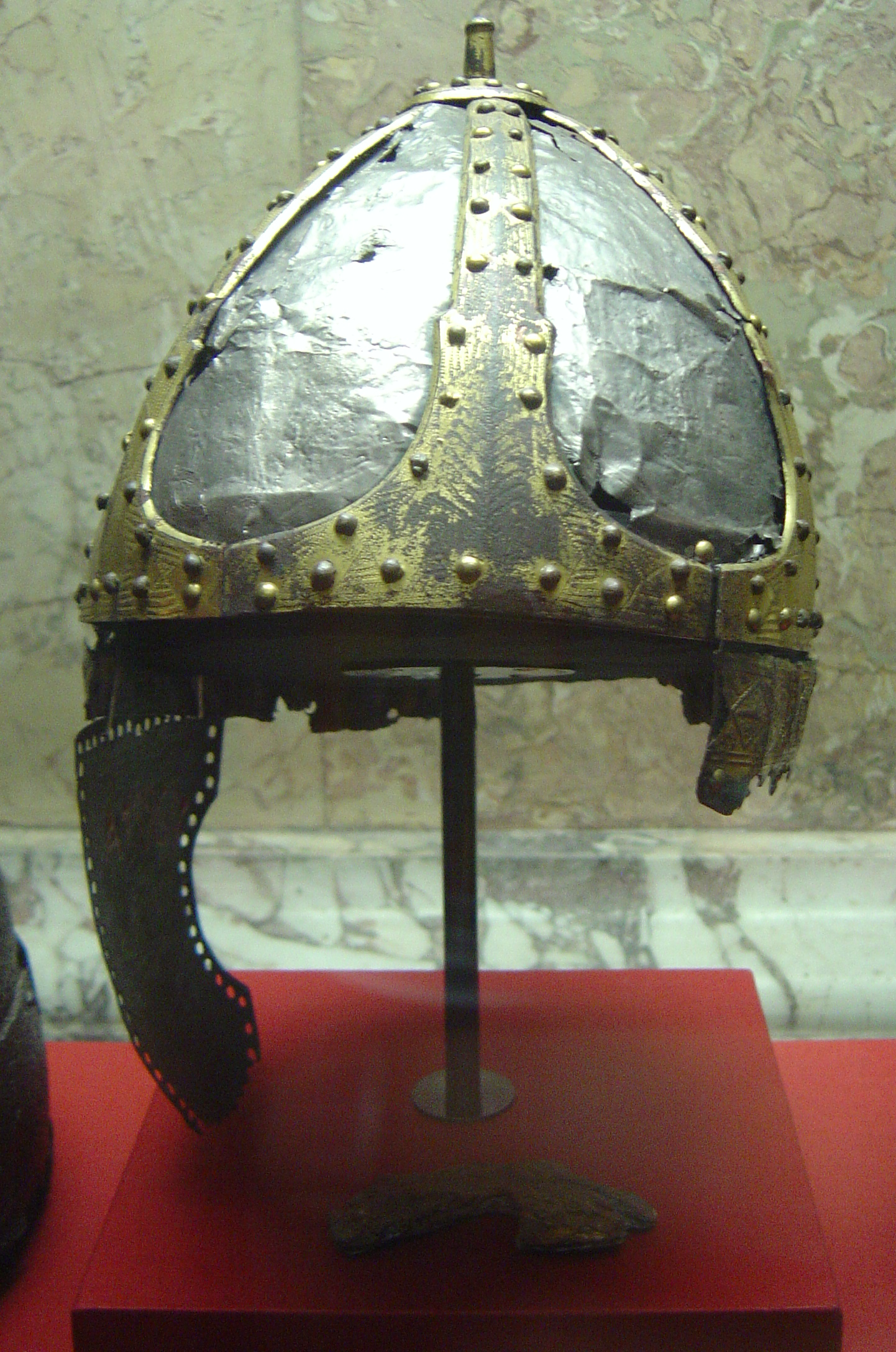
Spangenhelm aus dem 6. Jahrhundert, Import aus oströmischen Werkstätten

Die vielleicht wichtigste Leistung der römischen Staatlichkeit war das Entstehen  post-römischer Nachfolgereiche an der Peripherie und auf dem Boden des Imperiums: Goten in Italien (wo später auch die Langobarden einfielen) und Hispanien, Vandalen in Nordafrika, Franken und Burgunden in Gallien; die Kleinreiche der Angelsachsen in Britannien nehmen dabei in gewisser Weise eine Sonderrolle ein. In der Regel scheinen diese Reiche entstanden zu sein, als der schrittweise Zusammenbruch der weströmischen Zentralregierung vielerorts ein Machtvakuum entstehen ließ, das die Anführer bzw. reges reichsfremder Kriegergruppen füllten. Diese trugen ganz wesentlich zum Werden Europas im Mittelalter bei. In diesem Sinne erfolgte nach den (sehr unterschiedlich verlaufenden) Migrationen der diversen heterogenen Kriegerverbände mit ihrem Anhang die Herrschaftsübernahme in ehemaligen Gebieten des Westreichs durch eben diese Bevölkerungsminorität.
Ohne das Vorbild und den Einfluss des spätantiken Römerreiches wären diese Reiche, die in vielerlei Weise unmittelbar an das spätantike Imperium Romanum anknüpften, undenkbar gewesen. Ohnehin waren die Germanen der Völkerwanderungszeit in der Regel bestrebt, an der römischen Kultur teilzuhaben bzw. sich ihrer Errungenschaften zu bedienen und sie nicht zu zerstören, wie das Beispiel des westgotischen Spanien und des ostgotischen Italien zeigt (siehe unten). Nach Ansicht der jüngeren Forschung traten die Krieger dabei zunächst an die Stelle der kaiserlichen Truppen und versuchten, die überlegenen römischen Strukturen möglichst zu bewahren. Der Mediävist Patrick J. Geary erklärte dazu:

„Die germanische Welt war vielleicht die großartigste und dauerhafteste Schöpfung des militärischen und politischen Genies der Römer.“

Andererseits wurde die Integration der Germanen oft durch das unterschiedliche christliche Bekenntnis erschwert: Die in das Imperium eingedrungenen reichsfremden Krieger nahmen, sofern vorher Heiden, recht rasch den christlichen Glauben an, oft aber in Form des Arianismus: Dieser galt zunehmend als das wichtigste Merkmal, um einen „barbarischen“ Krieger von einem römischen Soldaten zu unterscheiden.
Zahlenmäßig waren die zugewanderten germanischen Krieger den Römern weit unterlegen. Auch wenn meistens nur Schätzungen möglich sind, da die antiken und mittelalterlichen Autoren oft zu Übertreibungen neigten, waren wohl 20.000 bis 30.000 Krieger das Limit – dies entsprach wohl nicht zufällig ungefähr der Maximalgröße, die Armeen unter den logistischen Bedingungen des 5. Jahrhunderts erreichen konnten; hinzu kam oft noch ein Tross, der aus den Frauen und Kindern der Soldaten bestand. Oft waren die Verbände wesentlich kleiner. Dies spricht ebenfalls gegen die Annahme, alle Kriegergruppen seien als Eroberer in das Römische Reich eingedrungen. Die meisten dieser Verbände waren auf der Suche nach sicherem Siedlungsgebiet und wollten am Reichtum des Imperiums partizipieren: Manche strebten vertraglich gesicherte Versorgung an (wie die geflüchteten Terwingen/Westgoten oder die fränkischen Verbände nach zuvor militärischen Konflikten), andere versuchten mit rein militärischen Mitteln, dieses Siedlungsgebiet und damit gesicherte Lebensverhältnisse gewaltsam zu erzwingen (wie die Vandalen). Eine regelrecht geplante Eroberung war dies jedoch sicherlich nicht. Die germanischen Verbände bildeten vielmehr eine verschwindend geringe Minderheit gegenüber der römischen Provinzbevölkerung; sie füllten die Leerstelle, die das Verschwinden der weströmischen Armee hinterlassen hatte. Sie gingen in der Regel zu einer (wenigstens bedingten) Kooperationspolitik mit den zivilen Eliten über, da es ihr Ziel war, das überlegene spätrömische Staats- und Steuerwesen zu nutzen. Die wesentlichen Verwaltungsposten wurden deshalb auch unter germanischer Herrschaft von Römern bekleidet, wie das wichtige Amt des referendarius, der als Leiter der königlichen Kanzlei fungierte. Daher erscheint es angemessen, von germanisch-romanischen oder poströmischen Reichen zu sprechen. Von diesen regna hatten nur die Reiche der Franken, Langobarden, Angelsachsen und Westgoten längere Zeit Bestand.

### Zeitleiste
- 375: Tod Kaiser Valentinians I. Wohl um diese Zeit (eine genaue Datierung ist problematisch) unterwerfen die Hunnen die Alanen und die greutungischen Goten.
- 376: Flucht der Donaugoten vor den Hunnen und Aufnahme im römischen Reich. Bald darauf erheben sich die Goten gegen die Römer.
- 9. August 378: Schlacht von Adrianopel. Kaiser Valens und mit ihm ein Großteil der östlichen Hofarmee fallen.
- 380: Ansiedlung der Dreivölker-Konföderation in Pannonien durch Kaiser Gratian.
- 382: Gotenvertrag. Kaiser Theodosius I. siedelt größere Gotenverbände an der unteren Donau an.
- 395: Sogenannte Reichsteilung von 395; Hunneneinfälle ins Sassanidenreich und in die römischen Orientprovinzen. Gotische foederati unter Alarich I. meutern und durchziehen plündernd den Balkan.
- 402: Verlegung des weströmischen Hofes nach Ravenna.
- 405: Einfall des Radagaisus mit einem großen Heer in das Westreich. Der weströmische Heermeister Stilicho schlägt die Invasoren im August 406.
- 406/07: Rheinübergang von 406. Zeitweiliger Zusammenbruch der römischen Rheingrenze. Vandalen, Sueben und Alanen ziehen plündernd durch Gallien. In Britannien erhebt sich der Usurpator Konstantin III. Abzug der letzten Einheiten des römischen Feldheeres von der Insel: Beginn jahrzehntelanger Bürgerkriege im weströmischen Reich.
- 408: Stilicho wird gestürzt und getötet.
- 409: Weiterzug der Vandalen, Sueben und Alanen nach Hispanien.
- 410: Ende August Eroberung Roms durch die Westgoten unter Alarich.
- 418: Ansiedlung der Westgoten in Aquitanien.
- 429: Die Vandalen und Alanen setzen unter Geiserich nach Africa über, bis 439 fällt Karthago. 442 erkennt die weströmische Regierung den Verlust faktisch (aber nicht de iure) an.
- 436: Vernichtung des Burgundenreichs am Mittelrhein durch den weströmischen Heermeister Flavius Aëtius, der die Reste des Kriegerverbandes 443 in der Sapaudia ansiedelt.
- Um 440/41: Teile der Sachsen und andere germanische Gruppen, die als Foederaten nach Britannien übergesetzt waren, rebellieren und beginnen mit ihrer Landnahme.
- 451: Feldzug des Hunnen Attila gegen Aëtius. Schlacht auf den Katalaunischen Feldern und Rückzug Attilas aus Gallien. 452 fallen die Hunnen in Italien ein, müssen sich aber schließlich zurückziehen. Nach Attilas Tod 453 bricht das Hunnenreich auseinander.
- 455: Mit dem Mord an Valentinian III. endet die Herrschaft der Theodosianischen Dynastie. Es kommt zur Plünderung Roms durch Geiserich.
- 456: Westgotische Krieger besiegen in kaiserlichem Auftrag die Sueben.
- 468: Der Westgote Eurich bricht den Vertrag mit Rom und beginnt eine aggressive Expansionspolitik. Der Großteil Hispaniens sowie der Südwesten Galliens werden westgotisch. Im selben Jahr findet eine gescheiterte Invasion des Vandalenreichs durch west- und oströmische Truppen statt.
- 472: Im Zuge des Machtkampfes zwischen Ricimer und Anthemius wird Rom ein drittes Mal geplündert.
- 475: Julius Nepos schließt ein foedus mit den Westgoten, das diesen fast ganz Südgallien überlässt.
- 476: Absetzung von Romulus Augustulus, des letzten weströmischen Kaisers in Italien, durch den germanischen Heerführer Odoaker. Bis 480 hält sich der 475 aus Italien geflüchtete Julius Nepos in Dalmatien. In Gallien behauptet sich die von Aegidius errichtete gallorömische Enklave noch bis 486.
- 486/87: Vernichtung des Reichs des Syagrius durch die Franken unter Chlodwig I. Das Frankenreich nimmt Gestalt an.
- 489: Der Ostgote Theoderich fällt im Auftrag des Ostkaisers in Italien ein und etabliert dort ab 493 ein eigenes Reich.
- 507: Der Westgotenkönig Alarich II. unterliegt den Franken, die nun den Südwesten Galliens besetzen.
- 533/34: Eroberung des Vandalenreichs durch den oströmischen General Belisar. Das Burgundenreich fällt 534 an die Franken.
- 535–552: Gotenkrieg in Italien. Kaiser Justinian strebt die Rückeroberung weiter Teile des ehemaligen Westreichs an.
- 554: Justinian schafft den weströmischen Hof und den senatorischen cursus honorum ab.
- 568: Einfall der Langobarden in Oberitalien. Ende der Völkerwanderungszeit.

## Germanische Wanderungsbewegungen vor dem Einfall der Hunnen

Die herkömmliche Rekonstruktion der sogenannten Völkerwanderungen des zweiten bis fünften Jahrhunderts

Das nordwestliche Gallien und die Rhein- und Donaugrenze des Römischen Reiches zur Zeit des Kaisers Julian († 363)

Schon vor dem Beginn der eigentlichen „Völkerwanderung“ hatte es im außerrömischen Barbaricum Wanderungsbewegungen von germanischen Gruppen gegeben. Die Bevölkerung östlich des Rheins und nördlich der Donau strebte nach einem Anteil am römischen Wohlstand, und germanische Krieger standen dabei vor der Wahl, entweder riskante Plünderungszüge zu unternehmen oder sich stattdessen in den Dienst Roms zu stellen. Neben militärischen Konflikten gab es daher auch friedliche Kontakte. An der unter Tiberius etablierten Rheingrenze wurde Handel getrieben und Germanen dienten häufig im kaiserlichen Heer, um so das römische Bürgerrecht zu erlangen.
Über viele Wanderungsbewegungen jenseits des römischen Horizonts wissen wir dennoch oft nur aus zumeist mündlich tradierten Berichten, die später schriftlich festgehalten wurden und dabei oft mythisch verklärt sind. Die wohl bekannteste dieser Ursprungsgeschichten, eine sogenannte Origo gentis, ist die Gotengeschichte (oder Getica) des Jordanes aus dem 6. Jahrhundert. Entgegen seiner Darstellung, dass die Goten aus Skandinavien stammen würden, sind sie nach heutiger Erkenntnis entweder im 2. Jahrhundert n. Chr. von dem Gebiet an der Weichsel in Richtung Schwarzes Meer gezogen oder erst im 3. Jahrhundert im Zuge einer Ethnogenese an der Donau entstanden. Ein 2014 veröffentlichtes Fragment eines griechischen Geschichtswerkes aus dem 3. Jahrhundert (vermutlich Bestandteil der Skythika des Dexippos) erwähnt einen gotischen Anführer (archon) namens Ostrogotha bereits für die Jahre um 250. Was dies für die Rekonstruktion der Entstehung der Ostgoten bedeutet, ist noch unklar. Die Goten verursachten nach traditioneller Lesart die erste größere Wanderbewegung und verdrängten die Vandalen und Markomannen nach Süden und die Burgunden nach Westen. Diese Bevölkerungsverschiebungen waren einer der Auslöser für die Markomannenkriege, in denen Rom der Germanen nur mit Mühe Herr werden konnte. In den 50er und 60er Jahren des 3. Jahrhunderts, als Rom mit den Symptomen der Reichskrise zu kämpfen hatte und die Abwehr durch Bürgerkriege geschwächt war, stießen gotische und alamannische Gruppen immer wieder plündernd auf den Boden des Imperiums vor.
In der heutigen Forschung ist allerdings umstritten, wie umfangreich und bedeutend diese Wanderbewegungen waren. Vieles deutet darauf hin, dass sich die neuen Stammesverbände der Franken, Alamannen, Sachsen etc. erst um 200 n. Chr. im Zuge einer Ethnogenese in unmittelbarer Nachbarschaft der römischen Provinzen formierten. Während diese Sicht bezüglich der genannten Verbänden dabei heute von den meisten Forschern geteilt wird, ist im Fall der Goten, wie gesagt, umstritten, ob sie in die Donauregion eingewandert waren oder sich erst vor Ort bildeten.
Etwa um 290 teilten sich die Goten vermutlich in Terwingen/Visigoten und Greutungen/Ostrogoten auf. Die Greutungen/„Ostgoten“ siedelten sich im Schwarzmeerraum der heutigen Ukraine an. Die Terwingen/„Westgoten“ ließen sich vorerst auf der Balkanhalbinsel nieder, im Raum nördlich der Donau im heutigen Siebenbürgen. Die Terwingen gerieten dabei in direkten Kontakt mit Rom, es kam sogar zu militärischen Auseinandersetzungen, die aber nicht entscheidend waren. 332 erhielten die Donaugoten den Status von Foederaten, mussten also Rom vertraglich garantierte Waffenhilfe leisten. Der Gotenzug ist vor allem deshalb von Interesse, weil die nachfolgende Entwicklung gerade für die Goten nachhaltige Folgen hatte: Der Hunneneinbruch um 375 (siehe unten) vertrieb nicht nur viele Goten aus ihrer neuen Heimat, sondern setzte durch das darauffolgende Übersetzen der Goten ins Imperium einen Prozess in Gang, in dessen Folge Rom nach Sicht von Forschern wie Peter Heather ums Überleben zu kämpfen hatte (andere Forscher wie Guy Halsall, Michael Kulikowski oder Henning Börm messen den Vorgängen hingegen weitaus geringere Bedeutung bei).
Etwa zur gleichen Zeit wie die Goten wanderten Langobarden von der Unterelbe nach Mähren und Pannonien. Kleinere Einfälle in römisches Herrschaftsgebiet wurden in dieser Zeit entweder zurückgeschlagen oder endeten mit kleineren Grenzkorrekturen. Weiter im Westen durchbrach die Stammeskonföderation der Alamannen im 3. Jahrhundert die römischen Grenzbefestigungen, den obergermanisch-raetischen Limes, und siedelte sich im sogenannten Dekumatland an, nachdem die Römer das Gebiet geräumt hatten (Limesfall). Viele gentes wurden auch als Bundesgenossen gezielt an den Grenzen des Reiches angesiedelt und bildeten Puffer zu feindlicher gesinnten Stämmen (siehe Foederaten).
Rom hatte aus den Germaneneinfällen und den Bürgerkriegen des 3. Jahrhunderts gelernt und im frühen 4. Jahrhundert umfassende militärische Reformen in Angriff genommen. Wichtig war dabei, dass man seit der Gründung des persischen Sassanidenreichs beständig mit Bedrohungen an mehreren Grenzen zu rechnen hatte; die heftigen Kämpfe mit den Persern banden starke römische Kräfte und hatten so die germanischen Invasionen des 3. Jahrhunderts nach Ansicht mancher Forscher überhaupt erst ermöglicht. Um diesem strategischen Dilemma begegnen zu können, so die Annahme vieler Forscher, musste die militärische Leistungsfähigkeit des Imperiums verbessert werden. Die Kaiser Diokletian und Konstantin der Große, der das Christentum im Imperium privilegierte (Konstantinische Wende), bauten daher das Bewegungsheer (comitatenses) aus, nahmen die Grenzen im Norden an Rhein und Donau zurück, ließen zahlreiche Festungen errichten und sicherten so noch einmal die Grenzen in Nord und Ost. Der spätere Kaiser Julian konnte noch 357 in der Schlacht von Argentoratum ein zahlenmäßig wohl überlegenes alamannisches Aufgebot vernichten. Trotz der Schwierigkeiten, in die Rom im 3. Jahrhundert durch die Bildung gentiler Großverbände wie der Alamannen und Franken und die gleichzeitigen Kriege mit Persien geraten war, war es militärisch diesen Vorstößen immer noch gewachsen.
Vor 378 lag die militärische Initiative in der Regel auf römischer Seite. Doch mit dem Einfall der Hunnen änderte sich die Bedrohungslage zumindest nach Ansicht von Forschern wie Peter Heather schlagartig; zugleich hatte Rom bereits das Äußerste an militärischer Leistungsfähigkeit erreicht und konnte daher nicht mehr flexibel reagieren. Dies und der Umstand, dass sich in der Folgezeit die Qualität und Größe der wandernden gentes veränderte, gelten traditionell als die beiden wichtigsten Merkmale der Völkerwanderung, durch die sich diese trotz des relativ unscharfen Begriffs von den vorherigen Wanderungsbewegungen unterscheide.

## Die Völkerwanderungszeit

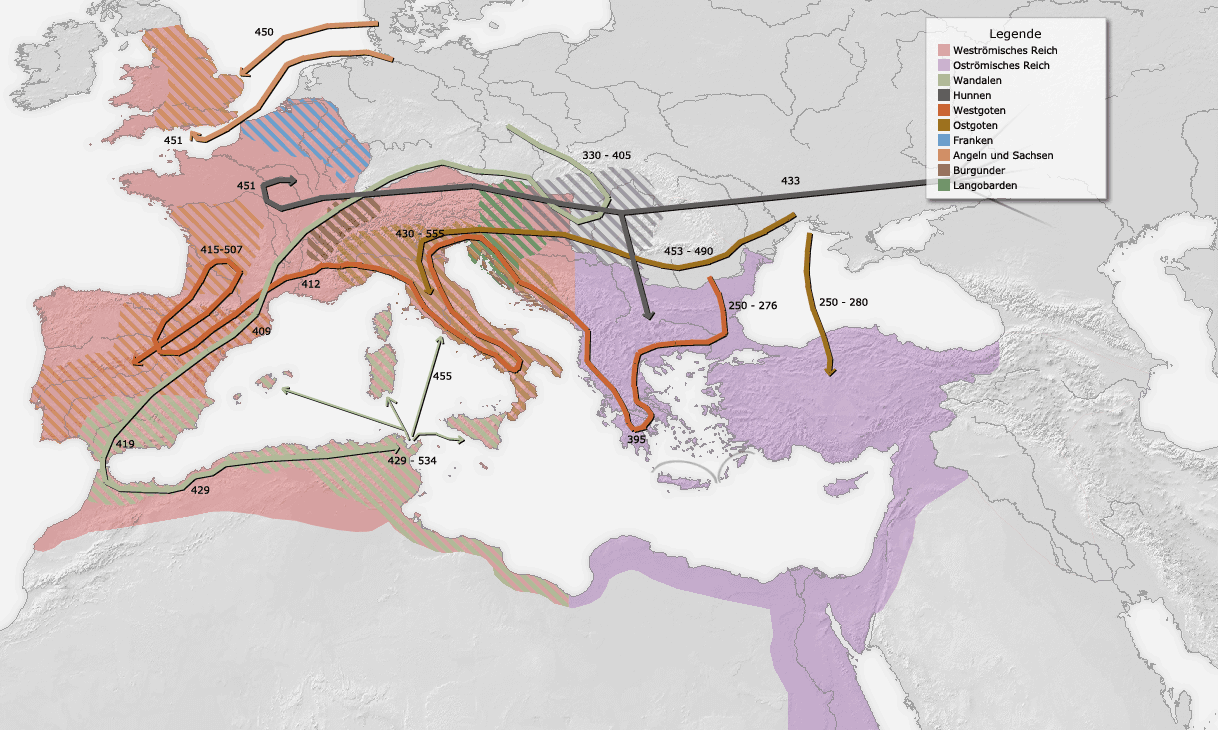
Karte Europas in der Spätantike. Die traditionelle, heute umstrittene Rekonstruktion der „Völkerwanderungen“ ist mittels Pfeilen eingezeichnet. Kenntlich sind auch die Ansiedlungsräume germanischer foederati innerhalb des Imperium Romanum.

### Der Hunneneinbruch und seine Folgen
“Hunorum gens monumentis veteribus leviter nota ultra paludes Maeoticas glacialem oceanum accolens, omnem modum feritatis excedit. […] Hoc expeditum indomitumque hominum genus, externa praedandi aviditate flagrans inmani, per rapinas, finitimorum grassatum et caedes ad usque Halanos pervenit, veteres Massagetas”

„Das Hunnenvolk, in alten Berichten nur wenig genannt, wohnt jenseits der Mäotischen Sümpfe zum Eismeer zu und ist über alle Maßen wild. […] Diese kampftüchtige, unbändige Menschenrasse brennt vor entsetzlicher Gier nach Raub fremden Gutes; plündernd und mordend überfiel sie damals ihre Grenznachbarn und drang bis zu den Alanen, den einstigen Massageten, vor.“

Der Bericht des römischen Geschichtsschreibers und ehemaligen Offiziers Ammianus Marcellinus, den dieser im 31. Buch seines Geschichtswerks darlegt, ist die einzige zusammenhängende Darstellung des Einfalls der Hunnen. Ammianus, ein ansonsten sehr zuverlässiger Berichterstatter, wusste aber nur aus zweiter Hand von den Ereignissen, die sich um 375 (die genaue Chronologie für diese Zeit ist unklar, so dass auch das Jahr 375 als festes Datum für den Beginn des Hunneneinbruchs nicht gesichert ist) außerhalb des römischen Blickfelds ereigneten. Ammianus beschreibt die Hunnen jedenfalls mehr als Bestien denn als richtige Menschen. Er schildert, wie die Hunnen zunächst die Alanen niederwarfen und dann das gotische Greutungenreich Ermanarichs in der heutigen Ukraine vernichteten, wobei die Alanen wohl mit den Hunnen kooperierten.
Wer aber die Hunnen genau waren und woher sie stammten, ist bis heute nicht eindeutig geklärt. Die in der älteren Forschung teils vertretene Ansicht, sie seien mit den in chinesischen Quellen erwähnten Xiongnu verwandt, deren Steppenreich bereits rund 200 Jahre zuvor untergegangen war, wird inzwischen von der Mehrheit der modernen Forscher abgelehnt oder wenigstens skeptisch gesehen, da auch ein großer zeitlicher Abstand zwischen dem Erscheinen der beiden Gruppen liegt. Über die Ursachen der hunnischen Wanderungsbewegung kann ebenso nur spekuliert werden. In den antiken Quellen wird übereinstimmend ihre Grausamkeit und Kulturlosigkeit herausgestellt, wobei der Begriff „Hunnen“ später von westlichen Autoren allgemein benutzt wurde, um Völkergruppen zu bezeichnen, die aus der zentralasiatischen Steppe auftauchten (wie vorher die Bezeichnung „Skythen“). Einige Christen sahen das plötzliche Auftauchen der Hunnen, die mit großer Brutalität und Schnelligkeit agierten und mit den Kompositbögen eine neue Waffe einsetzten, sogar als eine Strafe Gottes an.
Als sicher gilt, dass die Hunnen, die wohl nicht unter einheitlicher Führung operierten, auf ihrem weiteren Zug nach Westen eine Fluchtbewegung mehrerer germanischer und sarmatischer Gruppen nach Süd- und Westeuropa auslösten, auch wenn inzwischen sehr umstritten ist, wie folgenreich diese Ereignisse waren. Die Greutungen gerieten größtenteils unter ihre Herrschaft, wenn sich auch einzelne Gruppen dem Zugriff entziehen konnten (und andere dies später ebenfalls immer wieder versuchten). Der hunnische Druck hatte wohl die Flucht des Großteils der terwingischen Goten – Krieger mit ihren Familien – an der Donau zur Folge. Unter ihrem Anführer Fritigern baten sie den römischen Kaiser Valens, der den Osten des Imperiums regierte, um die Erlaubnis, sich auf römisches Gebiet begeben zu dürfen. Valens kam diesem Ersuchen schließlich nach, und so strömten im Jahr 376 mehrere Tausend Terwingen und andere Flüchtlinge über die Donau ins Römische Reich. Allerdings hatte man auf römischer Seite offenbar die Zahl der Flüchtlinge völlig unterschätzt und es noch dazu versäumt, diese auch zu entwaffnen. Infolge römischer Versäumnisse und Inkompetenz stockten die Nahrungslieferungen an die Goten, die zudem schlecht behandelt wurden. Wohl Anfang 377 erhoben sie sich daraufhin gegen die Römer.
Die folgenden Ereignisse schienen zunächst nicht ernsthaft bedrohlich. Valens brach dennoch einen geplanten Feldzug gegen das Sassanidenreich, Roms Rivalen im Osten, ab und zog Truppen zusammen, um gegen die Goten in Thrakien vorzugehen. Während der Operationen im Sommer 377 mussten die Römer jedoch erkennen, dass der gotische Aufstand nicht so leicht zu unterdrücken war. Valens begab sich im Frühjahr 378 selbst nach Thrakien und tauschte mehrere Offiziere aus. Auch Valens’ Neffe und Kaiser im Westen, Gratian, hatte direkte Hilfe versprochen, doch wurde er durch einen Einfall der Alamannen gebunden; der damit zusammenhängende Vorstoß Gratians war der letzte eines römischen Kaisers über den Rhein.
Am 9. August 378 kam es dann in Thrakien, im europäischen Teil der heutigen Türkei, zur Schlacht von Adrianopel zwischen den Goten und der römischen Armee. Ohne größere Not hatte Valens sich mit etwa 30.000 Mann, den besten Einheiten der östlichen Hofarmee, auf das offene Feld begeben, ohne auf den herannahenden Gratian zu warten. Die Terwingen hatten allerdings ebenfalls Unterstützung erhalten und zwar in Form der sogenannten Dreivölkerkonföderation, die aus Greutungen, Alanen und sogar aus geflüchteten Hunnen bestand, die sich dem Zugriff der Hauptmasse der Hunnen entzogen hatten. Zudem hatten die römischen Späher die Stärke des feindlichen Heeres unterschätzt, das wohl etwa 20.000 Mann betragen hat. Die Römer, erschöpft vom Marsch in der Sommerhitze und noch dazu ohne ausreichende Verpflegung, konnten gegen die wendig operierenden feindlichen Reiter wenig ausrichten, während das gotische Fußvolk den Römern ebenfalls schwer zu schaffen machte. Am Ende entkamen nur rund ein Drittel der römischen Soldaten und auch Kaiser Valens fiel. Weitaus schwerwiegender war wohl, dass mit ihm mehrere der besten oströmischen Einheiten vernichtet sowie eine Vielzahl hoher und erfahrener römischer Offiziere gefallen war, darunter zwei Heermeister; die Folgen wurden nach Ansicht mancher Forscher bald offenkundig.
Andere Historiker bezweifeln hingegen, dass der Schlacht wirklich die Bedeutung zukommt, die ihr traditionell zugesprochen wird: Sie betonen, dass nicht die west-, sondern die oströmische Armee betroffen war. Der Umstand, dass die oströmische Armee aber bereits wenige Jahre später in Bürgerkriegen gegen den Westen siegreich blieb, sowie die Tatsache, dass Ostrom im Unterschied zu Westrom die Spätantike überdauerte, spricht nach Ansicht dieser Forscher gegen die verbreitete Annahme, bei Adrianopel habe Rom eine langfristig entscheidende Niederlage gegen die Germanen erlitten. Ammianus, der um 394 sein Werk niederschrieb, ließ dieses mit der Schlacht von Adrianopel enden, die er bezeichnenderweise mit der Schlacht von Cannae verglich, nach der sich Rom ebenfalls wieder erholt hatte.

### Von Adrianopel bis zur Plünderung Roms 410: Die Goten im Imperium Romanum

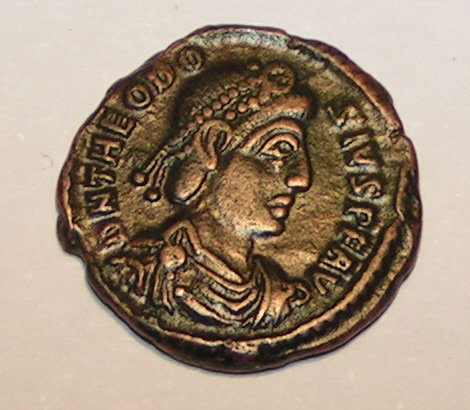
Darstellung Theodosius’ I. auf einer römischen Münze

#### Der Gotenvertrag von 382
Tatsächlich waren die unmittelbaren Folgen der Niederlage von Adrianopel zwar schwerwiegend, aber keineswegs der Anfang vom Ende des Imperiums. Thrakien stand den Goten zwar zunächst weitgehend offen, dennoch konnten sie den Sieg nicht ausnutzen. Überdies war, wie gesagt, nur die oströmische Feldarmee von den hohen Verlusten betroffen, nicht die westliche. Gratian eilte herbei, sah sich aber nach einigen Monaten gezwungen, einen neuen Kaiser im Osten des Reiches einzusetzen. Er entschied sich für den aus Spanien stammenden Römer Flavius Theodosius, dessen gleichnamiger Vater bereits ein sehr erfolgreicher General gewesen war. Theodosius, der das Christentum zur Staatsreligion erheben sollte, erwies sich als ein tatkräftiger Kaiser. 379 bezog er in Thessaloniki Quartier und ging in mehreren Operationen gegen die Goten vor. Allerdings litt die römische Offensive unter dem Mangel an erfahrenen Soldaten und qualifizierten Offizieren, so dass sich Theodosius schließlich gezwungen sah, auf „barbarische“ Söldner zurückzugreifen. Gratian, der im Jahr 380 Teile der Dreivölkerkonföderation in Illyrien ansiedeln konnte, sandte erfahrene Offiziere in den Osten, darunter Bauto und Arbogast den Älteren. Es war aber der Heermeister Flavius Saturninus, der im Oktober 382 mit den Goten in Thrakien einen Frieden aushandeln konnte.
Der Gotenvertrag, dessen Inhalt und Bedeutung in der Forschung sehr umstritten sind, sah offenbar vor, dass die Goten sich auf Reichsboden an der unteren Donau ansiedeln durften. Ob sie sich unterwarfen und formal zu Reichsangehörigen wurden, oder ob es sich bei dem Vertrag um ein foedus mit formal reichsfremden Kriegern handelte, ist unklar. In jedem Fall wurde den Goten das conubium verweigert, sie durften also keine Ehen mit römischen Bürgern eingehen. Das von ihnen besiedelte Land blieb weiterhin römisches Staatsgebiet, wenn es auch einen autonomen Status erhielt. Als Gegenleistung mussten die Goten in Kriegszeiten dem Kaiser unter eigenen Anführern dienen, das Oberkommando kam dabei aber römischen Offizieren zu. Der Vertrag wurde früher oft als Anfang vom Ende des Imperiums angesehen, da Barbaren nie zuvor ein halbautonomes Siedlungsgebiet zugestanden worden war, noch dazu in relativer Nähe zur Reichszentrale. Allerdings betont ein Teil der neueren Forschung, dass der Vertrag in den Kernpunkten nicht wesentlich über frühere Föderatenabkommen hinausgegangen sei: Rom behauptete seinen Führungsanspruch und profitierte von den nun zur Verfügung stehenden Truppen, auf die es Theodosius vor allem ankam, da es schwierig war, kurzfristig genügend Römer für den Militärdienst einzuziehen.
Später machten sich auch Nachteile dieser Regelung bemerkbar. Der Vertrag kann jedoch nicht als der Beginn der Bildung germanischer regna auf dem Boden des Imperiums interpretiert werden, wie dies in der älteren Forschung oft geschehen ist. Vielmehr belegt der Vertrag die grundsätzlich vorhandene Integrationskraft des römischen Staates, der sich zuvor und danach reichsfremder Krieger als zumindest kurzfristige militärische Verstärkung sicherte. Problematisch wurde die Lage erst im 5. Jahrhundert, als Westrom in einen Mahlstrom aus internen Machtkämpfen, verstärkter äußerer Bedrohungslage und den sich beschleunigenden internen Desintegrationsprozess geriet.

#### Die Goten als Föderaten und als Gegner Roms
Gotische foederati sollten eine wichtige Rolle in der Militärpolitik Kaiser Theodosius’ I. spielen, der nach dem Tod Gratians zwei blutige Bürgerkriege um die Macht im Imperium ausfocht, in denen er vielfach auf nichtrömische Krieger zurückgriff. Dass Theodosius ganz handfeste realpolitische und militärische Ziele verfolgte und nicht etwa ein „Freund des gotischen Volkes“ war, wie Jordanes berichtet, bezeugen die hohen Verlustraten gotischer Truppen auf diesen Feldzügen. Schließlich scheiterte die vom Kaiser betriebene Integrationspolitik hinsichtlich der Goten: Auch wenn etwa Fravitta und andere treu zu Rom standen, waren andere Goten unzufrieden mit der Vereinbarung. Bereits 391 hatten sich einige von ihnen erhoben und konnten nur mit Mühe vom römischen General Stilicho unterworfen werden; 392 erneuerten (?) sie den Vertrag von 382. In diesem Zusammenhang taucht in den späteren Quellen das erste Mal der Name Alarich auf, der angeblich aus der adligen Familie der Balthen stammte und Anführer der sich nun langsam formierenden Westgoten wurde.
Im Bürgerkrieg zwischen Theodosius und Eugenius hatten die Goten 394 wieder sehr hohe Verluste zu beklagen, wobei nicht auszuschließen ist, dass Theodosius sie bewusst opferte, um so einen potentiellen Gegner zu schwächen. Als Theodosius Anfang 395 in Mailand überraschend starb, fühlte sich die römische Regierung jedenfalls offensichtlich nicht mehr an das foedus, das er mit den gotischen Kriegern geschlossen hatte, gebunden, und entließ sie. Daraufhin fühlten sich die Krieger betrogen und rebellierten. Verbittert zog Alarich mit diesem vorwiegend, aber keineswegs ausschließlich aus Goten bestehenden Heer gegen Konstantinopel, um einen neuen Vertrag zu erzwingen. Die beiden folgenden Jahre waren von einem ständigen 'Auf und ab' gekennzeichnet, in dem der Heermeister Stilicho oft als Gegenspieler der Westgoten auftrat und Alarich zwischen die Fronten des sich zuspitzenden Konflikts zwischen den Kaiserhöfen in West- und Ostrom geriet, die nach der sogenannten Reichsteilung von 395 immer mehr auf Konfrontationskurs gingen. Sein Ziel war es dabei, für seine Männer eine gesicherte Versorgung durch den römischen Staat und für sich selbst einen hohen Posten in der kaiserlichen Armee zu erlangen. Der östliche Kaiserhof versuchte zeitweilig offenbar, Stilicho und Alarich gegeneinander auszuspielen.

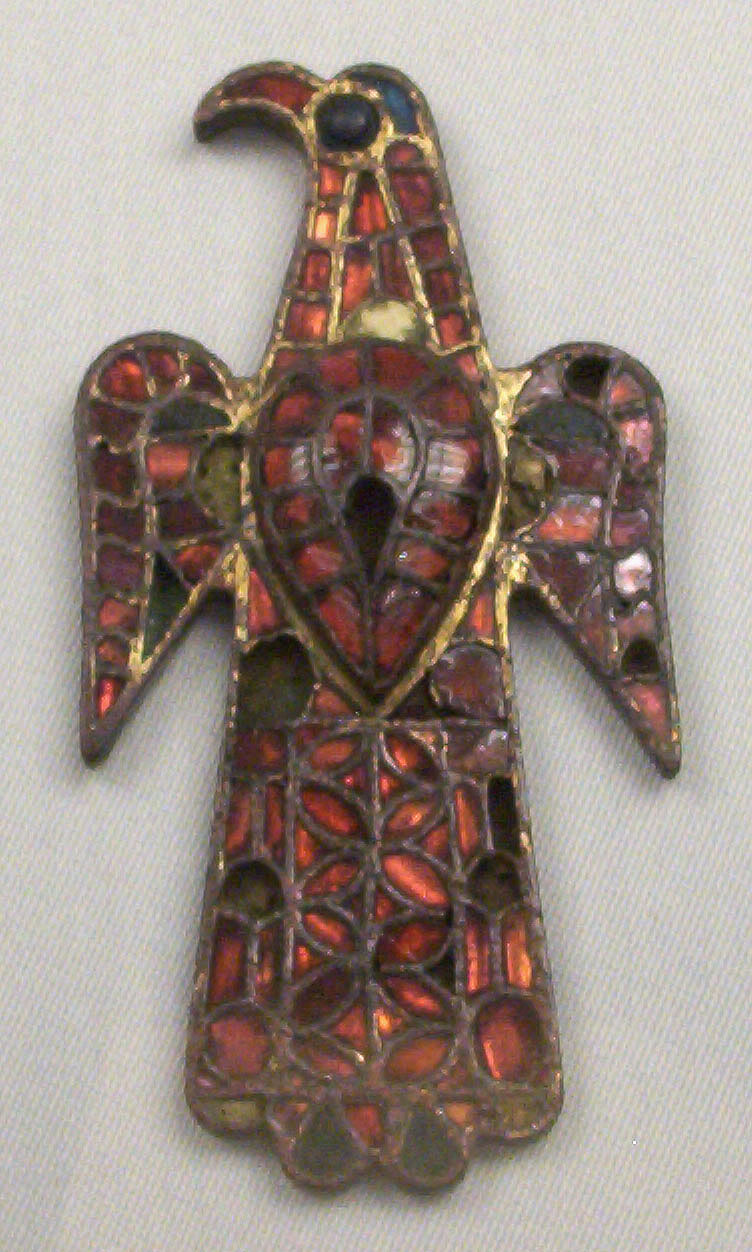
Gotische Adlerfibel (Nationales Archäologiemuseum von Spanien)

397 wurde Alarich vom östlichen Kaiser zum Heermeister ernannt, und seine Männer wurden vorerst in Epirus angesiedelt, zogen aber 401, vielleicht als indirekte Folge der Wirren um den Putschversuch des Gainas, wieder ab. Sie zogen plündernd durch den Balkanraum und Griechenland und fielen schließlich in Italien ein, wo sie aber 402 bei Verona eine schwere Niederlage erlitten. Wie schon einige Jahre zuvor versuchte Stilicho, der starke Mann im Westen, dem die Leitung der Reichsgeschäfte faktisch allein zufiel, die gotischen Krieger für seine Zwecke zu instrumentalisieren. Stilicho plante sogar ein gemeinsames Vorgehen gegen Ostrom, doch da brach 405/06 unerwartet der Gote Radagaisus mit einem gewaltigen Heer in Italien ein. Stilicho musste eiligst Truppen zusammenziehen. Es gelang ihm zwar mit hunnischer Unterstützung, Radagaisus und dessen polyethnisch zusammengesetzten Kriegerverband zu stellen und zu schlagen, doch verlor er das Interesse an Alarich. Dieser reagierte darauf, indem er seine eigenen Truppen an der Grenze Italiens zusammenzog und einen hohen Geldbetrag und ein neues foedus von der weströmischen Regierung in Ravenna einforderte. Stilicho lenkte nun ein, zumal sich in Britannien 407 der General Konstantin erhoben hatte und nach Gallien übergesetzt war, wo die Rheingrenze kollabiert war (siehe unten). Alarich wurde erneut das Heermeisteramt versprochen, worauf dieser wiederholt spekuliert hatte, um so seine Stellung im Imperium zu legitimieren. Im Gegenzug sollte er mit seinen Männern im Namen der weströmischen Regierung nun den Usurpator Konstantin bekämpfen. Vor allem sollten die materiellen Wünsche der Goten nach sicherer Versorgung durch den römischen Staat erfüllt werden. Da aber fiel Stilicho einer Hofintrige zum Opfer. Er wurde Ende August 408 hingerichtet, auch der Großteil seiner Familie und seiner Anhänger kam ums Leben.

#### Die Plünderung Roms 410
Mit der Ermordung Stilichos, des ehrgeizigen, aber dem weströmischen Kaiser gegenüber wohl loyalen Generals, sollte man sich in Ravenna jedoch verkalkuliert haben: Ganze Verbände barbarischer Truppen, die unter Stilicho gedient hatten, gingen zu den Goten über, darunter wohl auch die 12.000 Krieger, die der General aus dem Radagaisusheer in das Reichsheer übernommen hatte. Der schwache weströmische Kaiser Honorius weigerte sich, das von Stilicho geschlossene foedus einzuhalten oder ein neues zu schließen, so dass Alarich handeln musste und insgesamt dreimal gegen Rom zog, um seine Forderungen durchzusetzen. Rom war zwar schon seit Jahren nicht mehr die Hauptstadt des Imperiums, doch hatte es seine Bedeutung als Symbol nicht verloren. Im Oktober 408 konnte man sich in Rom, wo Durst und Hunger herrschten, noch gegen eine gewaltige Summe freikaufen. Doch weder die römischen Senatoren noch der Bischof von Rom konnten den Kaiser im sicheren Ravenna dazu bewegen, mit den Goten zu verhandeln. So erschien Alarich 409 wieder vor Rom, wurde offenbar in die Stadt gelassen und setzte sogar mit dem Senator Priscus Attalus einen Gegenkaiser von seinen Gnaden ein, der aber die Hoffnungen Alarichs nicht erfüllen konnte und 410 wieder abgesetzt wurde, nachdem der comes Africae die Getreidelieferungen aus Karthago gestoppt und so eine Hungersnot in Italien ausgelöst hatte. Wenigstens gelang es den Goten, den römischen General Sarus, einen ehemaligen Konkurrenten Alarichs um die Führung der Goten, zu schlagen. Schließlich sah Alarich, aller Optionen beraubt, nur noch einen Ausweg. Am 24. August 410 öffnete ihm Rom die Tore, und diesmal plünderten seine hungernden Männer die Stadt drei Tage lang, wobei Alarich, wie die meisten Goten inzwischen Christ, darauf bestanden haben soll, dass die Kirchen verschont wurden und kein Blut vergossen wurde.
Die Plünderung Roms, die erste seit dem Galliersturm 387 v. Chr., war vor allem auf die starre Haltung des Honorius zurückzuführen. Er hatte offenbar den Ernst der Lage nicht richtig erkannt, und diesmal war kein Stilicho zur Hand, um mit den meuternden Goten fertigzuwerden. Diesen ging es keineswegs um die Zerstörung Roms. Die sich hinziehenden Verhandlungen verdeutlichen vielmehr, dass Alarich für sich, seine Krieger und ihre Familien eine gesicherte Versorgung und wohl auch Siedlungsland erhalten sowie von Rom als magister militum anerkannt werden wollte. Es ging ihm und seinen Männern also letztlich darum, ihre Integration in das römische System zu erzwingen. Doch die kaiserliche Politik, die sich weniger gegen die Goten als vielmehr gegen den wachsenden Einfluss hoher Militärs bei Hofe richtete, versagte. Acht Jahre später hingegen sollte man in der Ansiedlung der gotischen Krieger sogar eine Möglichkeit sehen, das Imperium zu stabilisieren (siehe unten). Alarich führte 410 auch Honorius’ Halbschwester Galla Placidia mit sich und versuchte, das strategisch und ökonomisch so wichtige Karthago zu erreichen, um sich eine eigene Machtbasis zu schaffen. Dieses Unternehmen scheiterte aber. Alarich, der nach wie vor vor einem Dilemma stand, aus dem er keinen Ausweg sah (insofern mutet die Plünderung Roms eher als eine Art Verzweiflungstat an), starb wenig später. Die Führung der Goten übernahm sein Schwager Athaulf, der nun Italien verließ, um zu versuchen, über Hispanien nach Nordafrika zu gelangen.
Die Plünderung der Stadt Rom war ein Schock für die gesamte römische Welt, schädigte das Ansehen des weströmischen Kaisertums nachhaltig und rief unter den Christen Endzeitängste hervor, während manche Heiden dies als gerechte Strafe dafür ansahen, dass Rom den alten Kulten den Rücken gekehrt hatte. Der große Kirchenlehrer Augustinus von Hippo sah sich veranlasst, sein Werk De civitate Dei zu verfassen, um mögliche Erklärungsmuster aufzuzeigen. Orosius wiederum versuchte in seinem Werk Historiae adversum paganos nachzuweisen, dass das heidnische Rom viel schlimmere Schicksalsschläge erlitten habe. Der gelehrte Diskurs wirkte tiefgreifend und nachhaltig. Es bleibt daher festzustellen, dass die Plünderung Roms langfristig weniger realpolitische als ideengeschichtliche Konsequenzen hatte und bis heute prägend gewirkt hat.

### Der Rheinübergang von 406/07 und seine Folgen: Die Goten in Aquitanien und die Vandalen in Nordafrika

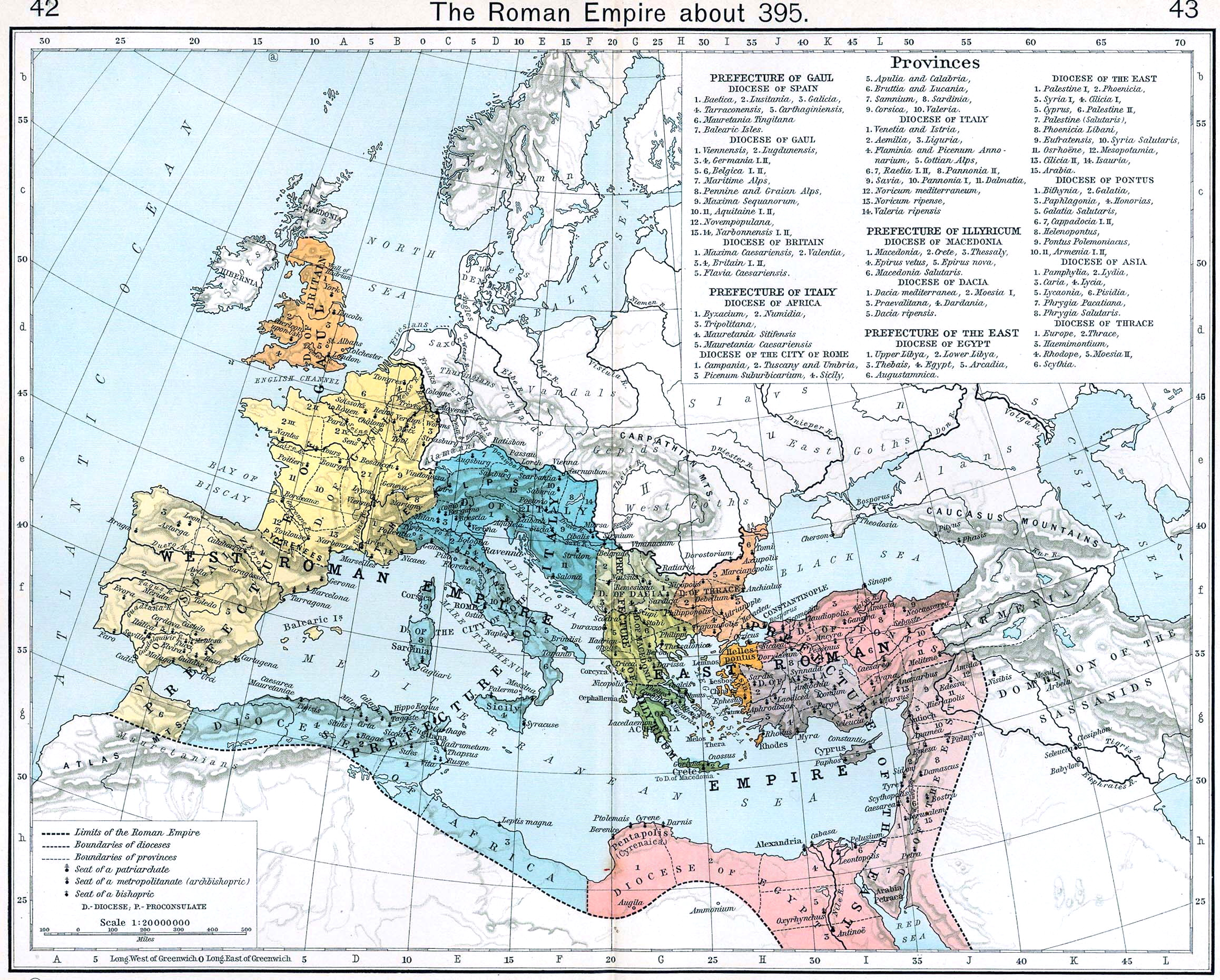
Das römische Reich zum Zeitpunkt des Todes Theodosius’ I. 395 n. Chr.

#### Der Zusammenbruch der Rheingrenze: Invasionen und Usurpationen
Bereits einige Jahre vor der Plünderung Roms, am 31. Dezember 406, überschritt eine große Anzahl barbarischer Krieger, vielleicht auf der Flucht vor den Hunnen oder aufgrund von Nahrungsmittelknappheit, vielleicht aber auch auf Aufforderung einer römischen Bürgerkriegspartei, den Rhein bei Mogontiacum (Mainz) (siehe Rheinübergang von 406). Die drei größten Gruppen stellten die Vandalen, Sueben und Alanen dar. Die Vandalen selbst waren unterteilt in zwei Untergruppen, die Hasdingen und die Silingen, und hatten um 400 ihren Sitz etwa im Süden des heutigen Polens sowie im heutigen Tschechien; große Teile waren aber bereits von Kaiser Konstantin dem Großen in Pannonien als Foederaten angesiedelt worden. Im Winter 401/02 überfielen sie die römische Provinz Raetia, Teile schlossen sich dem oben beschriebenen Zug des Radagaisus an. Die Identität der Sueben ist problematischer, da der Terminus zwar in älteren Quellen gebraucht wurde, dann aber um 150 n. Chr. verschwindet und erst später wieder benutzt wurde. Wie die Vandalen lebten sie aber westlich der Karpaten und sind weitgehend mit den früheren Quaden identisch. Die iranischen Alanen waren aus ihrer alten Heimat von den Hunnen vertrieben worden. Teile von ihnen waren ebenfalls 405/06 mit Radagaisus gezogen und hatten sich nach dessen Untergang mit vandalischen Gruppen zusammengeschlossen. Auch die Sueben stießen dazu und gemeinsam drangen sie in das Innere Galliens vor. Föderierte Franken, die hier schon seit der Mitte des 4. Jahrhunderts angesiedelt waren, stellten sich den Angreifern ohne Erfolg entgegen (siehe auch Respendial). Die Quellenlage erlaubt es zwar nicht, die Invasion in allen Einzelheiten nachzuvollziehen. Die Invasoren zogen aber anscheinend in den Westen und Norden Galliens, um sich dann nach Süden und Südwesten zu wenden. In den verstreuten Quellen wird auch die Verwüstung dieses Zuges überdeutlich, ohne dass die wenigen am Rhein stationierten weströmischen Streitkräfte ernsthaft etwas dagegen unternehmen konnten. Allerdings wurde die Rheinverteidigung einige Jahre später noch einmal wiederhergestellt. Der Mainzer Militärdistrikt (Dukat) ist womöglich auch erst nach den Ereignissen 406/07 neu eingerichtet worden.

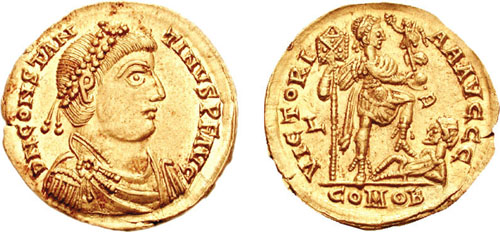
Solidus mit dem Bildnis Konstantins III.

Der zumindest zeitweilige Zusammenbruch der Rheingrenze 406/407 war wohl schon vorher absehbar geworden; die Bedrohung durch Plünderer nahm stetig zu, denn bereits seit 378 waren die römischen Truppen zu beschäftigt, um die traditionellen Rache- und Abschreckungsfeldzüge jenseits des Rheins durchzuführen. So war bereits um 400 der Sitz der Gallischen Präfektur, der neben der Italischen Präfektur obersten Verwaltungsbehörde des Weströmischen Reichs, von Trier nach Arles verlegt worden. Der Erfolg der Invasoren war durch die oben beschriebenen Kämpfe Stilichos mit Radagaisus und den Goten begünstigt, so dass Gallien von Truppen weitgehend entblößt worden war. Aus diesem Umstand erklärt sich der Versuch Stilichos, Alarichs Goten zu gewinnen und mit ihrer Hilfe die Ordnung wiederherzustellen. Durch den Tod des Generals im August 408 hatten sich diese Pläne allerdings zerschlagen. Der Usurpator Konstantin III., der letzte einer ganzen Reihe britannischer Usurpatoren (siehe Marcus und Gratian), setzte bereits 407 mit den Resten des britannischen Feldheeres nach Gallien über und sicherte sich so vorläufig einen eigenen Machtbereich. Nicht ohne Grund bezeichnete der Kirchenvater und Zeitgenosse Hieronymus Britannien als „eine an Tyrannen (Usurpatoren) fruchtbare Provinz“. Gleichzeitig leistete der fast vollständige Abzug der römischen Truppen von der Insel (es ist davon auszugehen, dass kleinere Verbände von Konstantin III. zurückgelassen wurden) dem bald darauf folgenden Verlust Britanniens Vorschub. Pikten und irische Stämme suchten die römische Provinz heim, die bald in selbstständige Einheiten zerfiel. Daraufhin rief man Angeln und Sachsen zur Hilfe, was allerdings letztlich eine germanische Landnahme zur Folge hatte, da diese Krieger um 440 meuterten, wenngleich sich römisch-britische Kleinreiche im heutigen Wales und Südwestengland noch längere Zeit halten konnten.
Die Usurpation Konstantins 407 stand wohl (als Ursache oder Folge) in einem Zusammenhang mit dem Kollaps der Rheingrenze, der auch in Britannien für Unruhe gesorgt hatte. Konstantin III. gelangen einige beachtliche Erfolge; so schloss er Verträge mit barbarischen Stämmen, was die Lage in Gallien wenigstens beruhigte und ihm Truppen verschaffte. Konstantin, der vor allem im südgallischen Arles residierte, wurde aber 411 vom neuen Heermeister (und späteren Mitkaiser) Constantius geschlagen und hingerichtet, nachdem Konstantins wichtigster General Edobich zuvor geschlagen worden war. 413 konnte die Rebellion endgültig niedergeschlagen werden. In Gallien nahm das Chaos noch weiter zu, nachdem sich der gallische Adlige Jovinus 411 mit Hilfe alanischer Truppen unter Goar und den ebenfalls an den Rhein vorgedrungenen Burgunden unter Gundahar, die bald darauf am Mittelrhein ein eigenes Reich errichteten, zum Kaiser ausrief.
Kaiser Honorius schien die Kontrolle über Gallien vollkommen zu entgleiten. Schließlich erhob sich in Hispanien der Usurpator Maximus, der sich aber nicht lange halten konnte. Die Goten unter Athaulf, dem Nachfolger Alarichs, hatten sich nach der Plünderung Roms aus Italien zurückgezogen und waren dann von Jovinus umworben worden. Allerdings war dieses Bündnis, wie schon im Fall des Attalus, nur von kurzer Dauer; Athaulf ließ Jovinus bald schon wieder fallen. Athaulf heiratete 414 in Narbonne die Schwester des Honorius, Galla Placidia, die zuvor bei der Plünderung Roms 410 in die Hände der Goten geraten war, wurde aber schon 415 ermordet. Dennoch verdient diese Episode Beachtung, denn Athaulf, unter dem die „Verreiterung“ der Westgoten wohl ihren Abschluss fand, soll im Rahmen der Hochzeit sogar erklärt haben, dass er die Romania durch eine Gothia habe ersetzen wollen, nun aber eingesehen habe, dass die Barbarei der Goten dies unmöglich mache. Ob nun diese Worte authentisch sind oder nicht, offenbar sehnten sich die Goten nach einer sicheren Versorgung, die von Rom anerkannt war. Vor allem deshalb wollte Athaulf in die theodosianische Dynastie einheiraten; sein früh verstorbener Sohn bekam den programmatischen Namen Theodosius und hätte wohl Ansprüche auf den Kaiserthron erheben sollen. Doch Athaulfs Plan einer Annäherung an Honorius scheiterte am Widerstand anderer Militärs, unter denen inzwischen Flavius Constantius der mächtigste war.

#### Die Ansiedlung der Westgoten in Aquitanien

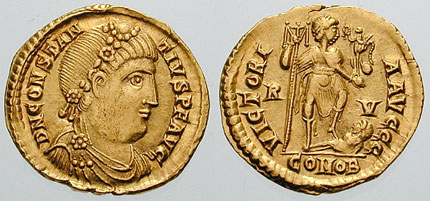
Solidus Constantius’ III., der erfolgreich Krieg gegen verschiedene Usurpatoren und Invasoren führte

Honorius’ Feldherr Constantius, ein einstiger Gefolgsmann Stilichos, hatte sich im Krieg gegen den Usurpator Konstantin als ein talentierter General erwiesen. Er schaltete nacheinander seine Gegner aus und stieg so zum eigentlichen Machthaber in Ravenna auf. Bald wurde jedoch klar, dass man eine Befriedung des Westreiches nur mit zusätzlichen Truppen erreichen konnte. Darum wandte sich die weströmische Regierung wieder an die Westgoten. Deren Anführer war seit Ende 415 Wallia, der den Krieg gegen die Römer zwar zunächst fortsetzen und sogar nach Nordafrika übersetzen wollte, Anfang 416 aber vor Constantius kapitulieren musste. In diesem Zusammenhang kehrte Galla Placidia zurück, die Constantius dann am 1. Januar 417 gegen ihren Willen heiratete. Damit trat er in gewisser Weise das Erbe Stilichos an. Die Goten wurden (wieder) zu römischen foederati und Constantius setzte sie gleich dazu ein, die in Hispanien eingefallenen Vandalen und Alanen zu bekämpfen, was die Westgoten in den folgenden beiden Jahren mit einigem Erfolg taten.
Im Jahr 418 wurden die Westgoten in Aquitanien, also im Südwesten Galliens angesiedelt. Einzelheiten sind sowohl über das foedus von 416 als auch über das von 418 nicht bekannt und müssen vielmehr aus verstreuten Quellenaussagen herausgefiltert werden. Zahlreiche Punkte sind daher in der modernen Forschung umstritten. Vermutlich einer Unterwerfung (deditio), die die Krieger aber nicht zu Römern machte, folgte ein offizieller Vertrag (foedus): Die Westgoten wurden im Garonnetal von Toulouse bis nach Bordeaux angesiedelt. Besonders kontrovers wird diskutiert, ob die Goten, wie sonst im spätrömischen Heerwesen üblich, durch das hospitalitas-System versorgt wurden, ob ihnen also Land zugeteilt wurde, oder ob sie lediglich einen Anteil an den Steuereinnahmen und der annona erhielten. Ebenso wie die genauen Modalitäten des Vertrags sind auch die Auswirkungen der Ansiedlung umstritten. Auch wenn die Westgoten später immer wieder, vor allem aufgrund der Schwäche der weströmischen Regierung, eine unabhängige Politik betreiben sollten, was schließlich um 470 zu einer faktischen Unabhängigkeit des westgotischen Machtbereiches führte (sogenanntes Tolosanisches Reich), so stabilisierten sie doch die Lage in Gallien im Sinne der ravennatischen Regierung. Die Ansiedlung geschah wohl in Kooperation mit der gallorömischen Oberschicht, zumal die Goten im Verhältnis zur römischen Zivilbevölkerung nur einen verschwindend geringen Anteil an der Bevölkerung ausmachten, was im Übrigen für alle germanischen gentes der Völkerwanderungszeit gilt.

#### Die Vandalen in Hispanien und ihre Eroberung der weströmischen ProvinzAfrica
In der Zwischenzeit hatten sich die Vandalen sowie ein Großteil der Sueben und Alanen 409 von Gallien nach Hispanien abgesetzt. Eine wichtige Quelle für die Ereignisse auf der Iberischen Halbinsel stellt die Chronik des Bischofs Hydatius von Aquae Flaviae dar. Darin äußerte sich dieser entsetzt über die Verwüstungen, die mit der Invasion einhergingen. 411 konnten die Eindringlinge der Regierung in Ravenna einen Vertrag abringen, dessen Inhalt Hydatius überliefert hat. Demnach sollten sich Teile der Vandalen und die Sueben im Nordwesten der Iberischen Halbinsel ansiedeln, die Alanen in Lusitanien und der Carthagena, die silingischen Vandalen in der Baetica. Als dann 416 (wie bereits beschrieben) die Westgoten, jetzt als Föderaten Roms, darangingen, Hispanien von den Invasoren zu befreien, vernichteten sie den größten Teil der im Süden siedelnden Silingen und Alanen. Ihre Reste schlossen sich dem Vandalenkönig Gunderich an. Dieser erwies sich als ein talentierter Anführer, so dass die Vandalen und Alanen zu einer wesentlich homogeneren Gruppe zusammenwuchsen. Während die Sueben im Nordwesten zurückblieben (Königreich der Sueben), marschierten die Vandalen und Alanen nach Süden. 422 schlugen sie eine römische Armee und eroberten den wichtigen römischen Flottenstützpunkt Carthago Nova; bald darauf versuchten sie sich sehr erfolgreich als Seeräuber.
Flavius Constantius war 421, kurz nachdem er seine Erhebung zum Mitkaiser durchgesetzt hatte, gestorben. Als 423 auch Honorius starb, kam es zunächst zu einem erneuten Bürgerkrieg im Reich, an dessen Ende 425 der kleine Valentinian III. den weströmischen Thron bestieg. Um seine Kontrolle rivalisierten die drei mächtigen römischen Generäle Flavius Felix, Bonifatius und Aëtius, was den reichsfremden Kriegergruppen weitere Spielräume eröffnete.
Nach Gunderichs Tod übernahm 428 sein Halbbruder Geiserich, einer der fähigsten germanischen Anführer der Völkerwanderungszeit, die Führung der Vandalen. Jordanes hat in seiner Gotengeschichte eine knappe Skizze Geiserichs überliefert, wobei freilich fraglich ist, wie nah diese der Realität kommt, zumal sie einige Zeit nach dem Tod des Vandalenkönigs entstand. Vandalische Selbstzeugnisse liegen uns allerdings nicht vor, und Geiserich war sicherlich ein zielbewusster und dabei teils mit äußerster Brutalität agierender Machtmensch. Um seine Macht abzusichern, ließ er später die Familie Gunderichs ermorden. Ebenso war er ein fähiger Politiker und Militär, denn die folgenden Ereignisse beweisen auch einiges logistisches Können: 429 überquerten die Vandalen und Gruppen, die sich ihnen angeschlossen hatten, alles in allem etwa 80.000 Personen, die Straße von Gibraltar und setzten nach Nordafrika über. Ihr Ziel war die reiche Provinz Africa, die Kornkammer Westroms und eine der am stärksten urbanisierten Regionen des gesamten Imperiums. Dasselbe Ziel hatten, wie bereits berichtet, nach der Eroberung Roms auch die Westgoten gehabt und waren daran gescheitert. Ob Geiserich die logistisch sehr schwierige Operation gelang, weil er Unterstützung durch eine römische Bürgerkriegspartei erhielt, ist umstritten (siehe unten). Die Vandalen zogen von Ceuta aus fast 2000 km in Richtung Osten, wobei sie mehrere römische Städte einnahmen, Mitte 430 standen sie vor Hippo Regius. Der Bischof der Stadt, Augustinus, der berühmte Kirchenlehrer und Philosoph, verstarb noch während der Belagerung. Die Vandalen erreichten danach die Umgebung Karthagos, das zur damaligen Zeit eine der größten Städte des Imperiums und wichtiger Flottenstützpunkt war. Die Einnahme Karthagos gelang Geiserich allerdings noch nicht.
Trotzdem stellt der Zug der Vandalen eine beachtliche Leistung dar, über die genauen Hintergründe kursieren in den Quellen aber unterschiedliche Versionen. So berichtet der im 6. Jahrhundert lebende Geschichtsschreiber Prokopios von Caesarea im Rahmen seiner Historien (oder Kriegsgeschichten) davon, dass die Vandalen vom römischen Befehlshaber in Africa, Bonifatius, als Foederaten eingeladen worden seien, da dieser sich im Streit mit Flavius Felix in Ravenna befunden habe. In der modernen Forschung wird diese Erklärung oft abgelehnt, da Bonifatius die Vandalen, sobald sie auf dem Vormarsch waren, mit den ihm zur Verfügung stehenden Mitteln bekämpfte und ähnliche Vorwürfe bereits Stilicho gemacht wurden. Außerdem hatte sich das Verhältnis zwischen Ravenna und Bonifatius 429 vielleicht beruhigt, und in den spärlichen zeitgenössischen Quellen ist keine Rede von einer Einladung der Vandalen. Andere Forscher hingegen halten es für grundsätzlich plausibel, dass ein Zusammenhang zwischen der logistisch sehr schwierigen Überfahrt Geiserichs und den innerrömischen Konflikten bestand.
So oder so reichten die militärischen Mittel Westroms in Africa nicht mehr aus, um den Vandalen effektiv entgegentreten zu können. Da sich auch Karthago halten konnte, wurde 435 in Hippo Regius ein Vertrag zwischen Vandalen und Westrom geschlossen, dessen Details uns aber unbekannt sind. Den Vandalen wurde offenbar der bereits besetzte Teil Africas überlassen. 439 jedoch nutzte Geiserich die Gunst der Stunde und überfiel im Handstreich Karthago, womit er sich der dort stationierten Flotte bemächtigte und Rom vom Getreide aus Africa effektiv abschnitt. 442 erkannte die weströmische Regierung diesen faktischen Verlust in einem Vertrag an, wenngleich man de iure den Anspruch nicht aufgab. Die reichste Provinz Westroms war damit offiziell in der Hand von Germanen, die noch dazu eine ganz beträchtliche Seemacht aufbauten. In diesem Punkt stellen die Vandalen eine bedeutende Ausnahme im Rahmen der germanischen gentes dar, ebenso wie in der Behandlung der einheimischen Bevölkerung.

### Das Hunnenreich und das Ende des Imperiums im Westen

#### Das Hunnenreich an der Donau und der Aufstieg des Aëtius
Obwohl die Hunnen um 375 den Don überschritten und Alanen sowie die gotischen Greutungen besiegt hatten, ist die Quellenlage für die nächsten Jahrzehnte ausgesprochen dünn, wenngleich bekannt ist, dass sie wiederholt Raubzüge unternahmen. Allerdings scheinen die Hunnen lange Zeit nicht unter einheitlicher Führung operiert oder gar eine zielgerichtete Politik betrieben zu haben. Die hunnischen Gruppen unterstanden unterschiedlichen Häuptlingen. Freilich waren sie zu koordinierten Militäraktionen fähig, wie etwa der Einfall hunnischer Gruppen in das Sassanidenreich und die römischen Orientprovinzen im Sommer 395 beweist. Im Winter desselben Jahres verwüsteten größere hunnische Verbände die römischen Balkanprovinzen. Dennoch kann zu diesem Zeitpunkt noch nicht von einem Hunnenreich im eigentlichen Sinn gesprochen werden, denn eine geschlossene Organisationsform ist nicht zu erkennen.
Der erste historisch und namentlich wirklich fassbare hunnische Anführer (denn die Historizität des Hunnenführers Balamir [Balamber] ist nicht gesichert) war Uldin; er herrschte um 400 über die meisten Hunnen im heutigen Rumänien. Zu dieser Zeit hatte der oströmische Heermeister Gainas in Konstantinopel gegenüber Kaiser Arcadius versucht, eine ähnliche Stellung wie Stilicho im Westen zu erreichen. Dies symbolisiert zum einen die starke Rolle der Heermeister (die im Osten im 5. Jahrhundert jedoch weitaus effektiver als im Westen unter Kontrolle gebracht werden konnten), zum anderen die Bedeutung der barbarischen foederati im Imperium. Kurz darauf kam es jedoch zu Ausschreitungen, loyale Truppen vertrieben Gainas, der über die Donau floh, wobei er laut der feindseligen Überlieferung alles Römische abwarf und angeblich sogar Menschenopfer anordnete. Er selbst wurde Ende des Jahres 400 von Uldin besiegt und getötet, sein Haupt wurde im Januar 401 nach Konstantinopel gebracht. Uldin, dessen Machtbereich im Westen wohl bis in das heutige Ungarn reichte, schloss 406 ein Bündnis mit Stilicho, um den Zug des Goten Radagaisus (siehe oben) aufzuhalten. Trotz der recht beachtlichen Größe von Uldins Machtbereich herrschte er zu keinem Zeitpunkt über alle Hunnen (ebenso wenig wie übrigens Attila, siehe unten). Bereits im Winter 404/405 griff Uldin oströmisches Gebiet an, 408 wiederholte er dies, wurde allerdings zurückgeschlagen und starb kurz darauf.
Peter J. Heather nimmt an, dass der größte hunnische Verband sich um 405 nochmals nach Westen bewegt und damit den Rheinübergang von 405/06 ausgelöst habe; allerdings wird dies von anderen Forschern bezweifelt, die hierfür keine Belege in den Quellen finden. Jedenfalls scheint sich, nachdem die Hunnen teils auf entschiedenen Widerstand anderer barbarischer Gruppen stießen, langsam ein überregionales hunnisches Herrschaftszentrum im östlichen Karpatenraum entwickelt zu haben, wenngleich Einzelheiten darüber praktisch nicht bekannt sind. Dies war für das Römische Reich zunächst durchaus von Vorteil. Denn damit stabilisierten die Hunnen die römische Donaugrenze, indem es nun kaum noch zu unkontrollierten Plünderungen kam. Immer wieder werden in den Quellen zudem hunnische Krieger in römischen Diensten erwähnt. 425 griffen Tausende Hunnen in den Bürgerkrieg zwischen Valentinian III. und dem Usurpator Johannes ein. Angeblich traten die Römer 427 Pannonien an föderierte Hunnen ab, was aber sehr umstritten ist.
Nach kaum fassbaren Herrschern wie Charaton herrschten um 430 die Brüder Oktar und Ru(g)a über die Hunnen entlang der Donau. Rua übernahm nach Oktars Tod 430 die Alleinherrschaft und scheint die hunnische Herrschaft deutlich straffer als zuvor organisiert zu haben. 433 schloss der zu den Hunnen geflohene weströmische General Flavius Aëtius ein Abkommen mit Rua und erhielt hunnische Truppen, mit deren Hilfe er sich in einem Bürgerkrieg gegen seinen Rivalen Sebastianus durchsetzte und damit als neuer Heermeister zum neuen starken Mann im Westen und der eigentlichen Macht hinter dem weströmischen Kaiserthron wurde. Auch in den folgenden Jahren nutzte Aëtius wiederholt hunnische Hilfstruppen: So vernichtete er mit ihrer Hilfe 436 das Burgundenreich am Mittelrhein, was den historischen Kern des Nibelungenlieds darstellt. Die zeitgenössischen Quellen verzeichnen, dass die Burgunden faktisch völlig ausgelöscht worden seien, was aber wohl übertrieben sein dürfte, denn Aëtius siedelte 443 die Reste ihres Kriegerverbandes in der Sapaudia an (deren Lokalisation unsicher ist; wohl das heutige Savoyen), ähnlich wie er Teile der in Gallien verbliebenen Alanen neu ansiedelte (etwa in Aremorica sowie im Raum von Orléans). Auch ansonsten versuchte der machtbewusste Aëtius Gallien für Westrom zu sichern. Gegen die am Rhein siedelnden Franken ging er ebenso vor wie gegen die aufständischen Bagauden, die in Gallien (unter Tibatto) und Hispanien (unter Basilius) agierten. In einem Gedicht wurde Aëtius vom Dichter Flavius Merobaudes verherrlicht, wobei er teils auf eher „barbarische Tugenden“ des Heermeisters anspielte, der sich damit als den Gegnern des Reiches ebenbürtig erwiesen habe.
Rua starb 434. Er wurde vielleicht von seinen Neffen Bleda und Attila ermordet, die nun die Herrschaft über einen Großteil der europäischen Hunnen übernahmen.

#### Die Herrschaft Attilas
Obwohl der Person Attilas in der europäischen Geschichte ein wirkmächtiger (wenn auch negativ tradierter) Nachruhm vergönnt war und ist, liegen viele Details über ihn im Dunkeln. Speziell über die frühen Jahre Attilas ist kaum etwas bekannt. Nachdem er und sein Bruder Bleda die Herrschaft antraten (434), setzten sie den von ihrem Onkel Rua eingeschlagenen Kurs der Konsolidierung des „hunnischen Reiches“ fort. So forderten sie etwa vom oströmischen Kaiser die Auslieferung hunnischer Flüchtlinge und Tributzahlungen, auf die die Hunnen angewiesen waren. Mit Konstantinopel war im Vertrag von Margus (Datierung umstritten, aber wohl noch 434) eine Verständigung erreicht worden (welche zugunsten der Hunnen ausfiel), doch richteten sich 441 bzw. 442 Militäraktionen beider Brüder gegen das oströmische Reich, die unter anderem zur Einnahme der Städte Singidunum und Sirmium durch die Hunnen führten.
Mit der Ermordung Bledas (444/45) gewann Attila die Führung über die Hunnen im Donauraum, wobei aber hervorzuheben ist, dass auch Attila zu keinem Zeitpunkt Herr aller Hunnen war. Um seine Herrschaft über das nur locker aufgebaute Hunnenreich zu stabilisieren und sich dringend benötigte finanzielle Mittel zu sichern, unternahm Attila in der Folgezeit immer wieder Feldzüge, die sich vor allem gegen Ostrom richteten. So stießen die Hunnen 447, nachdem der oströmische Kaiser Theodosius II. die Tribute verweigert hatte, tief in den Balkanraum und bis nach Griechenland vor. Zu den Völkern, die Attila Heerfolge leisten mussten, gehörten unter anderem die Gepiden sowie Goten, die unter hunnischer Herrschaft standen. Bald darauf sah sich der oströmische Kaiser gezwungen, Frieden mit Attila zu schließen, wobei den Hunnen gewaltige Zahlungen geleistet werden mussten. Auf diese römischen Zahlungen waren die Hunnen dringend angewiesen, da nur so die Führungsspitze der von den Hunnen unterworfenen Stämme an sie gebunden wurde. Blieben kriegerisch erzwungene Erfolge und Tribute aus, destabilisierte dies auch die Macht des jeweiligen Hunnenherrschers.

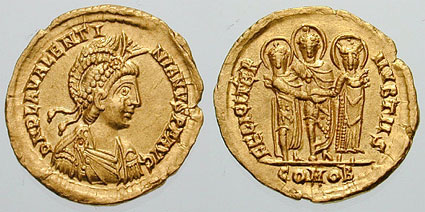
Solidus, der zur Feier der Hochzeit Valentinians III. und Licinia Eudoxias geprägt wurde, der Tochter des oströmischen Kaisers Theodosius II.; auf der Rückseite wurden sie zu dritt in Hochzeitskleidung dargestellt

Währenddessen konnte die weströmische Regierung durchaus zufrieden sein. Die Hegemonie der Hunnen über eine Vielzahl germanischer Stämme verringerte das Invasionsrisiko, jedenfalls solange Ravenna im guten Einvernehmen mit dem Hunnenherrscher stand. Dafür bürgte Flavius Aëtius, der mächtige weströmische Heermeister, der sich ausgezeichneter Kontakte zu Rua erfreut hatte und diese Politik auch gegenüber Attila fortsetzte. Der Preis hierfür war allerdings die Entmachtung des Kaisers Valentinian III., da sein Heermeister und patricius spätestens seit 435 der eigentliche Herr des Westreichs war und den Augustus an den Rand drängte.
In Konstantinopel war man freilich nicht bereit, Attila auf Dauer zu finanzieren. 448/9 wurde eine oströmische Gesandtschaft zu Attila entsandt, welcher auch der aus Thrakien stammende Priskos angehörte. Dieser veröffentlichte später seine Aufzeichnungen, von denen uns nur Fragmente erhalten sind. Dennoch gewähren sie einzigartige Einblicke in das Leben am Hof Attilas, der in einem prunkvollen Holzpalast in der Theißebene residierte. Priskos berichtet auch von einem gescheiterten Versuch des oströmischen Hofes, Attila ermorden zu lassen.
Nachdem sich der neue oströmische Kaiser Markian jedoch geweigert hatte, die unter Theodosius II. vereinbarten Zahlungen (die aber bereits Theodosius zeitweise ausgesetzt hatte) an den Hunnenkönig fortzusetzen, zog Attila in Richtung Westen. Im Weströmischen Reich war derweil die Schwester Kaiser Valentinians III., Justa Grata Honoria, aufgrund von Machtkämpfen am Hof sowie (vorgeblich) des Bruches eines Keuschheitsgelübdes bestraft und gegen ihren Willen verheiratet worden. Nun bat Honoria Attila über einen Mittelsmann um Hilfe gegen den übermächtigen Aëtius und ließ ihm überdies laut Jordanes, der ein Jahrhundert nach den Ereignissen lebte, auch ein Heiratsangebot zukommen. Auch der Zeitgenosse Priskos berichtet von einem Hilferuf Honorias an Attila, nicht aber von einem Heiratsangebot:

„Da meldete nämlich jemand, Attila bereite einen Angriff auf den kaiserlichen Hof in Rom vor, da Honoria, Valentinians Schwester, ihn zu Hilfe gerufen hatte. Denn Honoria, die selbst mit den Abzeichen kaiserlicher Würde ausgestattet worden war, war bei einer heimlichen Affäre mit einem gewissen Eugenius ertappt worden, dem curator domus Augustae, der für seine Schandtat hingerichtet wurde, während sie ihren kaiserlichen Rang verlor und mit Herculanus verheiratet wurde, einem Konsular, der einen so milden Charakter hatte, dass man ihm nicht zutraute, er könne das Kaisertum anstreben oder einen Umsturz planen. Da sie ihre Situation als unerträglich und als schreckliches Unheil empfand, sandte sie den Eunuchen Hyacinthus zu Attila, um diesem Geld anzubieten, damit er ihre Verheiratung räche. Überdies schickte sie als Pfand auch ihren Ring an den Barbaren. Dieser machte sich bereit, gegen das westliche Kaiserreich zu ziehen, und plante, wie er als erstes Aëtius ergreifen könne, da er annahm, sein Ziel nicht erreichen zu können, ohne diesen auszuschalten.“

Die moderne Forschung tendiert teilweise dazu, dieser Notiz wenig Glauben zu schenken. Allerdings ist es durchaus möglich, dass Attila in Kontakt mit oppositionellen Kreisen am weströmischen Kaiserhof stand, wenngleich der Wahrheitsgehalt nicht abschließend zu klären ist. Immerhin hatten die Hunnen bereits 425 und 433 militärisch in innerrömische Konflikte eingegriffen. Attila, der stets darum bemüht war, auf Augenhöhe mit West- und Ostrom zu verkehren, forderte Honoria nun angeblich zur Frau und mit ihr vielleicht auch einen Anteil am Imperium, um so seine Ranggleichheit, vielleicht sogar seine Oberhoheit zu demonstrieren. Fest steht, dass sich der Angriff Attilas weniger gegen das Römische Reich als vielmehr gegen Aëtius richtete, der dann auch den Widerstand organisierte.

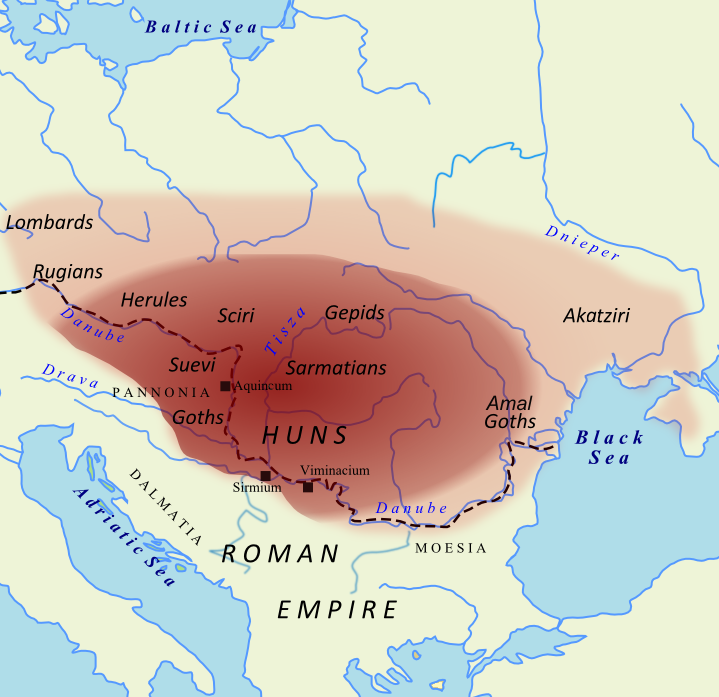
Ungefähre Ausdehnung des Hunnenreichs unter Attila und abhängige Stämme

Im Frühjahr 451 fiel Attila mit einem starken Heer, das neben Hunnen unzählige Krieger aus unterworfenen oder den Hunnen tributpflichtigen Völkern umfasste, in Gallien ein. Allerdings hatten Attilas diplomatische Bemühungen, die Vandalen zum Kriegseintritt zu bewegen, keinen Erfolg, sondern führten lediglich dazu, dass sich die schwankenden Westgoten, Todfeinde der Vandalen, dem Aëtius anschlossen. Die Hunnen zogen bis nach Orléans, das Attila belagern ließ. Gleichzeitig zog ihm Aëtius mit den Resten des regulären weströmischen Heeres und mehreren verbündeten gentes entgegen, darunter neben den Westgoten vor allem Franken, Sarmaten und Alanen. Die bis heute nicht genau lokalisierte Schlacht auf den Katalaunischen Feldern bei Troyes im Juni 451 endete unentschieden, Attila musste sich aber zurückziehen. Aëtius hatte während der Schlacht womöglich sogar bewusst die Westgoten, die den rechten Flügel der Römer hielten und deren rex Theoderich I. im Kampf fiel, bluten lassen, um so einen potentiellen künftigen Gegner zu schwächen. Jedenfalls soll der General laut Jordanes befürchtet haben, dass die Goten die Römerherrschaft beseitigen würden, sollten die Hunnen erst einmal ausgeschaltet sein. Es ist aber auch möglich, dass Theoderichs Nachfolger Thorismund ein persönlicher Feind des Heermeisters war und deshalb abzog.
Zwar hat schon der bedeutende Althistoriker John Bagnell Bury der Schlacht ihre oft zugeschriebene welthistorische Bedeutung abgesprochen. Dennoch: Aëtius und seine Verbündeten konnten die Hunnen zwar nicht vernichtend schlagen, wohl aber konnte man sie zum Abzug zwingen. Allerdings scheint auch der Blutzoll des weströmischen Heeres immens gewesen zu sein, und Attila war weiterhin stark genug, um im Folgejahr in Italien einzufallen. Dort gelangen ihm zwar einige Erfolge, so wurde etwa Aquileia erobert, entscheidend waren aber auch diese nicht. Geschwächt durch Hunger und Seuchen im Heer zog sich Attila wieder zurück. In diesem Zusammenhang wird gelegentlich das Bild vermittelt, Papst Leo der Große habe den Hunnenkönig durch sein Einwirken zum Rückzug bewogen. Entscheidend waren jedoch oströmische Hilfstruppen und Veränderungen im Osten. Dort hatte Kaiser Markian Angriffe auf hunnisches Territorium befohlen, als Gegenleistung für die endlich erfolgte Anerkennung seines Kaisertums durch Aëtius und Valentinian III. Die koordinierte Offensive, wenn sie vielleicht auch nicht abgesprochen war, verfehlte nicht ihre Wirkung und trug maßgeblich zur hunnischen Niederlage in Italien bei. Attila bereitete daraufhin angeblich einen Feldzug gegen das Ostreich vor, doch starb er 453 während seiner Hochzeit mit der Fürstentochter Ildico. Laut Johannes Malalas hatte ihn Aëtius vergiften lassen, der auch als Drahtzieher hinter der fast zeitgleichen Ermordung des Westgoten Thorismund vermutet wurde.
Die römischen Zahlungen an Attila hatten dafür gesorgt, dass die Römer über einen Ansprechpartner verfügten, der zahlreiche potentiell feindliche Gruppen aus dem Barbaricum weitgehend kontrollierte. Der plötzliche Tod Attilas wirkte so wie ein Fanal. Die meisten unterworfenen Völker warfen das hunnische Joch ab, der Versuch der Söhne Attilas, das Reich ihres Vaters zu bewahren, endete mit ihrer Niederlage in der Schlacht am Nedao 454, wo die Ostgoten noch auf hunnischer Seite kämpften. Bald darauf wandten sie sich aber gegen die Hunnen, deren Reich noch rascher unterging als es errichtet worden war. Das Haupt des Attilasohnes Dengizich wurde 469 sogar in Konstantinopel zur Schau gestellt. Die Reste der Hunnen zerstreuten sich, einige dienten aber noch im 6. Jahrhundert im oströmischen Militär. Die zuvor von den Hunnen beherrschten Gruppen agierten nun wieder auf eigene Rechnung und teils durchaus auch gegen das Imperium.
Aëtius hatte seine Machtstellung scheinbar gesichert und forderte nun die Verlobung seines Sohnes mit einer Kaisertochter, jedoch konnte er sich seines Sieges über die Hunnen nur kurze Zeit erfreuen: Im September 454 wurde er von Valentinian III. eigenhändig ermordet. Kurz darauf, im März 455, fiel auch der Kaiser einem Attentat zum Opfer. Eine Stabilisierung der inneren Verhältnisse im Weströmischen Reich sollte danach nicht mehr gelingen.

#### Die letzten Jahre Westroms: Schattenkaiser und das Regime Ricimers
Der Tod des Aëtius war für Westrom verhängnisvoll. Wenngleich auch er nicht in der Lage gewesen war, den Willen Ravennas im Westreich flächendeckend durchzusetzen, so hatte er wenigstens Italien und weite Teile Galliens dem Imperium gesichert und erfolgreich Krieg geführt. Der überaus ehrgeizige Aëtius war sicherlich wie viele einflussreiche Militärs ein Teil des Problems, denn die kaiserliche Autorität schwand immer mehr, und seine Machtstellung entbehrte der Legitimität. Doch sollte mit seinem Tod und dem Valentinians für mehrere Föderaten das Zeichen gekommen sein, ihren Machtbereich auf Kosten Westroms auszudehnen. Der staatliche Erosionsprozess im Westreich beschleunigte sich zusehends. In den letzten beiden Jahrzehnten seiner Existenz sollte Westrom von „Schattenkaisern“ regiert werden, die teils nur wenige Monate im Amt waren und das Westreich nicht mehr stabilisieren konnten.
Im Kampf gegen Attila waren offenbar die meisten regulären weströmischen Truppen untergegangen, so dass die Regierung in Ravenna immer mehr in Abhängigkeit von foederati geriet. Erschwerend kam hinzu, dass Barbaren nun nicht nur den Kern der römischen Armee bildeten, sondern auch immer häufiger in die Spitzenpositionen der Armee vorrückten. Letzteres sagt jedoch wenig über ihre Loyalität aus, denn auch Männer nichtrömischer Herkunft konnten dem Kaiser durchaus treue Dienste leisten, wie zahlreiche Beispiele zeigen (etwa Flavius Victor, Bauto, Stilicho, Fravitta), und zudem strebten fast alle danach, sich römischer Lebensweise anzugleichen. Es gilt also, zwischen jenen Barbaren, die sich als Soldaten in den Dienst Roms stellten, und jenen, die plündernd die Grenzen überschritten, zu unterscheiden. Viel verheerender war, dass analog zum Niedergang kaiserlicher Macht im Westen die Macht der hohen Militärs fast zwangsläufig zunahm und das Ansehen des Kaisertums verfiel. Tatsächlich verfügten sowohl „Barbaren“ wie Stilicho als auch „Römer“ wie Constantius, Bonifatius, Aëtius und Belisar, über Privattruppen (bucellarii). Auch wenn kein germanischer Heermeister jemals selbst nach dem kaiserlichen Purpur griff (dies war den Germanen aufgrund ihres arianischen Bekenntnisses nicht möglich), so übten sie im Westen seit dem späten 4. Jahrhundert teilweise enormen Einfluss aus. Generell war die starke Machtstellung der Heermeister im Westreich problematisch. Demgegenüber gelang es dem zivilen Apparat im Osten wesentlich besser, die Heermeister zu kontrollieren. Kaiser Leon I. beendete dort den letzten ernsthaften Versuch eines barbarischen Heermeisters, in diesem Fall des Alanen Aspar, auf die kaiserliche Politik einzuwirken. Dem Kaiser in Konstantinopel kam zugute, dass während des 5. Jahrhunderts die Beziehungen zum neupersischen Sassanidenreich, dem großen Rivalen Roms im Osten, so friedlich waren wie nie zuvor. Auch wenn es nach dem Tod Attilas auf dem Balkan zu Kämpfen kam, etwa mit den sich nun formierenden Ostgoten, die bald Teile Pannoniens kontrollierten, tangierte dies kaum die Stabilität des Ostreichs, dessen reichste Provinzen unbehelligt blieben. Anders als Westrom konnte sich der Osten daher die Finanzierung der notwendigen Heere weiterhin leisten und sogar wiederholt, wenngleich vergebens, den Kaiser in Ravenna mit Geld und Truppen unterstützen.

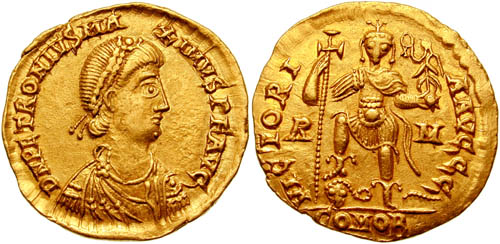
Solidus des Petronius Maximus

Währenddessen kam der Westen jedoch nicht mehr zur Ruhe. 455 wurde Rom zum zweiten Mal innerhalb von 45 Jahren erobert und geplündert, diesmal von den Vandalen. Deren rex Geiserich betrachtete offenbar seinen 442 mit Valentinian III. geschlossenen Vertrag mit dem Tod des Kaisers als erloschen; die bereits beschlossene Verlobung seines Sohnes Hunerich mit der Tochter Valentinians, Eudocia, war somit ebenfalls hinfällig, womit sich die Beziehungen zwischen Karthago und Westrom erheblich verschlechterten. In Rom regierte im Mai 455, als die vandalische Flotte, die Jahre zuvor schon Sizilien bedroht hatte, vor der Mündung des Tibers auftauchte, Petronius Maximus, der die Witwe Valentinians, Licinia Eudoxia, gegen ihren Willen geheiratet hatte. Diese soll Geiserich zur Hilfe gerufen haben. Petronius Maximus verfügte kaum über reale Macht und wurde am 31. Mai entweder von burgundischen Soldaten oder von der aufgebrachten Bevölkerung getötet. Drei Tage später drangen die Vandalen in die Stadt ein und plünderten sie systematisch, aber kaum in einer wilden Zerstörungswut, wie ihn der Begriff Vandalismus heute suggeriert, wenn auch die Eroberung von 455 ihre Wirkung auf die Zeitgenossen nicht verfehlte. Die Vandalen zogen nicht nur mit reicher Beute ab, sondern überführten zudem die Witwe Valentinians sowie zwei seiner Töchter und zahlreiche hochgestellte Persönlichkeiten nach Karthago. Auch die Insignien des Kaisertums, die ornamenta palatii, raubte Geiserich. Bald darauf beanspruchte er Sizilien für sich, wurde doch eine Tochter Valentinians, Eudocia, nun mit Geiserichs Sohn Hunerich verheiratet, und forderte zudem, dass Eudocias Schwager Olybrius neuer Westkaiser werden solle.

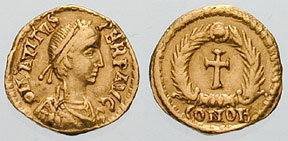
Kaiser Avitus auf einem Tremissis

Nun begann die Zeit der raschen Kaiserwechsel, an der mehrmals entweder germanische warlords oder Heermeister beteiligt waren. Den Anfang machte der aus vornehmer gallischer Familie stammende Heermeister Eparchius Avitus, ein Anhänger des Petronius Maximus, der nun mit westgotischer Unterstützung zum Kaiser erhoben wurde. Gegen die Sueben, die in Hispanien auf die Ausdehnung ihres Reiches spekulierten, gingen die Westgoten erfolgreich vor. Gegen die Vandalen auf Sizilien und Korsika behauptete sich 456 der General Flavius Ricimer, Sohn eines Suebenfürsten und einer gotischen Prinzessin. Von Avitus wurde Ricimer in den Rang eines Heermeisters erhoben. Als sich jedoch die Stimmung in Italien zu Ungunsten des Avitus verschob und der Kaiser in Konstantinopel ihm die Anerkennung verweigerte, wandte sich Ricimer gegen seinen Gönner und besiegte ihn im Oktober 456 bei Placentia. Avitus trat zurück und starb kurz darauf unter unklaren Umständen.
Ricimer, nunmehr vom oströmischen Kaiser zum Patricius ernannt, ließ daraufhin den comes domesticorum Majorian zum Kaiser ausrufen. Dieser wurde auch vom Osten anerkannt und ging in Gallien tatkräftig gegen die Goten vor, die die Gunst der Stunde nutzten und von den Wirren im Westreich profitieren wollten. Der von Majorian eingesetzte Heermeister Aegidius operierte überdies sehr erfolgreich gegen die Franken am Rhein und eroberte das von den Burgunden besetzte Lyon zurück. Arles, Sitz der Zivilverwaltung Galliens und Hispaniens, konnte gegen die Westgoten gehalten werden, die sich kaum mehr an ihr Föderatenabkommen gebunden sahen und auch nach Hispanien expandierten. Doch gelang es Majorian schließlich, sich mit den Burgunden und Westgoten zu verständigen. 460 begab sich der Kaiser persönlich mit einem Heer nach Hispanien; es war das letzte Mal, dass ein Kaiser die Iberische Halbinsel betrat. Majorian erscheint in den Quellen, etwa bei Sidonius Apollinaris, als ein energisch und zielbewusst agierender Kaiser, der als letzter weströmischer Kaiser (mit Ausnahme von Anthemius) wirklich noch einmal die Initiative zurückgewinnen wollte. So plante er für das Jahr 461 eine Invasion Africas, da die Vandalen weiterhin die Getreidelieferungen nach Italien blockierten. Als jedoch 460 vandalische Schiffe in Hispanien die römische Invasionsflotte zerstörten (Schlacht bei Cartagena), musste der Kaiser den Plan aufgeben. Kurz darauf wurde Majorian auf Befehl Ricimers festgesetzt und ermordet, vielleicht nicht primär aufgrund der misslungenen Operation, die wohl nur einen Vorwand für den Putsch bot, sondern womöglich auch aufgrund des eigenständigen Handelns des Kaisers. Ricimer betätigte sich wieder als Kaisermacher und erhob den Senator Libius Severus zum neuen Augustus.
Die Ermordung Majorians hatte jedoch zur Folge, dass Aegidius, der gallische Heermeister und Freund des Ermordeten, dem neuen Kaiser die Anerkennung verweigerte. Als Ricimer ihn 461 absetzen wollte, rebellierte Aegidius, wurde aber durch eine Offensive der Westgoten gezwungen, nach Nordgallien auszuweichen, wo er sich mit Teilen des Feldheeres und fränkischen Verbündeten halten und einen eigenen Machtbereich im Raum von Soissons errichten konnte. Im Kern handelte Aegidius nun als ein Warlord, der von den zeitgenössischen Umständen profitierte und aus dem zerfallenen weströmischen Reich einen Teil nun für sich beanspruchte. Die kleine gallorömische Enklave hielt sich sogar über das Ende des Westreichs hinaus: Nach dem Tod des Aegidius (464 oder 465), übernahm vielleicht zunächst ein nicht näher bekannter Offizier namens Paulus das Kommando (der eventuell aber auch auf eigene Rechnung operierte), danach der Sohn des Aegidius, Syagrius. 486/87 fiel die Enklave der fränkischen Expansion unter Chlodwig I. zum Opfer. In Trier wiederum konnte sich der comes Arbogast der Jüngere, offenbar ein romanisierter Franke, bis nach 475 gegen die Franken behaupten; die Stadt fiel wohl erst in den 480er Jahren an die rheinischen Franken.

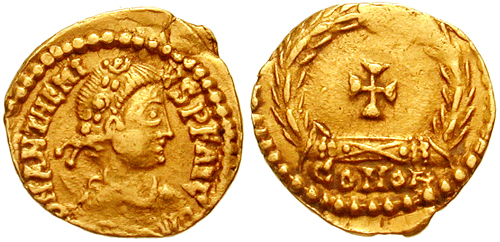
Tremissis des Anthemius

Auch Libius Severus hielt sich nicht lange auf dem Thron: Er wurde 465 ermordet. Während der folgenden anderthalb Jahre machte sich Ricimer nicht mehr die Mühe, einen Kaiser zu bestellen, sondern verhandelte mit dem Osten. Aus Konstantinopel traf dann 467 der General und Aristokrat Anthemius ein, der das Kaiseramt übernahm. Anthemius war vom Ostkaiser mit Truppen und sehr viel Geld ausgestattet worden; er verbündete sich mit Ricimer und ernannte mit Marcellinus einen zweiten Heermeister. Das Ziel war es, endlich Geiserich zu beseitigen, dessen Position in Karthago eine Stabilisierung Westroms unmöglich machte. Während in Gallien und Noricum (siehe auch Limes Noricus) die römische Verteidigung gegenüber den Germanen immer mehr bröckelte und schließlich faktisch kollabierte, wandte sich Anthemius also den Vandalen zu und plante 468 in Kooperation mit Ostrom eine großangelegte Invasion Africas, um diese wichtige Provinz wiederzugewinnen. Doch dieser Plan schlug fehl, die große römische Flotte wurde von den Vandalen vor Karthago in Brand gesteckt.
Was dem Vandalenreich das Überleben sicherte, erschütterte die Machtbasis des weströmischen Kaisers nachhaltig und entscheidend. In Gallien breiteten sich Westgoten, Burgunden und Franken auf Kosten Westroms nun immer weiter aus, nur die Auvergne und die Provence waren noch zu halten. Vor allem der Westgote Eurich (II.) brach nun den Vertrag (foedus) mit Westrom und stieß nach Südgallien und Hispanien vor. Ein ansonsten nicht bekannter bretonischer (oder britischer?) Anführer namens Riothamus soll die Römer in ihrem Abwehrkampf unterstützt haben, wurde aber von den Westgoten geschlagen. Als sich Anthemius mit Ricimer überwarf, war das Ende abzusehen; es kam zum Bürgerkrieg: Ricimer belagerte den Kaiser in Rom, im Juli 472 wurde Anthemius von einem Neffen Ricimers, dem Burgunden Gundobad, ermordet. Seine Nachfolge trat Olybrius, der Kandidat Geiserichs, an. Offenbar setzte Ricimer nun auf ein Bündnis mit den Vandalen, doch bald darauf verstarb auch er. Er wird in der Forschung traditionell sehr negativ und weitaus weniger differenziert bewertet als beispielsweise Stilicho und Aëtius. Sicherlich hatte er vor allem die eigenen Interessen im Blick, gleichzeitig war er aber bemüht, die wenigen verbliebenen Ressourcen Westroms zu bündeln und zur Verteidigung Italiens zu nutzen. Am Ende reichte dies jedoch nicht aus, nur vier Jahre später wurde der letzte Kaiser in Italien abgesetzt.

#### Der „Untergang Westroms“
Olybrius, der von Geiserich geförderte Kandidat und letzte Kaiser von Ricimers Gnaden, starb Anfang November 472, nur wenige Monate nach dem Tod des Heermeisters und patricius. Das Heermeisteramt blieb nicht lange unbesetzt. Ricimer folgte sein oben erwähnter Neffe Gundobad als patricius et magister militum nach, der im März 473 den Beamten Glycerius zum Kaiser erheben ließ. Allerdings verweigerte ihm der oströmische Kaiser Leon I. die Anerkennung und favorisierte stattdessen den Heermeister von Dalmatien, Julius Nepos. Dieser war ein Neffe des Marcellinus, jenes Generals, den Majorian einst als Gegengewicht zu Ricimer benutzt hatte. Nepos landete im Juni 474 im Hafen Portus und zog kurz darauf in Rom ein. Glycerius, der zuvor immerhin einen westgotischen Angriff auf Italien abwehren konnte, sah die Hoffnungslosigkeit der Lage ein und trat zurück, um sein Leben als Bischof von Salona zu beschließen, Gundobad ging nach Gallien und bestieg den burgundischen Königsthron.

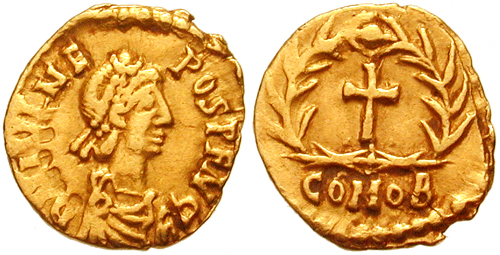
Tremissis des Julius Nepos

474 schloss das neue oströmische Herrscherkollegium Leon II. und Zenon ein foedus mit Geiserich, womit die vandalischen Angriffe auf Italien vorerst aufhörten und seine Position auch von Ostrom anerkannt wurde; allerdings wird der Vertrag auch teils in das Jahr 476 datiert. Julius Nepos sah sich derweil mit einer schwierigen Situation konfrontiert. Das Imperium hatte Hispanien inzwischen vollkommen an die Sueben und Westgoten verloren. In Gallien hatten Letztere Clermont-Ferrand belagert, wo der bereits erwähnte Sidonius Apollinaris die Verteidigung mit organisierte, und 471 die letzte größere weströmische Heeresabteilung unter Führung des Anthemiolus vernichtet. 473 fielen Arles und Marseille, die Goten stießen aber sowohl in der Auvergne als auch im spanischen Ebrotal auf erbitterten Widerstand. Den bereits faktischen Verlust der Auvergne erkannte der Kaiser 475 in einem Vertrag mit dem Westgotenkönig Eurich auch de iure an und zog den Heermeister Ecdicius aus Gallien ab. Die Abtretung zerstörte allerdings das gerade erst aufkeimende Vertrauensverhältnis zwischen dem Kaiser und der gallorömischen Aristokratie. Kurz darauf erhob sich der Heermeister Flavius Orestes, ein ehemaliger Hofbeamter Attilas, gegen Nepos, verjagte ihn aus Ravenna und setzte dafür seinen eigenen kleinen Sohn Romulus auf den weströmischen Thron. Die Römer gaben dem kleinen Kaiser den Spottnamen „Augustulus“ (kleiner Augustus). Es wurde immer offensichtlicher, dass das westliche Kaisertum nur noch einen Schatten früherer Macht darstellte und die Regierung in Ravenna allenfalls Italien selbst unter Kontrolle hatte.
476 erhob sich das italische Heer, das nun fast vollkommen barbarisiert war und Siedlungsland in Italien beanspruchte, unter Führung des Odoaker, Sohn des Skirenfürsten Edekon, gegen Orestes. Dieser wurde im August 476 geschlagen und getötet; Anfang September nahm Odoaker Ravenna ein. Der Sieger verhielt sich gegenüber Romulus aber großzügig: Er erlaubte ihm am 4. September 476 abzudanken und gewährte ihm eine Geldzahlung; womöglich ist dieser Romulus mit einer Person gleichen Namens identisch, die noch unter der Gotenherrschaft lebte. Odoaker, der auch den Königstitel annahm, machte sich nicht mehr die Mühe, einen neuen Westkaiser zu erheben, sondern sandte die kaiserlichen Insignien nach Konstantinopel, womit das westliche Kaisertum abgeschafft war. Der weströmische Hof und der Senat blieben hingegen bestehen. Odoaker bat (erfolglos) darum, vom dortigen Augustus zum patricius erhoben zu werden und regierte in der Tradition von Männern wie Ricimer. Er ließ weiter nach Konsularjahren datieren und prägte bis 480 Münzen mit dem Bildnis des Julius Nepos, danach mit dem Zenons. Trotzdem erreichte er nie die dauerhafte Anerkennung des oströmischen Kaisers. Dieser mobilisierte vielmehr die Rugier (die bereits unter ihrem König Flaccitheus um 470 ein eigenes Reich nördlich der Donau gegründet hatten) gegen den Usurpator, doch Odoaker vernichtete deren Reich im Jahr 487/88. Er vernachlässigte auch nicht die Sicherung Italiens, sein Feldherr Pierius sorgte für die Umsiedlung der römischen Bevölkerung des bedrohten Noricum nach Italien.
Das Jahr 476 gilt im kulturellen Gedächtnis oft als das „Ende Roms“. Diese Ansicht kann jedoch nur sehr bedingt Gültigkeit beanspruchen. Zum einen regierte der letzte anerkannte weströmische Kaiser, Julius Nepos, noch bis 480 im dalmatischen Exil. Zum anderen ist es fraglich, ob den Zeitgenossen die Bedeutung dieses „Epochendatums“ wirklich bewusst war. Denn die Idee des Gesamtreiches existierte weiter, nur war nun der Kaiser in Konstantinopel der einzig legitime Kaiser. In den folgenden zwei Jahrhunderten sollte es zudem nicht an Versuchen fehlen, das weströmische Kaisertum zu erneuern, und überdies blieb ja der westliche Hof mit seinen Ämtern ebenso wie die weströmische Regierung Italiens bestehen, nun eben ohne einen eigenen Augustus. Der ideelle Vorrang des oströmischen Kaisers wurde auch weiterhin jahrzehntelang von den germanischen Herrschern anerkannt und respektiert. Zwar scheint die Absetzung 476 nicht vollkommen spurlos an den Zeitgenossen vorbeigegangen zu sein, denn der Priester Johannes Rufus gibt eine Aussage des 477 verstorbenen Patriarchen Timotheos II. von Alexandria wieder, wonach Timotheos die Absetzung des Westkaisers als Strafe für das (aus Sicht des alexandrinischen Patriarchen) falsche christliche Bekenntnis des Papstes betrachtete; in einem Schreiben von Papst Felix an den Ostkaiser Zenon im Jahr 483 beklagt wiederum der Bischof von Rom, dass nur noch Zenon das kaiserliche Ornat trägt. Als Epochendatum genügt dies aber kaum.
Erst Marcellinus Comes, ein oströmischer Chronist, stellte um 520 das Jahr 476 als Enddatum des weströmischen Reiches dar. Diese Vorstellung übernahm er vielleicht aus einer anderen Quelle, sie spiegelt aber vor allem den östlichen Standpunkt um diese Zeit wider, jedoch kaum den der westlichen Senatsaristokratie, die auch das Ende des westlichen Kaisertums überstand: Zumindest in Italien und Südgallien waren die alten Eliten nach Ausweis der Quellen um 500 der Ansicht, nach wie vor in einem Römischen Reich zu leben. Offenbar propagierten die Ostkaiser erst um 520 die Vorstellung vom Untergang des Westreichs und betonten vor allem das Fehlen eines Westkaisers, um ihren eigenen Anspruch auf diese Gebiete begründen zu können. In der Forschung ist dieser Themenkomplex nach wie vor umstritten. Die traditionelle und bis heute populäre Vorstellung, die in das Imperium eingedrungenen Germanen seien für den Untergang des Römischen Reiches verantwortlich, ist in jedem Fall äußerst vereinfachend und wird heute von der Mehrheit der Experten abgelehnt. Vielmehr spielten mehrere Problemkomplexe eine Rolle. Umgekehrt spricht der Umstand, dass Ostrom das 5. Jahrhundert überstand, gegen die Annahme, das spätrömische System sei an grundsätzlichen strukturellen Problemen gescheitert, vielmehr müssen die Ursachen konkret in Westrom gesucht werden. Die in der älteren Forschung häufig anzutreffende These, mit der Absetzung des Romulus Augustulus das Ende der Antike anzusetzen, gilt heute jedenfalls zumeist als nicht mehr haltbar.
Sicher ist, dass der Zerfallsprozess des westlichen Imperiums, der spätestens mit dem Ende der theodosianischen Dynastie 455 einsetzte, seit dem Scheitern der Großoffensive gegen Geiserich 468 rapide an Tempo gewann. Die unterfinanzierte weströmische Armee, die durch die bereits im 4. Jahrhundert einsetzenden Bürgerkriege geschwächt war, war im 5. Jahrhundert nicht mehr in der Lage, die Verteidigung der Grenzen effektiv zu gewährleisten (wobei das Problem weniger in mangelnder Loyalität der Truppen als vielmehr in leeren Kassen und daher ausbleibenden Soldzahlungen bestand). Das gallische Feldheer etwa löste sich mit der Rebellion des Aegidius faktisch auf. Es gelang jahrzehntelang nicht, die eskalierenden Machtkämpfe und Bürgerkriege im Westreich unter Kontrolle zu bekommen, wodurch die Verteidigung der Grenzen vernachlässigt wurde, während der Spielraum für die foederati im Reich wuchs.
Westrom wurde nicht von „Barbaren“ überrannt und vernichtet. Es fiel vielmehr einem politischen Desintegrationsprozess zum Opfer, der mehrere Gründe hatte. Spätestens seit dem frühen 5. Jahrhundert nahm der politische Einfluss der hohen Militärs im Westreich derart zu, dass die Heermeister nun die wahre Macht ausübten. Neben dem Militär entglitten aber auch zusehends wichtige Provinzen (vor allem Africa, bald darauf aber auch große Teile Hispaniens und Galliens) der kaiserlichen Kontrolle. Andere Militärführer oder auch Anführer diverser gentes agierten währenddessen als Warlords auf eigene Rechnung und profitierten so von der politischen Erosion im Westreich. Der Verlust der reichen Provinzen Africa und Gallien hatte enorme steuerliche Einbußen für die weströmische Zentralregierung zur Folge. Vor allem der Verlust der für die Versorgung Roms lebenswichtigen Provinzen in Nordafrika konnte nicht mehr kompensiert werden; Ravenna ging daher das Geld für den Unterhalt der Truppen aus, was weitere Gebietsverluste zur Folge hatte.
Der Einflussbereich der weströmischen Regierung schmolz immer mehr dahin, bis nur noch das Kernland Italien (nebst dem Alpenraum) übrig blieb. Mit dem Verfall der kaiserlichen Macht stieg der Einfluss der weströmischen Heermeister; diesen mangelte es aber an Legitimität und Integrationskraft, so dass die Kette der Bürgerkriege nicht abriss. Am Ende waren die Ressourcen Westroms erschöpft, das Kaisertum selbst war vollends zu einem Spielball ehrgeiziger Generäle geworden, die sich auf ein eigenes Gefolge stützen konnten. Nachdem die Heermeister zunächst durch Schattenkaiser regiert hatten, zog Odoaker die im Grunde nur folgerichtige Konsequenz, ohne eigenen Kaiser zu regieren, da das westliche Kaisertum inzwischen eher destabilisierend wirkte. Als der oströmische Augustus Zenon schließlich im Jahr 488 ostgotische foederati unter dem Amaler Theoderich nach Italien sandte, um Odoaker zu entmachten, stützte sich der Gote Theoderich auf seine eigenen Krieger und bezog seine Autorität gleichermaßen aus seinem Amt als oströmischer patricius und magister militum wie aus seiner Position als gotischer rex.

### VomImperiumzuRegna: Die germanischen Reichsbildungen im Westen

#### Die Ostgoten in Pannonien und Italien
Die greutungischen Goten („Ostgoten“) waren von dem Hunneneinbruch um 375 mit am härtesten getroffen worden. Wenn sich auch einige Gruppen dem hunnischen Zugriff entziehen konnten, so geriet die Masse der Greutungen unter hunnische Herrschaft. Gotisch scheint sogar eine der Verkehrssprachen im Hunnenreich Attilas gewesen zu sein und mehrere gotische Namen (wenn wohl auch nicht originär benutzt) sind für Hunnen bezeugt. Als Anführer der unter hunnischer Herrschaft lebenden greutungischen Krieger erscheinen am Ende von Attilas Herrschaft drei Brüder: Valamir, Thiudimir und Vidimir aus dem Geschlecht der Amaler.
Hatten die sich nun formierenden Ostgoten – die Bezeichnung geht auf Jordanes bzw. Cassiodor zurück, wobei der in den Quellen auftauchende Name Ostrogothae später als geografische Bezeichnung umgedeutet wurde, ähnlich wie im Fall der Terwingen (Vesegothae = Westgoten) – zunächst in der Schlacht am Nedao 454 noch auf Seiten der Attilasöhne gekämpft, so wandten sie sich bald gegen ihre alten Herren und errichteten schließlich in Pannonien einen eigenen Herrschaftsraum. Dabei kam es zu Kämpfen sowohl mit oströmischen Truppen als auch mit anderen Barbarenstämmen. Der vorläufige Höhepunkt war mit dem Sieg der Ostgoten in der Schlacht an der Bolia 469 erreicht, in der sie eine Koalition aus Sueben unter Hunimund, Gepiden, Skiren und wohl auch Rugiern schlugen. Der Sohn Thiudimirs, Theoderich (der später „der Große“ genannt und als Dietrich von Bern zur Sagengestalt wurde) hatte einige Zeit als Geisel in Konstantinopel verbracht. Wieder nach Pannonien zurückgekehrt, wurde er von seinem Vater als Teilherrscher eingesetzt. Versuche, eine gehobene Position im Ostreich zu erlangen, scheiterten, nicht zuletzt weil ein anderer Ostgote, Theoderich Strabo, der Anführer der in Thrakien siedelnden gotischen Föderaten, von Kaiser Leon zum Heermeister ernannt worden war.
Wenngleich Leons Nachfolger Zenon den Amaler Theoderich als Gegengewicht aufbauen wollte, konnte sich Theoderich Strabo behaupten. Der Geschichtsschreiber Malchus von Philadelphia schildert in seinem (nur fragmentarisch erhaltenen) Geschichtswerk die Ereignisse recht ausführlich. 481 kam Theoderich Strabo jedoch bei einem Reitunfall ums Leben. Erst jetzt war der Weg für den Amaler Theoderich frei, der seine Gefolgschaft durch die Aufnahme von Kriegern aus den Reihen des Verstorbenen beträchtlich verstärken konnte. Er wurde nicht nur zum Heermeister ernannt, sondern durfte 484 sogar das prestigeträchtige Konsulat bekleiden. 487 kam es dennoch zur Konfrontation, die Zenon geschickt löste: Er beauftragte den Amaler, die Herrschaft Odoakers in Italien zu beenden; Theoderich wurde von ihm zum patricius ernannt und sollte demnach Odoaker als faktischen Regierungschef in Ravenna ablösen. Noch im Herbst 488 brachen die Ostgoten Theoderichs auf, wobei Teile jedoch zurückblieben und sich auch Rugier und andere wiederum dem Treck anschlossen. Im Spätsommer 489 erfolgte der Einbruch in Italien. Odoaker wurde mehrmals besiegt, zog sich aber in das schwer befestigte Ravenna zurück. 493 ergab sich Odoaker, nachdem ein Kompromiss ausgehandelt wurde, wonach er an der gotischen Herrschaft beteiligt werden sollte. Kurz darauf brach Theoderich jedoch sein Versprechen und tötete ihn unter einem fadenscheinigen Vorwand. Theoderich führte eine kurze, aber blutige Säuberung durch, die die gotische Herrschaft über Italien vorläufig sichern sollte.

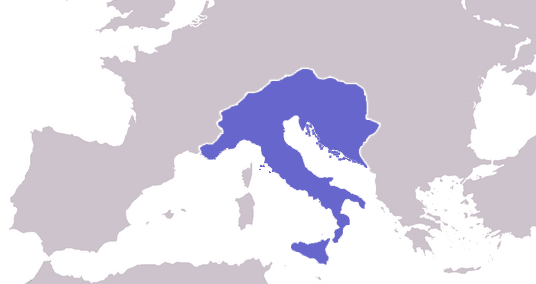
Maximale Ausdehnung des Ostgotenreiches in Italien und auf dem Balkan

Theoderichs Rechtsstellung – herrschte er formal als patricius et magister militum in der Tradition eines Ricimer, oder hat man ihn eher als König eigenen Rechts zu betrachten? – ist seit langem in der Forschung umstritten. In Italien betrieb er jedenfalls eine recht geschickte Ausgleichspolitik zwischen gotischen foederati und Italikern. Dabei nutzte er den hocheffizienten spätrömischen Verwaltungsapparat und überließ es dem vornehmen Römer Liberius, die Ansiedlung der Goten in Italien vorzunehmen. Diese schwierige Aufgabe erfüllte Liberius mit viel Fingerspitzengefühl, ohne dabei die bestehenden Besitzverhältnisse allzu stark zu belasten. Überhaupt zog Theoderich zahlreiche Mitglieder der alten senatorischen Führungsschicht heran, so etwa den bereits erwähnten Cassiodor, nicht zuletzt, um sie so für sich zu gewinnen. Andererseits achtete Theoderich auf eine Trennung zwischen Goten und Römern, um so die Identität des exercitus Gothorum (des gotischen Heeresverbands, der selbst freilich nicht homogen war) so weit wie möglich zu wahren. Belastet wurde das Verhältnis durch die Tatsache, dass die Goten arianische, die Bevölkerung Italiens jedoch katholische Christen waren. Theoderich förderte die spätantike Kultur im Ostgotenreich, wenngleich in seiner Regierungszeit auch der Philosoph Boethius hingerichtet wurde. Angesichts des Fortbestandes der meisten römischen Hof- und Verwaltungsämter (wie der referendarius) und des Senates argumentieren einige Forscher, Theoderich und seine Nachfolger hätten weniger über ein eigenes ostgotisches Reich geherrscht als vielmehr über den Rumpf des Weströmischen Reiches.
497/98 wurde Theoderich von Konstantinopel (nochmals) offiziell als „Statthalter“ des Kaisers anerkannt, später verschlechterten sich die Beziehungen jedoch wieder. Theoderich betrieb eine weitgespannte Bündnispolitik, in die auch die benachbarten regna eingebunden werden sollten. Letztendlich hatte diese Strategie jedoch keinen großen Erfolg, denn die Franken sollten 507 die Westgoten empfindlich schlagen und die Kontrolle über den Großteil des westgotischen Galliens erlangen, vor allem im Norden. Ostgotische Truppen besetzten daraufhin Teile Südgalliens, und 511 wurde Theoderich sogar als König der Westgoten anerkannt, wenngleich diese Verbindung mit seinem Tod wieder erlosch.

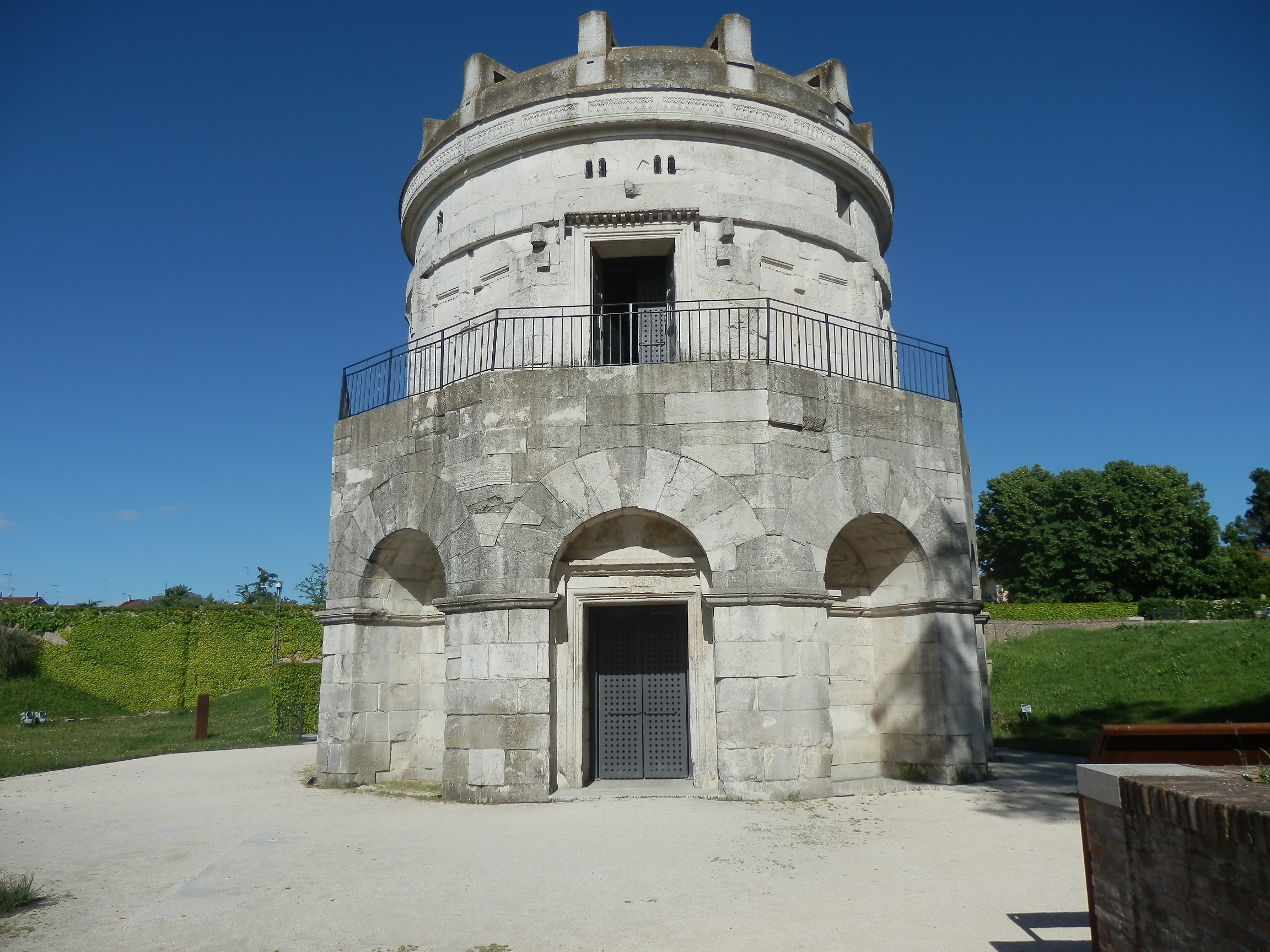
Das Grabmal Theoderichs des Großen in Ravenna

Nach dem Tod Theoderichs 526 begann eine Zeit der Thronkämpfe. Die amtierende Regentin Amalasuntha versuchte das belastete Verhältnis zu Konstantinopel zu entspannen. Die Opposition um ihren Vetter und Mitregenten Theodahad jedoch ließ sie 535 ermorden. Dies lieferte dem oströmischen Kaiser Justinian den willkommenen Vorwand, das Ostgotenreich anzugreifen. Sein General Belisar, der 533/34 bereits das Vandalenreich in Nordafrika zerschlagen hatte (siehe unten), eroberte Sizilien und Unteritalien. Der sich noch über Jahre hinziehende Gotenkrieg, für den Prokopios von Caesarea die wichtigste Quelle ist, führte zur Verwüstung weiter Landstriche Italiens und hatte den wirtschaftlichen Niedergang des vorher prosperierenden Landes zur Folge. Sogar die Franken mischten sich ein und fielen in Norditalien ein, wo sie schrecklich wüteten. Ein weiteres Zentrum der Kämpfe war die Stadt Rom, die mehrmals den Besitzer wechselte. Der hartnäckige Widerstand der Goten, die sich mehrmals neu sammelten (siehe etwa Totila), wurde erst 552 gebrochen, wenngleich sich einzelne gotische Widerstandsnester noch einige Zeit hielten. Doch auch anschließend kam das Land nicht zur Ruhe, denn bereits 568 fielen die Langobarden ein (siehe unten).

#### Das Westgotenreich

Das tolosanische Reich der Westgoten um das Jahr 500

Das Fundament für das Westgotenreich mit der Hauptstadt Tolosa (Toulouse), nach der die erste Phase dieses Reichs (418–507) auch Tolosanisches Reich genannt wird, bestand aus dem Föderatenland, das den Westgoten 418 in Aquitanien vom weströmischen Staat zugestanden wurde (siehe oben). In der Folgezeit versuchten die Westgoten immer wieder, ihr Einflussgebiet zu erweitern; sie folgten aber dem Aufruf des Aëtius, gegen die Hunnen zu kämpfen. Einen Einschnitt stellte die Regierungszeit Eurichs dar, der 466 durch Brudermord den Thron bestieg. Er brach 468 das foedus mit Westrom und betrieb eine weitaus expansivere Politik. Im Norden stießen die Westgoten bis zur Loire vor, im Süden unterwarfen sie bald den Großteil Hispaniens (bis auf das Königreich der Sueben im Nordwesten, das sich noch bis ins 6. Jahrhundert halten konnte). Im Osten gewannen sie mit dem Vertrag von 475 die Auvergne, nachdem sie bereits vorher die wichtigen Städte Arles und Marseille eingenommen hatten und 471 das letzte intakte römische Heer in Gallien zerschlagen worden war.
Bemerkenswert ist, wie sich die romanische Bevölkerung verhielt. In den Quellen wird erwähnt, dass in den gallischen Städten viele Männer sich die Haare lang wachsen ließen und Hosen trugen, also Kennzeichen der Barbaren übernahmen, was die weströmischen Kaiser in Krisenzeiten sogar Sklaven verboten hatten. Manche Römer traten in die Dienste der Westgoten und befehligten teils sogar westgotische Militärverbände. Da die Zahl der Westgoten (wie auch in den übrigen Reichen germanischer gentes) im Verhältnis zur romanischen Bevölkerung verschwindend gering war, verwundert diese Kooperationspolitik nicht. Der Arianer Eurich griff kaum in die bestehenden Besitzverhältnisse ein und führte auch keine religiösen Verfolgungen durch. Den Katholiken Südgalliens wurde lediglich die Einsetzung neuer Bischöfe untersagt, wohl um so eine Stütze des anti-gotischen Widerstands zu treffen.
Eurich starb 484, sein Sohn Alarich II. fiel 507 im Kampf gegen die expandierenden Franken unter Chlodwig (siehe unten). Infolge dieser Niederlage ging fast das gesamte gotische Gallien verloren, nur die Region um Narbonne (Septimanien) konnte gehalten werden, auch durch das Eingreifen der Ostgoten unter Theoderich dem Großen (siehe oben). Dies hatte eine vollständige Umorientierung der Westgoten nach Hispanien zur Folge, wo sie im 6. Jahrhundert Toledo zu ihrer neuen Hauptstadt machten (daher Toledanisches Reich). Im Rahmen der Restaurationspolitik des Kaisers Justinian besetzten die Oströmer um 550 auch Gebiete im Süden der Iberischen Halbinsel (Spania), wo sie sich bis zum frühen 7. Jahrhundert halten konnten. Die inneren Verhältnisse des Westgotenreichs waren von häufigen Konflikten zwischen verschiedenen um das Königtum kämpfenden Adelsfamilien bestimmt, während das Konfessionsproblem weiter bestehen blieb.

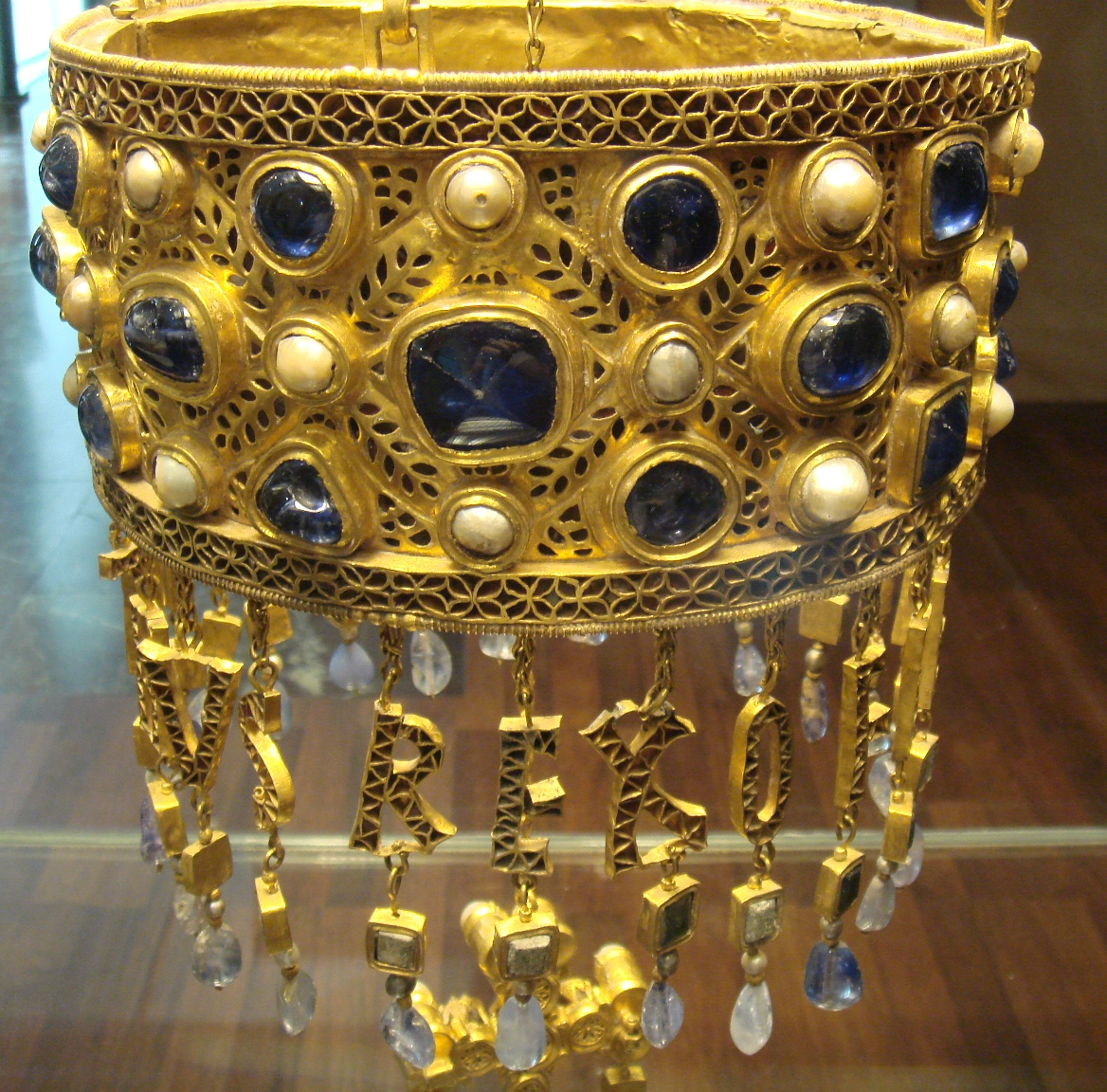
Die Votivkrone von König Rekkeswinth aus dem Schatz von Guarrazar

König Leovigild, ein bedeutender Herrscher, trieb die Rechtskodifizierung voran und unterwarf die Sueben. Er bemühte sich vergeblich um die Überwindung des religiösen Gegensatzes zwischen Arianern und Katholiken. Die Königsfamilie hielt am Arianismus fest, obwohl der größere Teil der Reichsbevölkerung katholisch war. Der Thronfolger Hermenegild trat zum Katholizismus über und rebellierte vergeblich gegen seinen Vater (allerdings möglicherweise nicht in erster Linie aus religiösem Grund). Erst Leovigilds jüngerer Sohn und Nachfolger Rekkared I. löste den Konflikt. Er konvertierte 587 zum katholischen Glauben und erreichte 589 auf dem 3. Konzil von Toledo den Übertritt der Westgoten. Die Herrschaft Leovigilds und Rekkareds war von maßgeblicher Bedeutung für das Westgotenreich. Zwar kam es nach Rekkareds Tod 601 weiterhin zu Rebellionen und Machtkämpfen zwischen rivalisierenden Adelsgeschlechtern, doch hatte sich das Westgotenreich in der Regierungszeit dieser beiden Herrscher konsolidiert. Kulturell erlebte das Reich ab dem späten 6. Jahrhundert eine Blütezeit, deren namhaftester Repräsentant Isidor von Sevilla war. In den Klosterschulen wurde weitaus mehr vom antiken Wissen bewahrt als etwa bei den Franken, wodurch das Westgotenreich eine beachtliche kulturelle Strahlkraft erlangte.
Das Ende für die Westgoten kam überraschend: Die an der Küste Nordafrikas zu Beginn des 8. Jahrhunderts westwärts vorrückenden muslimischen Araber und Berber (siehe Islamische Expansion) überquerten die Meerenge von Gibraltar (eventuell unterstützt von einem gewissen Julian) und vernichteten das Gotenheer König Roderichs in der Schlacht am Río Guadalete im Juli 711; der König selbst fiel in der Schlacht. Damit war der Untergang des Westgotenreichs besiegelt. Im Nordosten der Halbinsel leisteten die Goten noch bis etwa 719 Widerstand, den Reichsteil nördlich der Pyrenäen eroberten die Muslime 719–725. Die unterworfenen Westgoten arrangierten sich mit den neuen Herren und traten teilweise zum Islam über. Erst später rebellierten westgotische Adlige in Asturien, von wo aus die Reconquista eingeleitet wurde. Die Könige des neuen christlichen Königreichs Asturien sahen sich als Nachfolger der Westgotenkönige und erhoben damit Anspruch auf deren ehemaliges Herrschaftsgebiet.

#### Das Vandalenreich in Nordafrika
Das Vandalenreich in der römischen Provinz Africa (weitgehend deckungsgleich mit dem heutigen Tunesien und Teilen Algeriens sowie Libyens; außerdem gehörten die Balearen, Korsika und Sardinien zu ihrem Herrschaftsbereich) stellt eine Ausnahme in den germanischen Reichsgründungen im Westen dar. Zum einen verfügten die Vandalen nach der Eroberung Karthagos 439 über eine beachtliche Flotte, mittels derer sie den westlichen Mittelmeerraum weitgehend kontrollierten und sogar bis nach Griechenland vorstießen, zum anderen kam es in ihrem Herrschaftsbereich teilweise zu Verfolgungen der katholischen Mehrheitsbevölkerung, wenngleich sich dies meistens auf die Bischofsposten bezog. Die Vandalenkönige hielten an ihrem arianischen Christentum fest und waren stets um dessen Förderung und Ausbreitung bemüht (dies unterschied sie von den ebenfalls arianischen Ostgoten). Als der Nachfolger Geiserichs, Hunerich, die Besetzung des Bischofsstuhls von Karthago nach 20 Jahren Vakanz genehmigte, hatte er sich im Gegenzug in Konstantinopel versichert, dass dort arianische Gottesdienste gehalten werden durften. Es kam aber auch immer wieder zu Deportationen katholischer Geistlicher, über die wir vor allem durch das Werk des Victor von Vita informiert sind, der freilich manche Maßnahmen vielleicht etwas übertrieben dargestellt hat. Die Vandalenkönige gaben die Hoffnung offenbar nicht auf, doch noch zu einer Verständigung mit den Katholiken in ihrem Reich zu gelangen, denn im Februar 484 fanden Religionsgespräche statt, die aber ergebnislos verliefen. König Thrasamund, der hochgebildet war und die römische Kultur im Reich förderte, verlegte seine Bemühungen auf die argumentative Ebene, ohne dass ihm ein Durchbruch gelang (siehe auch Fulgentius von Ruspe). Die Spannungen blieben bestehen, dennoch gelang es den Oströmern bei ihrer Eroberung nicht, daraus wesentlich Kapital zu schlagen.
Außenpolitisch war das Vandalenreich nach der erfolgreichen Abwehr der gesamtrömischen Operation 468 gefestigt (siehe oben), vor allem nach der Anerkennung durch Ostrom drohte keine unmittelbare Invasionsgefahr. Fortan mussten sich die Vandalen vor allem um die Abwehr der „Mauren“ kümmern, also der einheimischen Berberstämme, die teils eigene kleinere Königreiche auf dem Boden der römischen Provinzen in Nordafrika gebildet hatten (u. a. Reich des Masties und Masuna um Altava), und zwar keineswegs immer im Gegensatz zu der romanisierten Bevölkerung. Anderseits zogen die Vandalenkönige, die den Titel rex Vandalorum et Alanorum („König der Vandalen und Alanen“) trugen und sich also bemerkenswerterweise nicht auch als Herrscher der nordafrikanischen Römer sahen, auch maurische Hilfstruppen heran, während sich die Schiffsbesatzungen vor allem aus Provinzialrömern rekrutierten. Wirtschaftlich und kulturell erfreuten sich die Vandalen, die viele der römisch-katholischen Großgrundbesitzer enteignet hatten (wenngleich keineswegs flächendeckend), der Annehmlichkeiten des reichen römischen Nordafrikas, welches unter der Herrschaft der Vandalen keineswegs verfiel, sondern weiterhin aufblühte. Der Handel florierte, die spätantike Bildung wurde in den Eliten weiter gepflegt. Die Vandalen genossen dabei offenbar den hohen römischen Lebensstandard und nutzten beispielsweise die Theater und den römischen Circus. Der von den Quellen teils erhobene und von der älteren Forschung oft übernommene Vorwurf, die Vandalen seien dadurch verweichlicht worden, entbehrt allerdings nach Ansicht der meisten heutigen Historiker jeder Grundlage.
Das Ende des Vandalenreichs begann mit der Usurpation Gelimers, der den mit Ostrom sympathisierenden König Hilderich 530 gestürzt hatte. Wohl recht zögerlich ergriff der oströmische Kaiser Justinian I. im Jahr 533 die Gelegenheit, um zu intervenieren. Aus dem Bericht des Prokopios wissen wir, dass in Konstantinopel etwa der praefectus praetorio Johannes der Kappadokier mit der Entscheidung des Kaisers nicht einverstanden war, da er die Aktion als zu großes Risiko empfand. Schließlich wurde dennoch ein relativ kleines Invasionsaufgebot unter dem magister militum Belisar in Marsch gesetzt, das zunächst nur die Wiedereinsetzung Hilderichs erreichen sollte. Gelimer ließ diesen aber töten. Belisar landete mit knapp 15.000 Mann und errang in den Schlachten von Ad Decimum und Tricamarum (Ende 533) überraschend den Sieg über Gelimer, der vorher ein Aufgebot von 5000 Elitesoldaten zur Niederschlagung einer Revolte nach Sardinien in Marsch gesetzt hatte. Gelimer flüchtete zwar, wurde aber bald darauf gefangen genommen und nach Konstantinopel gebracht, wo er am Triumphzug teilnehmen musste, ansonsten aber ein angenehmes Leben auf einem Landgut führen durfte. Vandalische Truppen wurden in das kaiserliche Heer eingereiht und dienten in den Kämpfen Justinians gegen die Perser (siehe Römisch-Persische Kriege). Das Vandalenreich wurde wieder römisch und blieb dies bis zur Eroberung durch die Araber in der zweiten Hälfte des 7. Jahrhunderts.

#### Das Frankenreich
Viele Franken, ein Zusammenschluss verschiedener germanischer Stämme, waren 358 in Toxandrien angesiedelt worden, das im heutigen Flandern liegt. Das römisch-fränkische Verhältnis war recht stark von militärischen Konfrontationen geprägt, wenngleich fränkische Gruppen auch teils als römische Verbündete bzw. foederati agierten. 388 verwüsteten Franken die Region um Köln, wurden aber von römischen Truppen zurückgeschlagen (siehe Gennobaudes, Marcomer, Sunno). Auch Stilicho ging gegen fränkische Krieger vor, die sich dann 407 gemäß ihrem Föderatenvertrag den eindringenden Vandalen, Alanen und Sueben entgegenstellten, aber geschlagen wurden. In den nächsten Jahren nutzten fränkische Gruppen die wirre Lage in Gallien aus und expandierten, allerdings nicht unter einheitlicher Führung, im Mosel- und Niederrheingebiet; sie wurden erst vom Heermeister Aëtius gestoppt, der mit mehreren fränkischen reges neue foedera schloss. Im Bündnis mit Aëtius vollzogen sich so wohl auch die Anfänge merowingischer Reichsbildung in Nordostgallien. Nach dem Tod des Aëtius gingen Franken unter Ausnutzung innerrömischer Konflikte in größerer Zahl über den Rhein, unter anderem wurde Mainz gebrandschatzt; später folgten Köln und (wohl erst in den 480er Jahren) Trier. Der Norden Galliens zersplitterte in der Folgezeit in eine Reihe kleinerer fränkischer Herrschaftsräume, während der Süden von Westgoten, Burgunden und schließlich Ostgoten (in der Provence) kontrolliert wurde.

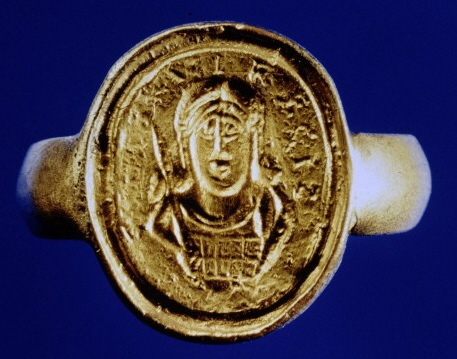
Siegelring mit dem Bildnis Childerichs I. und Aufschrift CHILDIRICI REGIS

Der in Tournai residierende salfränkische Kleinkönig bzw. warlord Childerich I., dessen prachtvoll geschmücktes Grab 1653 entdeckt wurde, half vermutlich dem römischen Feldherrn Aegidius, der sich gegen den Heermeister Ricimer und dessen Marionettenkaiser Libius Severus erhoben hatte, die Westgoten abzuwehren. Allerdings wird in der Forschung ebenfalls vermutet, dass beide Rivalen im Hinblick auf die Kontrolle der Reste der letzten weströmischen Armee in Gallien (dem exercitus Gallicanus) gewesen sind.
Childerich kämpfte, vielleicht mit dem römischen Befehlshaber Paulus, gegen sächsische Plünderer, die in Gallien eingefallen waren und von einem gewissen Adovacrius angeführt wurden. Allerdings sind die Details unklar; auch ein grundsätzliches Rivalitätsverhältnis zwischen Franken und Gallorömern ist durchaus möglich. Aegidius errichtete im Raum von Soissons einen eigenen Herrschaftsbereich, nach seinem Tod folgte ihm nach kurzer Zeit sein Sohn Syagrius (siehe oben). Mit Childerich wird auch das fränkische Geschlecht der Merowinger historisch wirklich fassbar, die in der Folgezeit die fränkische Expansion sehr erfolgreich vorantrieben. Childerichs Sohn Chlodwig vernichtete die fränkischen Kleinreiche Ragnachars und Chararichs und konnte so die meisten fränkischen Krieger unter seiner Herrschaft vereinen. 486/87 eroberte Chlodwig das Reich des Syagrius, woraufhin sich ihm die verbliebenen römischen Soldaten in Nordgallien angeschlossen zu haben scheinen. 507 wurden von ihm die Westgoten in der Schlacht von Vouillé besiegt und fast ganz aus Gallien verdrängt; nur die Mittelmeerküste blieb vorläufig gotisch. Gegen alamannische Gruppen, die nach dem Zusammenbruch der römischen Herrschaft in Gallien über den Rhein drängten und weiter östlich bis nach Noricum vorstießen, ging Chlodwig ebenfalls vor (vielleicht in zwei Alamannenkriegen). Mit den Burgunden ging er ein Bündnis ein und heiratete eine burgundische Prinzessin. Chlodwig war ursprünglich wohl Heide (eine Minderheit von Forschern nimmt aber mit Ian Wood an, er sei Arianer gewesen), trat jedoch zu einem nicht näher bestimmten Zeitpunkt (wahrscheinlich aber eher gegen Ende seiner Herrschaft) zum Christentum über. Entscheidend war, dass er sich dabei für das katholische Bekenntnis entschied und somit Probleme vermied, die sich bisweilen in den anderen regna zwischen den nichtrömischen Kriegern und der römischen Zivilbevölkerung ergaben. Das geschickte, aber auch skrupellose Vorgehen Chlodwigs sicherte den Franken eine beherrschende Stellung in Gallien und legte das Fundament für die erfolgreichste germanisch-romanische Reichsgründung, wobei Chlodwig noch heute oft (und völlig anachronistisch) als Gründer Frankreichs gefeiert wird.

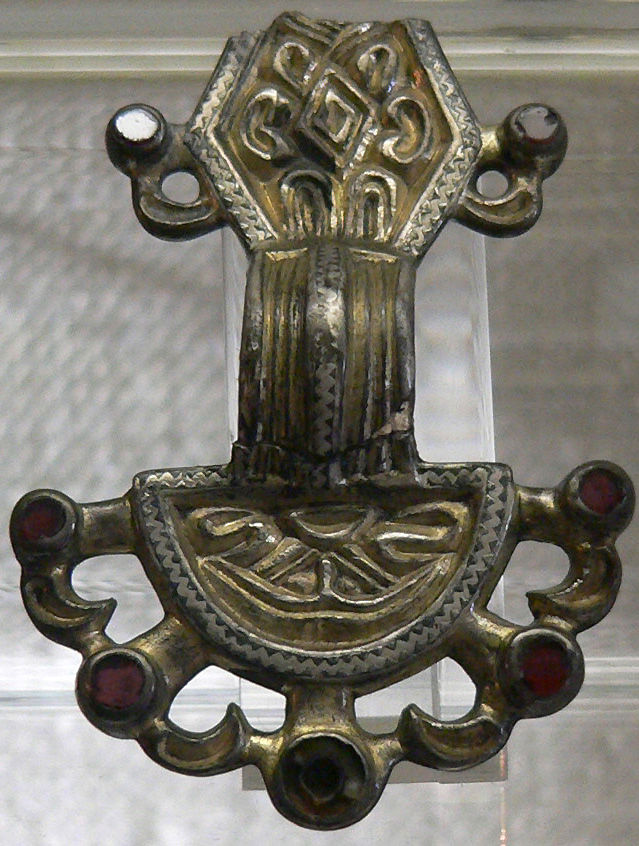
Merowingische Fibel

Nach Chlodwigs Tod im Jahre 511 wurde die Herrschaft im Reich nach römischem Vorbild unter seinen Söhnen aufgeteilt, was jedoch keine Auswirkung auf den Einheitsgedanken hatte. Die Franken setzten in der Folgezeit ihre aggressive Expansionspolitik fort: 531 vernichteten sie das Thüringerreich, 534 wurde das Burgundenreich erobert und in das Frankenreich integriert; die Ostgoten zwang man, als diese von Ostrom angegriffen wurden, wenig später zur Übergabe der gallischen Mittelmeerküste. Theudebert I. intervenierte sogar in Oberitalien und soll sogar daran gedacht haben, gegen Konstantinopel zu marschieren. Offenbar strebte er eine kaisergleiche Stellung an und dokumentierte sein Selbstverständnis unter anderem durch die Prägung von Goldmünzen mit seinem Namen, ansonsten ein Vorrecht des römischen Kaisers. Um 560 war das Reich noch einmal unter einem einzigen rex geeint, danach für viele Jahrzehnte nicht mehr. 
Im Inneren zogen die Franken die gallorömische Oberschicht und Bischöfe (siehe auch Bischofsherrschaft) für Verwaltungsaufgaben heran und nutzten auch das System der vor allem (nicht nur) in Südgallien verbreiteten römischen civitates. Von vielen Galloromanen wurde die fränkische Herrschaft denn auch nicht als drückend empfunden. Der aus einem alten Senatorengeschlecht stammende Gregor von Tours, dessen Geschichtswerk eine wichtige Quelle für diese Zeit darstellt, bemühte sich sogar, die fränkische Geschichte in Einklang mit der römischen zu bringen, und verstand sich selbst als Untertan sowohl der Merowinger als auch der oströmischen Kaiser. Vieles spricht dafür, dass man in Chlodwig keinen germanischen Eroberer zu sehen hat, sondern einen Verteidiger der römischen bzw. romanischen Gallia, der nach dem Kollaps der weströmischen Regierung das Machtvakuum füllte. Einige Historiker plädieren daher aufgrund der vielfältigen Kontinuitäten dafür, die gesamte Merowingerzeit noch zur Spätantike zu zählen.
Die Merowinger sollten ab der Mitte des 7. Jahrhunderts allerdings nur noch formal regieren, nachdem die reges in ähnlicher Weise entmachtet worden waren wie einst die weströmischen Kaiser. Die wirkliche Macht lag nun offenbar zumeist bei den Hausmeiern, was schließlich 751 zur Ablösung der Merowinger durch die Karolinger führte.

#### Das Burgundenreich

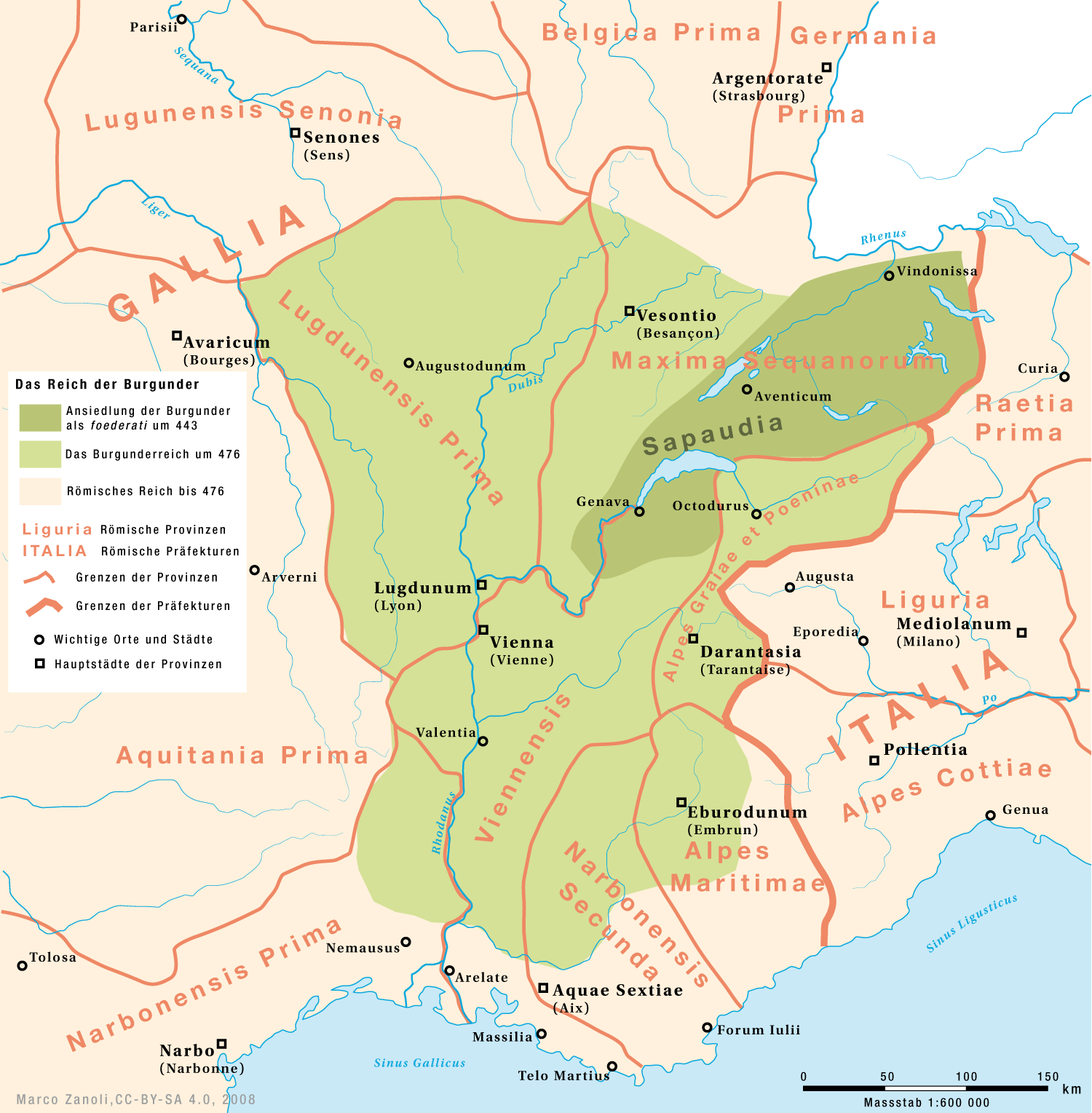
Das Burgundenreich

Nachdem das Reich der Burgunden am Mittelrhein 436 vom weströmischen Heermeister Aëtius zerschlagen und ihre Überreste 443 in der Sapaudia angesiedelt worden waren, errichteten sie als römische Föderaten in der Region am Genfersee ein neues Reich. Das Verhältnis der Burgunden zur weströmischen Regierung war ambivalent, wenngleich die Burgundenkönige stets auf ihre Legitimation bedacht waren. Anders als viele andere germanische Föderaten hielten sich die Burgunden jedoch im Grundsatz an ihre vertraglichen Verpflichtungen und stellten sich mehrfach Invasoren entgegen. Burgundische Truppen kämpften unter Aëtius gegen die Hunnen und beteiligten sich beispielsweise an der Offensive gegen die Sueben in Hispanien in den 450er Jahren. 457 nahmen die Burgunden, die wirren Verhältnisse in Gallien nach dem Tod des Aëtius ausnutzend, Lyon samt der umliegenden Region ein. Im Jahr darauf räumten sie die Stadt, die erst 469 endgültig in ihren Besitz überging und fortan als Hauptresidenz der Burgundenkönige diente. In der Auvergne kämpften sie, wieder im römischen Auftrag, gegen die Westgoten. In den 470er und 480er Jahren führten sie Krieg gegen die Alamannen. Unter König Gundobad, der in der Zeit vor seiner Thronbesteigung weströmischer Heermeister war und ein Bündnis mit den Franken einging, reichte das Burgundenreich im Süden fast bis ans Mittelmeer, im Nordosten wohl in die Region des Bodensees.
Mit der Errichtung des Föderatenreichs in der Sapaudia nahm der Romanisierungsprozess der Burgunden zu, die Burgundenkönige erlaubten sogar das conubium, also die Heirat zwischen Burgunden und Provinzialrömern. Die überraschend große Anpassungsfähigkeit der Burgunden ist wohl ein Grund dafür, dass fast keine burgundischen Selbstzeugnisse überliefert sind und die Assimilierung der ohnehin nur sehr geringen burgundischen Bevölkerung sehr schnell verlief. Die gallorömische Führungsschicht, die sich mit den Burgunden arrangierte (siehe etwa Avitus von Vienne, wenn sich auch der Gallorömer Sidonius Apollinaris abfällig über die „stinkenden Barbaren“ äußerte), sah in ihnen offenbar einen Garanten der bestehenden Ordnung, wobei die burgundische Landnahme eher schleichend verlief. Erst nach der Absetzung des weströmischen Kindkaisers Romulus Augustulus 476 übernahm der Burgundenkönig in diesem Raum auch alle Herrschaftsrechte. Wahrscheinlich um sich gegenüber seinen römischen Untertanen legitimieren zu können, ließ er sich aber vom oströmischen Kaiser seinen Rang als magister militum bestätigen. Ein markantes Merkmal der burgundischen Königsherrschaft war im Erbfall die Ausstattung anderer Familienmitglieder mit eigenen Herrschaftsräumen, ohne dass die Herrschaft dabei geteilt wurde; neben Lyon fungierten Genf und Vienne als Residenzen. Als eine wichtige Quelle dient die Lex Gundobada, die wichtige Einblicke in die Binnenstruktur des Reiches erlaubt.
Religionspolitisch gab es im Burgundenreich keine erkennbaren Streitigkeiten zwischen Arianern und Katholiken, obwohl die Burgunden das Christentum in arianischer Konfession angenommen hatten. Das Königshaus scheint aber recht bald zum Katholizismus tendiert zu haben. Ohnehin ist nicht für alle burgundischen Könige bezeugt, dass sie Arianer waren, wenngleich sie die Kirchenhoheit über die arianische Kirche in ihrem Reich beanspruchten.
In den 20er Jahren des 6. Jahrhunderts begannen die merowingischen Franken mit der Eroberung Burgunds, das dann 534 im fränkischen regnum aufging. Dem Namen „Burgund“ hingegen blieb eine erstaunliche Wirkungsgeschichte durch die Jahrhunderte beschieden.

#### Die Angeln, Sachsen und Jüten in Britannien
Mit dem Abzug der letzten Einheiten des Feldheeres zu Beginn des 5. Jahrhunderts war die römische Provinz Britannien den Angriffen der Pikten und Skoten fast schutzlos ausgesetzt (siehe oben). Das Feldheer hatte die Insel unter Konstantin III. wohl vollständig geräumt, es ist aber schwer vorstellbar, dass nicht zumindest ein Minimum an Garnisonstruppen zurückgelassen worden ist, da die Insel als Ganzes 407/8 nicht aufgegeben wurde. Die wenigen Verbände dürften sich erst im Laufe der Zeit aufgelöst haben, als die Insel faktisch sich selbst überlassen wurde, weshalb es 409 in Britannien zum Aufstand kam. Die römische Verwaltungsordnung brach nach und nach zusammen, an ihrer Stelle übernahmen regionale Autoritäten die Verteidigungsaufgaben. Anschließend wurden die Verwaltungsaufgaben von den wenigen civitates (Britannien war wesentlich weniger stark urbanisiert als andere Provinzen) übernommen. Der heidnische Historiker Zosimos, der um 500 eine Neue Geschichte verfasste und seiner Vorlage Olympiodoros von Theben folgte, berichtet sogar, dass Kaiser Honorius den civitates Britanniens mitgeteilt habe, sie sollen sich zukünftig selbst verteidigen. Jedenfalls bestellte die weströmische Regierung in Ravenna keine neuen Magistraten für die Insel, Bischof Germanus von Auxerre besuchte Britannien jedoch noch 429 und 444. Ein letzter Hilferuf der britischen Römer um das Jahr 446 an den Heermeister Aëtius ist im Werk des Gildas über den „Niedergang Britanniens“ überliefert:

„Die Barbaren treiben uns ins Meer, das Meer treibt uns zu den Barbaren zurück; so ertrinken wir oder werden niedergemetzelt.“

Aufgrund der überaus schlechten Quellenlage sind die nachfolgenden Ereignisse in Britannien nur in Grundzügen bekannt: Um der Gefahr durch barbarische Stämme entgegentreten zu können, hatten die Römer in Britannien wohl irgendwann zwischen 410 und 440 sächsische Föderaten zur Hilfe gerufen (einige Forscher, etwa Guy Halsall, vermuten allerdings, dies sei schon früher erfolgt). Die Sachsen hatten bereits im 3. Jahrhundert als Seeräuber den Römern Schwierigkeiten bereitet, nun wurden sie als Verbündete aufgenommen. Bald jedoch erhoben sie sich (aus nicht genau bekannten Gründen) gegen die Römer – gallische Chroniken legen nahe, dass dies um 440 geschah. Auch Jüten und Angeln kamen nun auf die Insel und setzten sich dort fest (siehe Angelsachsen). Allerdings hat die archäologische Forschung nachweisen können, dass Germanen aus dem heutigen Norddeutschland und dem südlichen Dänemark bereits Ende des 4. Jahrhunderts in kleiner Zahl in das römische Britannien eingesickert waren und die Landnahme eher schleichend verlief, zumal die Germanen kaum in größerer Zahl nach Britannien übersetzten. Jüngste Untersuchungen legen nahe, dass sich viele romanisierte Kelten auf die Seite der siegreichen germanischen Neuankömmlinge schlugen und deren Sprache und Lebensweise übernahmen.

Britannien um 600

Laut dem im 6. Jahrhundert schreibenden Chronisten Gildas war ein „hochmütiger Tyrann“ (superbus tyrannus) dafür verantwortlich gewesen, dass die Römerstädte Britanniens die Sachsen ins Land gerufen hatten. Laut dem im 8. Jahrhundert schreibenden Kirchenhistoriker Beda Venerabilis waren die Sachsen vom romano-britischen Herrscher Vortigern als Söldner angeheuert worden und mit drei Schiffen unter dem Brüderpaar Hengest und Horsa an der Küste Britanniens gelandet. Diese Art von Herkunftssagen (siehe Origo gentis) sind auch bei den Goten oder Langobarden verbreitet, historische Berichte über Britannien aus dieser Zeit sind hingegen kaum überliefert. Dennoch zeigen die wenigen Quellen, dass es keineswegs zu einem vollständigen Zusammenbruch der zivilen Ordnung gekommen war. Vielmehr entstanden vor und nach der sächsischen Invasion römisch-britische Kleinkönigreiche, die Forschung spricht von Sub-Roman Britain, die den Angelsachsen Widerstand leisteten. Den germanischen Heerführern standen also zunächst romano-keltische gegenüber. In diesen Zusammenhang ist auch die Schlacht von Mons Badonicus einzuordnen, die wohl um 500 stattfand und in der eine Koalition der römischen Briten unter einem historisch faktisch nicht fassbaren Ambrosius Aurelianus (siehe Artussage) siegte. Der Sieg hatte wohl einen vorläufigen angelsächsischen „Siedlungsstopp“ zur Folge. Dennoch wurden die Briten schließlich in die Randregionen der Insel abgedrängt, etwa in den Norden sowie nach Wales und Südwestengland; Teile der Bevölkerung flohen auf das Festland nach Aremorica, in die heutige Bretagne. Die Angelsachsen selbst operierten unter keiner einheitlichen Führung und führten auch untereinander Krieg. Erst im 7. Jahrhundert bildeten sie größere Königreiche (siehe Heptarchie), die bis zum Wikingereinfall im 9. Jahrhundert bestehen blieben.
Britannien, dem aufgrund der geografischen Lage eine Sonderrolle im Rahmen der Völkerwanderung zukommt, erlebte eine gewisse „Barbarisierung“, die lateinische Sprache wurde immer weniger gepflegt. Die letzten lateinischen Inschriften wurden im 6. Jahrhundert in Wales gesetzt. Der Archäologe Bryan Ward-Perkins ist sogar der Ansicht, dass der Lebensstandard auf der Insel auf prähistorisches Niveau zurückfiel. Auch das Christentum auf der Insel erlebte wohl einen Rückschlag, wenngleich viele Details aufgrund der mangelhaften Quellenlage umstritten sind: Einerseits scheint die Mission Irlands noch im 5. Jahrhundert von Britannien ausgegangen zu sein, andererseits musste Papst Gregor der Große um 600 christliche Missionare ins heutige England (Canterbury) entsenden. Wichtige religiös-kulturelle Impulse sollten seither vor allem von Irland ausgehen. Der Christianisierung der Angelsachsen durch die irischen Missionare sollte erst im 7. Jahrhundert der Durchbruch gelingen.

#### Die Langobarden in Italien und das Ende der Völkerwanderung
Der Ursprungsmythos der Langobarden (Origo gentis) ist in der sogenannten Origo Gentis Langobardorum überliefert. Demnach hatte der Gott Wodan den Langobarden einst zum Sieg über die Vandalen verholfen, während sie selbst angeblich aus Skandinavien stammten. Wie so oft bei derartigen Quellen sind kaum historische Bezüge zu rekonstruieren. Im 1. und 2. Jahrhundert sind Langobarden jedoch durch römische Quellen an der unteren Elbe bezeugt, ansonsten werden sie wenig erwähnt, und auch die archäologische Forschung erlaubt es nicht, ihre Wanderwege zu rekonstruieren. Wahrscheinlich zogen langobardische Gruppen bis zum 5. Jahrhundert die mittlere Elbe entlang nach Böhmen. Um 500 geraten sie in das Blickfeld der spätantiken Historiografie, nachdem sie um 488 das verlassene Rugiland in Besitz genommen hatten. Paulus Diaconus, der im 8. Jahrhundert mit sener Historia Langobardorum eine Geschichte der Langobarden auf Grundlage älterer Quellen verfasste (siehe Secundus von Trient), berichtet davon, dass die Langobarden damals den Herulern tributpflichtig wurden, sie dann aber besiegen konnten.

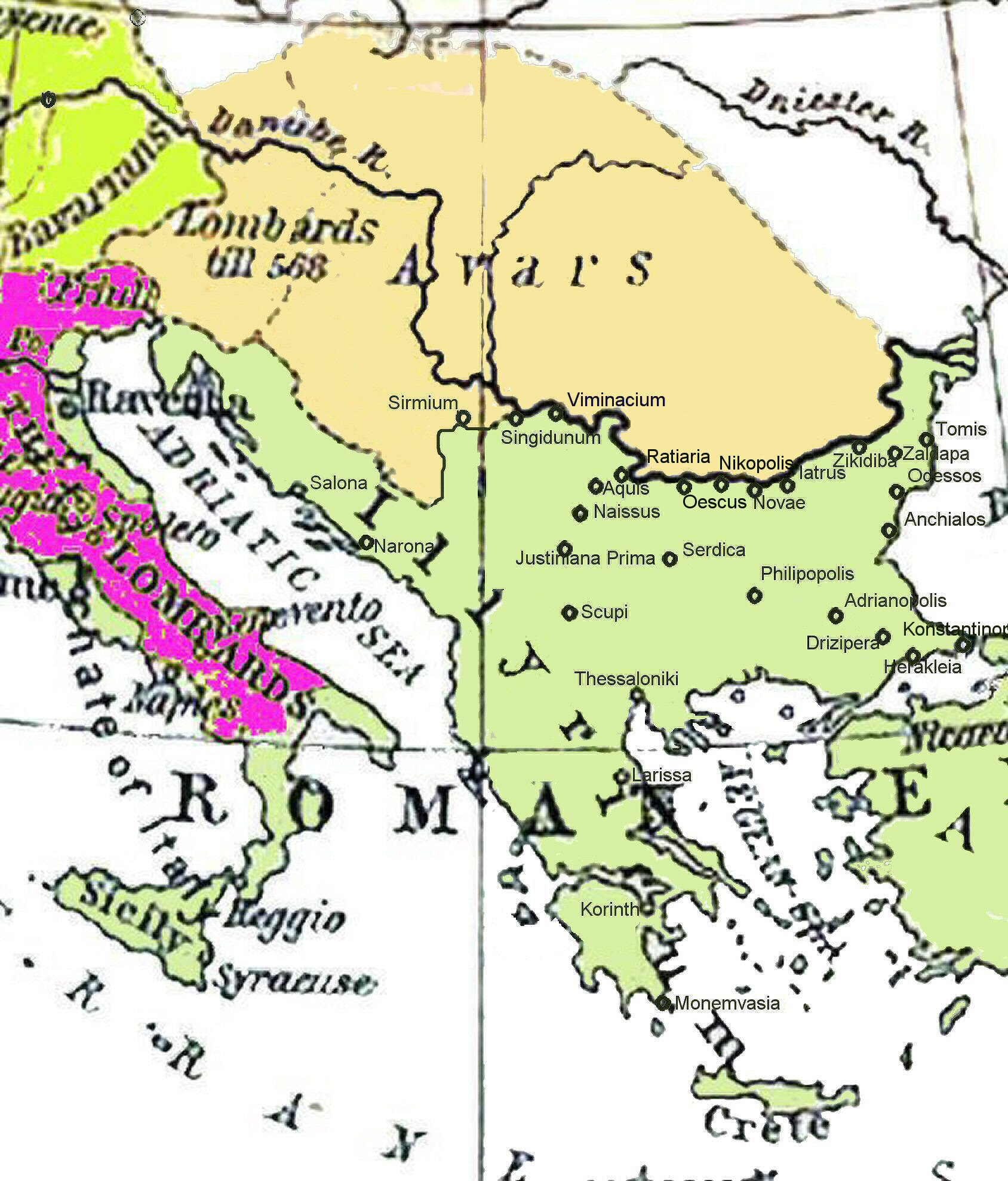
Das Reich der Awaren

Die Langobarden kamen nun in Kontakt mit Ostrom. Im Zusammenhang mit dem Gotenkrieg Justinians ging der langobardische rex Audoin, der mit seinem Kriegerverband zuvor ehemals ostgotische Besitzungen in Pannonien erobert hatte, ein Bündnis mit dem Kaiser in Konstantinopel ein. Dies war für beide Seiten von Vorteil, da die Römer Truppen benötigten, um den ostgotischen Widerstand in Italien zu brechen, während die Langobarden wiederum Rückendeckung gegen die expansiven Gepiden erhielten. 552 ging der oströmische General Narses nach Italien, wobei ihn einige Tausend langobardische foederati unter Alboin, dem Sohn Audoins, begleiteten. Narses sah sich allerdings gezwungen, die angeblich völlig undisziplinierten Langobarden zurückzuschicken, kurz darauf triumphierte Alboin über die Gepiden. Paulus Diaconus berichtet von einer eher legendär als historisch anmutenden Episode, wonach Alboin den Sohn des Gepidenkönigs getötet und anschließend, um den Frieden wiederherzustellen, sich allein zum Gepidenkönig Turisind begeben haben soll. Der um 560 an die Macht gelangte Alboin plante nun die Vernichtung des Gepidenreichs. Zu diesem Zweck schloss er ein Bündnis mit den Awaren, einem erst kurz zuvor in Ostmitteleuropa aufgetauchten Reitervolk aus Zentralasien, das bald darauf im Donauraum ein mächtiges Reich errichtete und sogar das Oströmische Reich bedrängte. 567 schlug Alboin die Gepiden, ohne dass die Awaren überhaupt eingreifen mussten. Den Gepidenkönig Kunimund tötete Alboin eigenhändig, wobei er aus dem Schädel des Toten angeblich einen Trinkbecher anfertigen ließ. Alboin heiratete Rosamunde, die Tochter des Gepidenkönigs, die später offenbar an Alboins Ermordung beteiligt war.
Die alte Annahme, die Langobarden hätten nun vor den Awaren fliehen müssen, wird heute zumeist abgelehnt. 568 nutzte Alboin vielmehr seine gestärkte Position und zog mit den Langobarden und Teilen anderer gentes aus dem Karpatenraum (der von Herwig Wolfram treffend als gentiler Ballungsraum charakterisiert wurde) nach Norditalien. Trotz der Verheerungen durch den Gotenkrieg bot die alte Kernprovinz des Imperiums immer noch die verlockende Aussicht auf reiche Beute und war für Alboin, der seinen Männern Beute verschaffen musste, daher attraktiv. Die Erzählung, die Langobarden seien von Narses, der sich inzwischen mit dem Kaiser überworfen hatte, herbeigerufen worden, ist hingegen nach Ansicht vieler Forscher als unhistorisch anzusehen. Die oströmische Gegenwehr war schwach, zumal ohnehin nur noch relativ wenige Truppen in Italien standen. Mehrere Städte, darunter Mailand, ergaben sich. Pavia hingegen öffnete erst nach dreijähriger Belagerung die Tore und wurde zur Hauptresidenz der Langobarden. Selbstständig operierende Kriegergruppen stießen sogar nach Süditalien und auf fränkisches Gebiet vor. Ravenna, Rom und die Seestädte wie Genua konnten sich hingegen halten und blieben vorerst unter kaiserlicher Kontrolle. In den Quellen wird die angebliche Brutalität der teils heidnischen, teils arianischen Langobarden betont; mehrere Großgrundbesitzer flohen von ihren Gütern. In Cividale del Friuli hatte Alboin bereits kurz nach Beginn der Invasion ein Dukat unter Leitung seines Neffen, des dux Gisulf, eingerichtet. Das Dukat war offensichtlich an das spätrömische Militärsystem angelehnt, und tatsächlich verband Alboin das bestehende Verwaltungssystem mit der bisherigen langobardischen Militärordnung der farae. Diese Form der Herrschaftsorganisation sollte bald prägend für die Langobarden werden, zumal nach der Ermordung Alboins 572 die zentrale Königsmacht ohnehin bald verfiel.

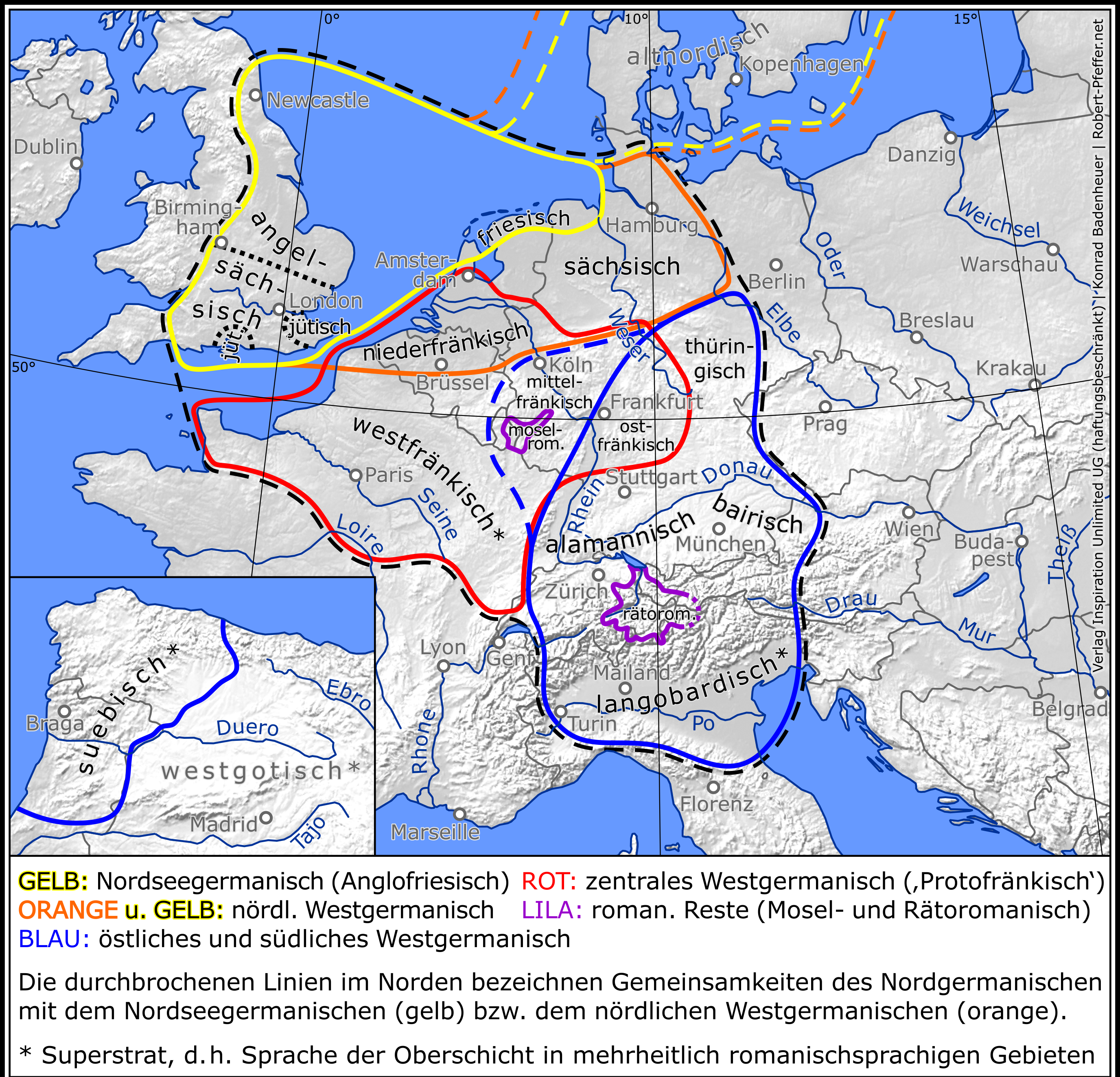
Das westgermanische Sprachgebiet um 580 n. Chr. mit langobardischer Präsenz in Norditalien

Die langobardische Reichsgründung von 568 war die letzte von überwiegend germanischen Kriegern getragene Herrschaftsbildung der Spätantike auf weströmischem Boden und markiert nach traditioneller Ansicht das Ende der großen Völkerwanderungszeit. Damit war die Genese der frühmittelalterlichen politische Konstellation West- und Mitteleuropas weitgehend abgeschlossen, denn etwa um diese Zeit lassen sich auch die Bajuwaren erstmals nachweisen. Wenig später drangen die Slawen in viele einstmals germanische Gebiete sowie auf den römischen Balkan vor, wo sie sich nach 580 dauerhaft niederließen (siehe Landnahme der Slawen auf dem Balkan).
Der nur locker organisierte langobardische Herrschaftsraum in Oberitalien sowie in Benevent und Spoleto zersplitterte nach dem Tod Alboins in mehrere Dukate, die fortan ihre eigene Politik betrieben. In der Folgezeit kam es immer wieder zu Konflikten mit den Oströmern bzw. Byzantinern, die sich in Mittel- und Unteritalien längere Zeit halten konnten. Erst den Königen Authari und Agilulf gelang es, dem Königtum wieder zu neuer Autorität zu verhelfen. Im Laufe des 7. Jahrhunderts expandierte das Reich nochmals, und die Langobarden gaben schließlich auch ihr arianisches Bekenntnis auf. Liutprand, der 712 den Thron bestieg, war Katholik und konnte seine Macht sogar gegenüber den duces von Spoleto und Benevent zur Geltung bringen. Das Ende für das Langobardenreich kam mit der Eroberung durch die Franken 774 unter Karl dem Großen. Ideell wirkte ihr regnum jedoch auch im Heiligen Römischen Reich nach, wie die Krönung mehrerer römisch-deutscher Könige mit der „Krone der Langobarden“ zeigt. Der Name Lombardei erinnert bis heute an sie.

## Ausblick

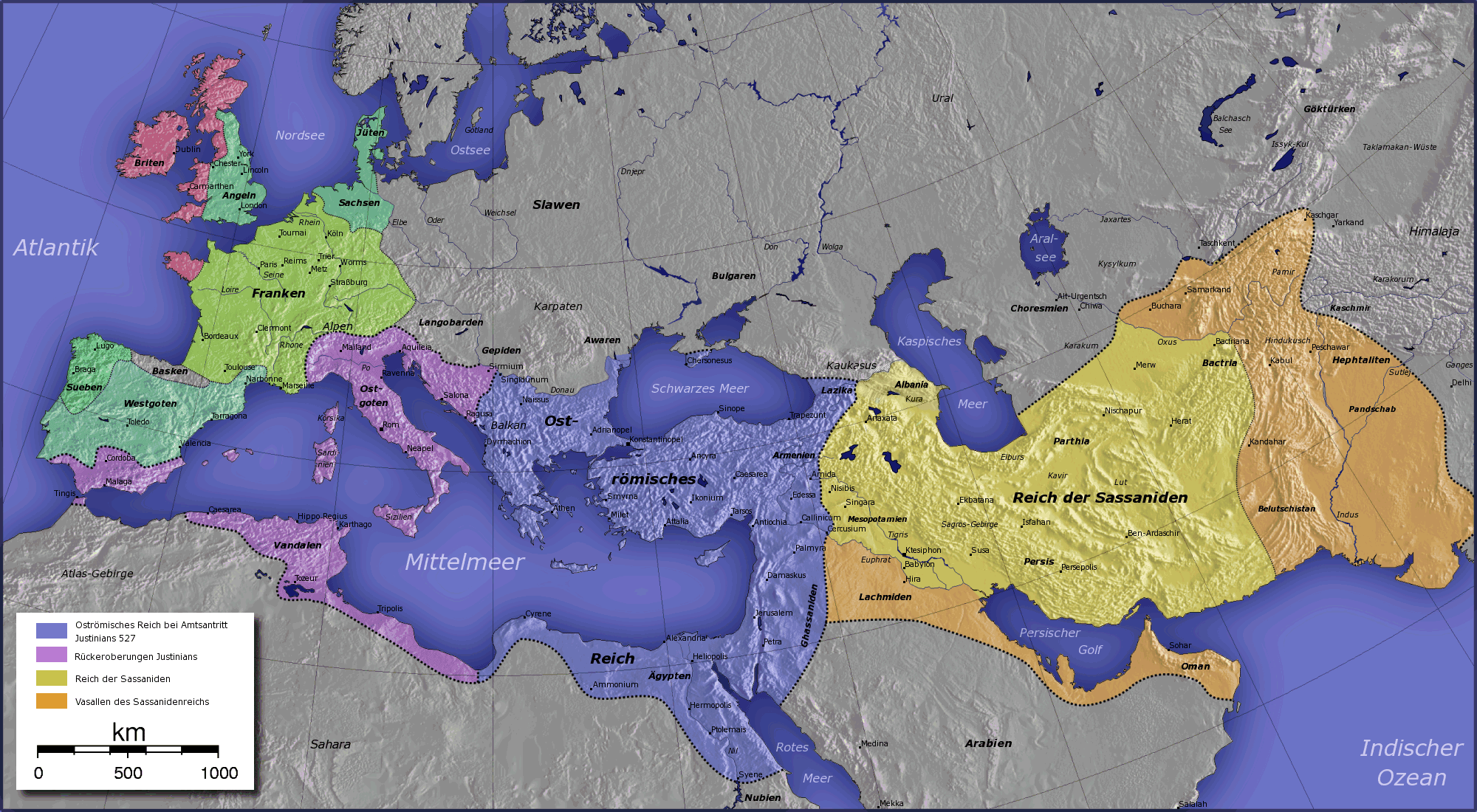
Der Mittelmeerraum zur Zeit Kaiser Justinians I. († 565)

Der Langobardeneinfall in Italien bildet gemäß herkömmlicher Sichtweise den Schlusspunkt der großen „Völkerwanderung“. Damit war auf dem Boden des untergegangenen Westreichs eine politische Ordnung entstanden, die in weiten Teilen bis in das hohe und späte Mittelalter Bestand hatte und auch die neuzeitliche Staatenwelt prägen sollte. Aus dem Frankenreich bildeten sich nach dem Zerfall der Karolingerherrschaft das west- und ostfränkische Reich, die Keimzellen Frankreichs und Deutschlands. Das Westgotenreich sollte während der Reconquista für die Spanier identitätsstiftend wirken, die Angelsachsen prägten das Bild des späteren Königreichs England ganz entscheidend mit, ähnlich wie das Langobardenreich in abgeschwächter Form Bedeutung für Italien haben sollte. In den meisten der entstandenen regna, in denen sprachlich schließlich Latein bzw. das volkssprachige Vulgärlatein die Oberhand gewann (außer im Sonderfall Britannien), arrangierten sich die neuen Herren rasch und weitgehend, aber in sehr unterschiedlicher Form, mit der einheimischen Bevölkerung. Dabei ist zu bedenken, dass die germanischen Krieger und ihre Familien fast überall eine verschwindend kleine Minderheit gegenüber der römischen bzw. romanischen Zivilbevölkerung darstellten; eine Ausnahme war vermutlich Nordgallien.
Trotzdem sollte dies nicht über die teils dramatischen Veränderungen am Ende der Spätantike hinwegtäuschen, die nicht selten mit Gewaltakten an der Bevölkerung verbunden waren. Obwohl es im Osten immer noch ein Römisches Reich mit einem Kaiser an der Spitze gab, dessen Führungsanspruch zunächst in der Regel respektiert wurde, griff Ostrom nach Justinians Tod (565) nicht mehr in vergleichbarem Ausmaß im Westen ein, wenngleich der letzte byzantinische Stützpunkt in Italien erst 1071 fiel. Die Zeit ab dem frühen 7. Jahrhundert war im Ostreich dann von einem permanenten Abwehrkampf gegen Perser und Araber, Awaren und Slawen geprägt, der fast alle Kräfte band. So sind auch die Exarchate als eine Defensivmaßnahme zu sehen. Das nun fast vollkommen gräzisierte Oströmische Reich verwandelte sich unter Herakleios in das mittelalterliche Byzantinische Reich.
Im Westen waren die römische Armee und das römische Verwaltungssystem bereits im 5./6. Jahrhundert verschwunden. Hier kam es zu komplexen Veränderungen in der Herrschaftsordnung sowie im sozialen und wirtschaftlichen Gefüge (siehe auch die Ausführungen im Artikel Spätantike). Trotz des dramatischen Verlustes an antiken Kulturgütern (vor allem im Westen), was nicht zwingend im Zusammenhang mit den kriegerischen Auseinandersetzungen dieser Zeit steht, wurden in den regna durchaus auch viele kulturelle Elemente bewahrt, wenngleich das Bildungsniveau wie auch die literarische Produktion insgesamt deutlich sank. Vor allem war die Wirtschaft nun weitaus weniger komplex organisiert als in römischer Zeit, was zu deutlich geringeren Überschüssen und einer sinkenden Qualität der materiellen Kultur führte: Der Fernhandel nahm in der Völkerwanderungszeit spürbar ab, ebenso war die wirtschaftliche Produktion in den regna weniger arbeitsteilig als in römischer Zeit. Mittelfristig führte dies zu einem Verschwinden der alten zivilen Eliten, die die wichtigsten Träger antiker Bildung gewesen waren.
Die Kirchenorganisation wandelte sich ebenfalls, da der Einfluss der Bischöfe im Vergleich zur spätrömischen Zeit vielerorts noch zunahm. Dabei fungierte die Kirche nun als ein wichtiger Träger antiker (christlich tradierter) Bildung, die zwar deutlich unter dem antiken Niveau lag, aber auch andere Einflüsse aufnahm. Im Rechtsbereich orientierten sich die Germanen am römischen Recht, wie sie überhaupt bemüht waren, sich der römischen Lebensweise anzupassen. Einige germanische Herrscher, die ihre Autorität vielleicht vor allem aus einem Heerkönigtum schöpften, nahmen den römischen Kaisernamen Flavius an (so etwa Theoderich der Große) und zogen oft die römischen Eliten für Verwaltungsaufgaben heran, wobei vor allem der Kirche eine wichtige Rolle als verbindende Kraft zukam. Oft stellte „germanisch“ keinen Gegensatz zu „römisch“ dar, zumal die Germanen nur einen Bruchteil der Bevölkerung in den regna ausmachten. In vielerlei Hinsicht knüpften die neuen Monarchien eher an das römische Kaisertum als an germanische Traditionen an – dies umso eher, als heute zunehmend bezweifelt wird, dass es ein vorrömisches germanisches Königtum überhaupt gegeben hatte. Auf der anderen Seite gab es gebildete Personen, die sich im Westen mit den neuen Herren arrangierten, wie unter anderem die Beispiele des Bischofs Avitus von Vienne, des Arztes Anthimus oder des Dichters Venantius Fortunatus zeigen.
Für die moderne Forschung, die in den letzten Jahrzehnten der Zeit zwischen dem 4. und 8. Jahrhundert verstärkt Aufmerksamkeit geschenkt hat, ergeben sich immer mehr neue Fragen, etwa hinsichtlich der Kontinuitätsproblematik (siehe auch die Ausführungen in Pirenne-These). Der Wechsel der Herrschaft war teilweise fließend: Im Frankenreich beispielsweise waren die Menschen nun nicht mehr Untergebene des Kaisers, sondern des Königs (auch wenn man dort den Augustus in Konstantinopel noch im späten 6. Jahrhundert oft als dominus noster ansprach). Die römische Beamtenschaft wurde teilweise übernommen, ebenso die Verwaltungsstrukturen. Eine Zeitlang funktionierten auch die spätrömischen Institutionen weiter, bis schließlich kein ausreichend ausgebildetes Personal mehr nachkam. Die Angehörigen der alten provinzialrömischen Elite wählten nun oft lieber eine kirchliche Laufbahn. Andererseits existierten aber auch weiterhin comites, die die civitates verwalteten, bis aus dem comes schließlich der „Graf“ wurde. In Gallien stellten sich die Franken auch alamannischen Plünderern entgegen und verteidigten die Städte: Aus der Gallia wurde schließlich eine Francia. An den germanischen Herrscherhöfen entstanden nach einer Weile neue Ämter, wie der maior domus (Hausmeier) im Merowingerreich. Immer deutlicher wurde die Tendenz zur bereits in spätrömischer Zeit vorangeschrittenen Verfestigung aristokratischer Strukturen, was sich beispielsweise in dem Gegensatz der Großgrundbesitzer und der an die Scholle gebundenen Bauern widerspiegelt. Die Gesellschaft teilte sich bald in Freie (wozu die germanischen Adligen und die römische Oberschicht gehörten), Halbfreie und Unfreie auf. Damit einhergehend stieg die Zahl der Sklaven an, doch sind mehrere Detailfragen umstritten. So verlief die Entwicklung in den einzelnen regna recht unterschiedlich. Vor allem sind viele Bewertungen der älteren Forschung, die die spätrömische Gesellschaft als eine allgemein im Niedergang befindliche Gesellschaft charakterisierte, von der modernen Forschung revidiert worden. Dennoch ging etwa die Bevölkerungszahl in den Städten des Westens insgesamt zurück. In manchen Regionen, beispielsweise in Britannien und in Teilen des Donauraums, verschwand die für die Antike typische urbane Kultur sogar fast vollkommen. Im künstlerischen Bereich dominierten hingegen neue Formen (siehe Fibel, Germanischer Tierstil). Daneben veränderte sich unter anderem die Bestattungskultur. So ließen sich auch Romanen nach germanischer, also „barbarischer“, Art begraben.
Allgemein gibt es unterschiedliche Ansätze zur Erklärung und Beurteilung der Veränderungen der Mittelmeerwelt im Übergang von der Spätantike zum Frühmittelalter. Zu diesem Zweck wurde von der European Science Foundation mit Transformation of the Roman World sogar ein eigenes Forschungsprojekt ins Leben gerufen. Eines aber wird immer deutlicher: Die germanischen regna waren nicht weniger ein Teil der spätrömischen Welt als das Imperium selbst.